# Víctimes de la Guerra Civil espanyola a Navarra

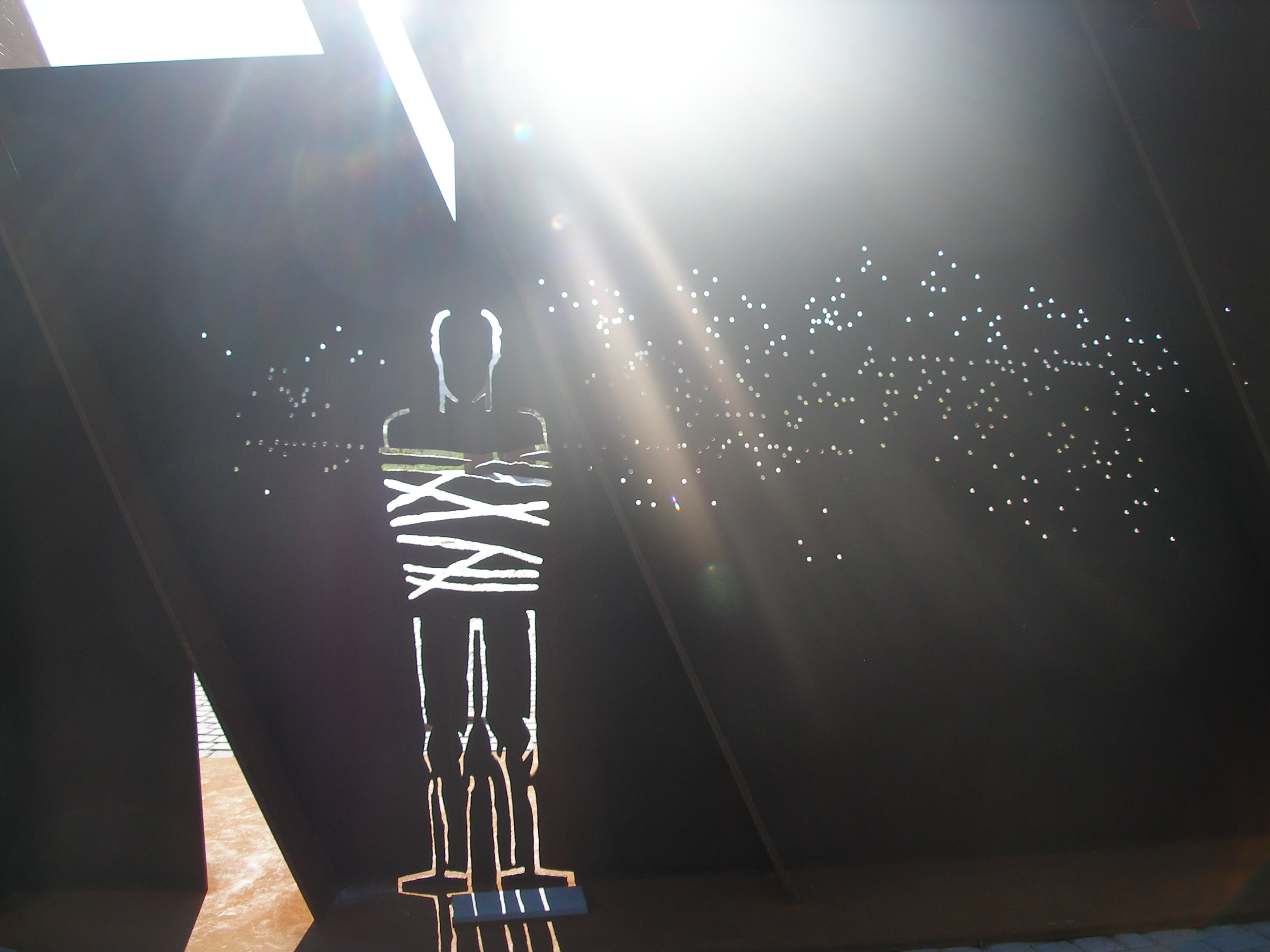
Al Parc de la Memòria de Sartaguda s'han erigit diverses obres en homenatge a les víctimes de la guerra civil a Navarra. En la imatge la de Néstor Basterretxea Arzadun.

Les víctimes de la Guerra Civil espanyola a Navarra es van produir en la seva majoria a causa de la repressió directa exercida pels revoltats contra la Segona República Espanyola, en un territori que va anar ràpidament controlat pel denominat bàndol nacional, sense produir-s'hi front de guerra.
La conspiració que va donar origen a la Guerra Civil espanyola va tenir un dels seus pilars a Navarra. Hi fou fomentada principalment pels carlins i els partits monàrquics "alfonsinos", i es va configurar decisivament amb l'arribada a principis de 1936 del nou governador militar, el general Emilio Mola, qui convertiria a Navarra en una peça clau de la revolta militar que tindria lloc el 18 de juliol de 1936.
A diferència de l'esdevingut en altres punts d'Espanya, en els que els revoltats van haver de fer front a la resistència de les autoritats republicanes o de les forces esquerranes, l'alçament a Navarra va ser un èxit rotund, no trobant amb prou feines resistència.
No obstant això, aquesta falta d'oposició no va impedir que es desencadenés una dura repressió contra els partidaris i simpatitzants de les esquerres que seria fet i fet la causant de la major part de les morts. La violència va afectar principalment als militants de la Federación Nacional de Trabajadores de la Tierra de la Unió General de Treballadors que, amb gran predomini a la regió de la Ribera Navarra, representaven majoritàriament als camperols sense terra. La major part d'aquestes morts es va produir en els primers mesos de la guerra, un període de "terror calent" caracteritzat per les execucions extrajudicials, passejos i saques de presos dels llocs de reclusió.
Un element addicional que va contribuir a incrementar el seu nombre va ser la presència, en la proximitat de Pamplona, del Fuerte San Cristóbal, lloc de reclusió de diversos centenars de presos del bàndol republicà durant tota la guerra. Les condicions extremes de captivitat i la cèlebre fugida que va tenir lloc al maig de 1938, saldada amb desenes de morts i la captura de la pràctica totalitat dels escapolits, van contribuir també a engrossir el nombre de morts. A la repressió cal sumar les morts produïdes com a conseqüència dels atacs aeris republicans.
La violència política desencadenada a Navarra després del triomf de la revolta enfonsa les seves arrels en la situació política i social de Navarra, evidenciada durant la República. En aquesta època Navarra es caracteritzava pel caràcter catòlic i conservador de la seva societat pel seu endarreriment econòmic, que portava a una de les taxes d'emigració més altes d'Espanya. El problema social de més rellevància era l'agrari, protagonitzat pels camperols sense terra, que van tractar durant tot el període republicà d'accedir a les tradicionals terres comunals o "corralizas", fonamentalment al sud de la província, en aquells dies en mans dels grans terratinents. Les tensions polítiques, manifestades a vegades de manera violenta, van confrontar el poder polític, posseït durant tot el període pels partits de dreta, amb la pobresa extrema dels camperols. No obstant això, altres assumptes polítics de gran rellevància durant el període republicà, com l'estatut d'autonomia basco-navarrès, no van tenir un reflex important en la repressió que va tenir lloc durant el període bèl·lic, a causa que el sentiment de pertinença basca era comuna i van ser les diferències ideològiques les que van evitar l'estatut conjunt, fonamentalment la seva confessionalitat catòlica.
Avui se sap que es va saldar amb més de 3.000 morts. Al final de la guerra, el règim franquista va imposar el silenci sobre aquests fets que van adquirir en l'opinió pública la consideració de tabú, mentre els escassos estudis realitzats van tendir a minimitzar la seva dimensió. Després de la instauració de la democràcia, diverses recerques han aconseguit reconstruir amb detall el fenomen repressiu gràcies a l'impuls de les associacions de familiars de les víctimes. Aquest procés va culminar amb la publicació de l'extensa obra Navarra 1936. De la Esperanza al Terror que es va anar ampliant al llarg dels anys fins a arribar a la seva última edició en 2008. Fruit del coneixement d'aquests estudis es van realitzar diversos homenatges, la manifestació dels quals més important va tenir lloc en 2003 amb una Declaració oficial del Parlament de Navarra en favor del reconeixement i reparació moral de tots els navarresos afusellats.

## Els anys trenta a Navarra

### Situació social

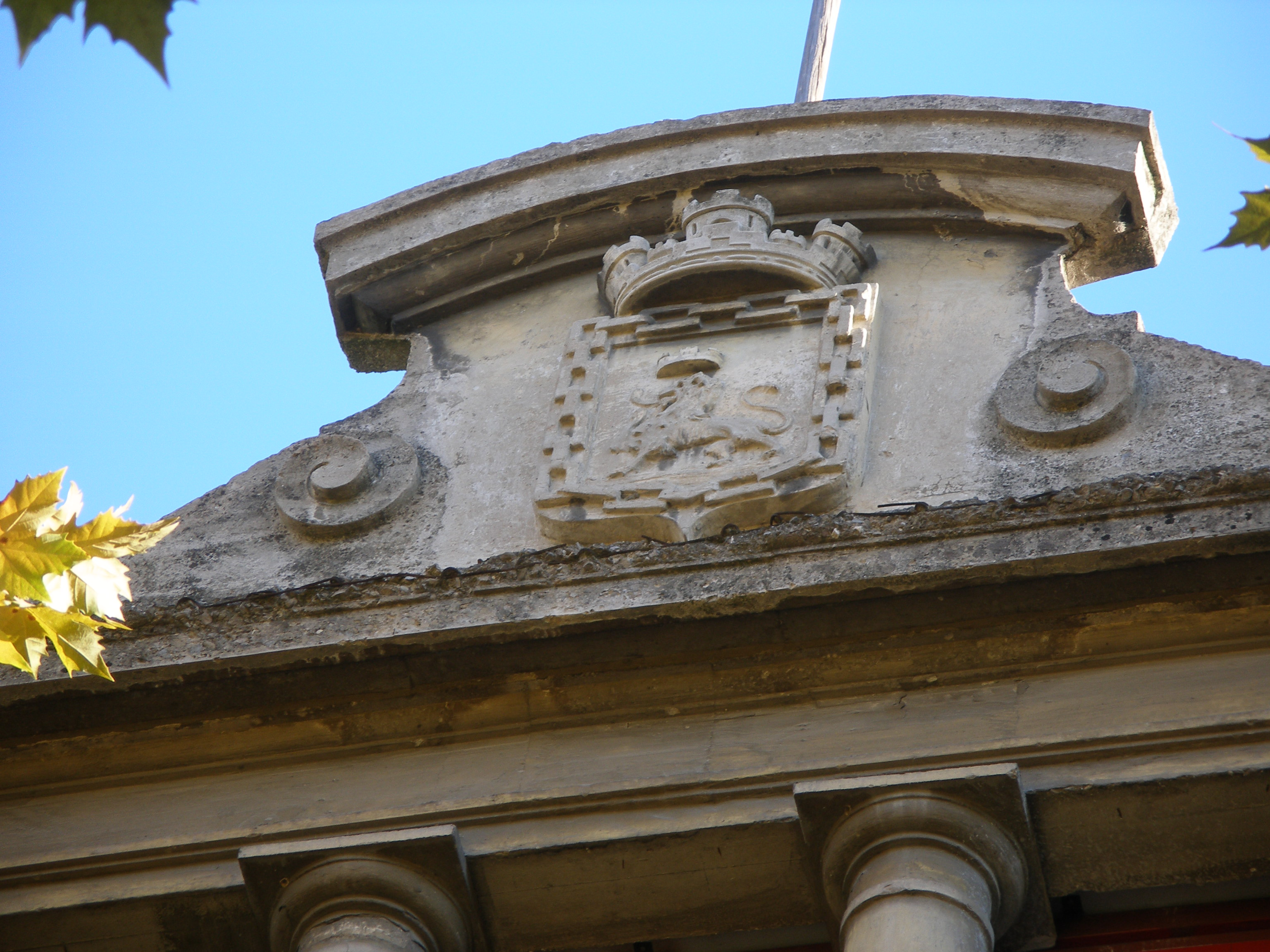
Escut republicà de la ciutat de Pamplona a la plaça de toros. Observeu la corona mural timbrant l'escut.

Navarra comptava en 1930 amb una població, predominantment rural, de 345.883 persones, que corresponia a una densitat de 33,19 habitants per km². Les ciutats més poblades, Pamplona i Tudela, tenien 42.259 i 11.248 habitants, respectivament. El creixement demogràfic era petit, amb un 0,15% anual.
Per sectors, l'agricultura ocupava a un 64% de la població activa. No obstant això, encara que les propietats agràries a Navarra estaven formades per minifundis, aquests pertanyien en un 56,4% a una minoria de grans terratinents, sent un 30,6% els que pertanyien als propietaris mitjans i solament un 13% era dels petits propietaris. D'aquesta forma, gairebé el 50% de la població activa agrària no era propietària. La burgesia va preferir invertir en terres i amb prou feines en la indústria moderna. La gana i la misèria que es van apoderar de la pagesia van proporcionar mà d'obra resignada i barata. La diferència entre el petit propietari i el camperol sense terra radicava que el primer era pobre i el segon miserable. Les corralizas (terrenys extensos que existien al sud de Navarra, antigues terres comunals de propietat municipal, venudes pels pobles al segle xix a conseqüència de les difícils situacions econòmiques que travessaven, fruit de les guerres especialment la primera carlista, o obligats per les desamortitzacions civils) eren propietat d'unes poques famílies. Des de 1841 a 1960, Navarra va ser ininterrompudament la segona província d'Espanya amb major índex d'emigració, per sobre de Galícia i Extremadura.
Els sectors industrial i de serveis es concentraven fonamentalment a Pamplona, Tudela, Altsasu, Olazagutia, Bera, Villava, Marcilla, Cortes, Castejón (important nus ferroviari) i Esa. Aquestes localitats mantenien una estreta relació amb la producció agrícola, exceptuant les del nord, que tenien un caràcter més industrial, relacionat amb cimenteres i foses.
La societat navarresa, a més de fonamentalment agrícola, era predominantment conservadora i catòlica. Això últim va ser determinant en l'evolució política d'aquest territori. Existia una major densitat de clergues per nombre d'habitants que en altres parts d'Espanya.
El nivell cultural no era gaire elevat, a causa de la falta d'escoles. La taxa d'analfabetisme era del 36,79% per a Navarra. Encara que era inferior a la de la resta de les províncies espanyoles, la seva distribució era desigual segons les merindades, sent superior en la de Tudela (concretament, al sud de Navarra la taxa d'analfabetisme era del 48,36% de la població), així com a les zones rurals respecte a les urbanes i en dones respecte a homes. La República laicitzà l'ensenyament a partir del 10 de juny de 1931, suprimint símbols religiosos i va retirar l'obligatorietat de l'ensenyament religiós que sí que es podia impartir fora de l'horari escolar. Aquestes mesures van produir a Navarra reaccions violentes.

### Organitzacions laborals i polítiques
Sindicats

Escut de Navarra durant la Segona República Espanyola

La Unió General de Treballadors (UGT) i la Confederació Nacional del Treball (CNT) eren els sindicats que agrupaven la majoria dels jornalers i obrers. Donada la feble industrialització navarresa, eren sindicats fonamentalment agraris. La UGT, únic sindicat legal durant la Dictadura de Primo de Rivera, era fort a la Ribera, a causa dels problemes dels camperols sense terra, a través de la Federación Nacional de Trabajadores de la Tierra, creada en 1930, que era l'organització més important i amb major capacitat de mobilització. El seu líder a Navarra, el caballerista Ricardo Zabalza Elorga, seria posteriorment secretari general de la FNTT Espanyola. Altres zones amb significativa implantació sindical eren la comarca de la Barranca, zona industrial i ferroviària, i Pamplona, la més nombrosa en proclamar-se la República. L'afiliació ugetista va passar d'uns cinc mil treballadors en 1931 a més de deu mil en 1934. El seu auge estava relacionat, almenys al començament de la República, amb la presència <l Ministeri de Treball de Francisco Largo Caballero, qui pretenia dur a terme el programa del PSOE sobre la qüestió agrària.
La CNT, creada en 1910, tenia el seu principal feu en la Ribera Alta. En 1936 va arribar a comptar amb 1.600 afiliats a tota la província. Aquest sindicat va tenir un activisme més ampli que el que es pogués desprendre de la seva minsa afiliació. La seva ideologia anarquista amb conviccions anticlericals i crítics amb l'autoritarisme i l'Estat, no violenta a Navarra, sinó eminentment cultural i social, rebutjant a més les convencions familiars i sexuals, promovent un gran nombre d'iniciatives culturals, com és el cas de l'Ateneu Libre Acuerdo d'Allo promogut per Aurelio Íñigo.
En 1932 es va establir a Navarra el sindicat nacionalista basc ELA-Solidaritat d'Obrers Bascos (des de 1933 ELA-Solidaritat de Treballadors Bascos). Durant el període republicà la seva afiliació es va incrementar fins a assolit el zenit en 1936, amb uns 4.200 afiliats. Tenia un caràcter menys agrari que els sindicats d'esquerres.
Especial rellevància van tenir també els sindicats catòlics agraris que, no obstant això, van perdre importància després del seu fracàs davant la qüestió agrària i la implantació dels sindicats d'esquerres. Van existir així mateix sindicats catòlics mixtes (que incloïen obrers i patrons), com "La Conciliación", i els denominats sindicats catòlic-lliures.
Patronals
Les organitzacions patronals agràries estaven representades per la Federació Agro-Social de Navarra (FASN) (l'antiga Federació Catòlica Social Navarra), que agrupava a petits propietaris, i l'Associació de Propietaris i Terratinents de Navarra (APTN) que agrupava als grans. Ambdues van col·laborar estretament durant la República.
Partits obrers
- El Partit Socialista[26] era el partit d'esquerres més important i millor organitzat a l'inici de la República, amb cinc agrupacions i 400 afiliats en 1931, en part a causa de l'actitud conciliadora que va mantenir durant la major part de la dictadura de Primo de Rivera.[18] La Federació Socialista de Navarra formava part de la federació regional basco-navarresa del PSOE. Entre els seus líders estava el president a Navarra Gregorio Angulo, el ja citat sindicalista Ricardo Zabalza, el metge Constantino Salinas o Julia Álvarez (que fins a 1932 va ser vicepresidenta del Partit Republicà Radical Socialista). Inicialment socialistes i ugetistes van mantenir bones relacions amb els partits republicans Acció Republicana, Partit Republicà Autònom Navarrès (PRAN) i Partit Republicà Radical Socialista i fins i tot amb el Partit Radical, i es van enfrontar al Partit Comunista (PC) i sobretot a la CNT. Els socialistes van rebutjar 1932 crear un Comitè d'Esquerres que va proposar el PRAN i un Front Únic Proletari que va proposar el PC. A partir de la pèrdua del Govern es va radicalitzar i va passar a defensar un front únic.[27]
- El Partit Comunista, la federació navarresa del qual formava part de la Federació Comunista Basco-Navarresa,[28] va tenir escàs desenvolupament en els primers anys de la República a Navarra, inferior fins i tot a la seva minoritària implantació a la resta d'Espanya, on solament tenia nuclis significatius a Madrid, Sevilla i Biscaia. A partir de 1934, sota la direcció de Jesús Monzón, el Partit Comunista va pretendre arribar a la unitat d'acció amb els socialistes, època que va coincidir amb la creixent radicalització largocaballerista del PSOE. En aquesta aproximació es va produir la unificació de la Joventut Socialista i de la Joventut Comunista en una sola organització, les Joventuts Socialistes Unificades (JSU), l'1 d'abril de 1936.[29]

Partits republicans
El republicanisme comptava amb organització fonamentalment a Pamplona, però no va ser fins a la proclamació de la República que els diversos partits republicans van començar a comptar amb estructures arreu de Navarra: 
- El Partit Radical (PRR) d'Alejandro Lerroux era el partit republicà més important i va constituir 33 comitès locals entre 1931 a 1936. A les eleccions de 1931 es va presentar a les eleccions dins de la Conjunció Republicano-Socialista. En 1933, es va constatar el seu allunyament de les esquerres: a les eleccions de 1936 es va presentar en solitari i va col·laborar amb les dretes en la gestora de la Diputació Provincial, formant ja part del Bloc de Dretes.
- Dreta Republicana, els estatuts de la qual van ser aprovats l'1 de gener de 1932. Presidida per Jesús Artola Goicoechea, industrial i governador civil de Guipúscoa en 1932. Es va incorporar aviat a Acció Republicana.[30]
- Acció Republicana (AR), el líder nacional de la qual era Manuel Azaña i a Navarra Ramón Bengaray.
- El Partit Republicà Autònom Navarrès (PRAN) va ser el partit que més es va expandir en 1931, després de la reorganització impulsada per Serafín Huder. Va ser un dels partits que, a Navarra, es va integrar a Izquierda Republicana en 1934. Un membre rellevant va ser Mariano Ansó, primer alcalde republicà de Pamplona, qui després de les eleccions constituents es va unir a AR, sent el líder republicà navarrès de major rellevància a nivell nacional i arribant a ser ministre amb Negrín durant la Guerra Civil.
- El Partit Republicà Democràtic Federal, que va cobrar nou ímpetu després de la proclamació de la República, implantant-se a Cintruénigo al maig de 1931. Era federalista i defensor dels furs basco-navarresos, encara que va tenir escàs pes a Navarra. Presidit per Vicente Martínez de Ubago, periodista de La Voz de Navarra. Es va unir posteriorment a Acció Republicana.[30] Dos dels fundadors del partit a Navarra, Victoriano Navascués Chivite i Pablo Yanguas Bermejo, integrats posteriorment en Izquierda Republicana (IR), serien afusellats en 1936.
- El Partit Republicà Radical Socialista (PRRS), que procedia del PRR, i les figures del qual més rellevants eren Emilio Azarola Gresillón, alcalde de Doneztebe i Aquiles Cuadra, regidor de Tudela.
- Unió Republicana (UR), sorgit en 1934 agrupant a les faccions més centristes del republicanisme descontentes amb el viratge a la dreta dels radicals. Molt minoritari a Navarra, estava liderat pel metge Eduardo Martínez de Ubago.
- En 1934, després del daltabaix de les eleccions de l'any anterior, AR, part dels PRRS (els Independents) i el PRAN confluirien el 29 de març de 1934 en Izquierda Republicana (IR). Posteriorment es van integrar altres agrupacions republicanes, aconseguint, a través d'aquest partit, donar-li importància al republicanisme d'esquerres. IR va aconseguir 46 agrupacions a Navarra en 1936.

Partits nacionalistes bascos
- El Partit Nacionalista Basc (PNB) va mantenir una postura propera a l'Església Catòlica en el social i una defensa de l'Estatut d'Autonomia per a les províncies basques entre les quals s'incloïa Navarra. Això últim era defensat, en proclamar-se la República, amb diferents enfocaments, per gairebé tots els partits, amb excepció dels alfonsins amb el poderós Diario de Navarra. No obstant això, el seu pes a Navarra era petit: tenia presència sobretot a Estella-Lizarra, Pamplona i el nord bascoparlant. Les seves figures més destacades eren Manuel Aranzadi Irujo i Manuel de Irujo.
- Acció Nacionalista Basca (ANV) va sorgir en 1930 com a escissió de l'anterior per no compartir la seva confessionalitat. Es definia com a nacionalista basc, laic i republicà. El seu líder a Navarra va ser Pello Irujo. Tenia escassa força a Navarra i a les eleccions de 1936 va formar part del Front Popular.

Partits de dretes antirepublicans
- Els diversos grups carlistes, els "jaumistes" (seguidors de Jaume de Borbó), amb Tomás Domínguez Arévalo (comte de Rodezno), els "integristes" (seguidors de la defensa integral catòlica), amb José Sánchez Marco, i els "mellistes" (seguidors de Juan Vázquez de Mella), amb Víctor Pradera Larumbe, es van unificar el gener de 1932 en la Comunió Tradicionalista, la qual a partir de llavors va tenir un gran desenvolupament organitzatiu fins a 1934. Realitzaven una inequívoca defensa dels postulats catòlics amb nombrosos llaços amb organitzacions d'aquest caràcter, que es van desenvolupar enormement durant el període de la República. La consideració per la seva banda que les accions de la República eren antireligioses va incrementar la seva base electoral de forma significativa. La seva influència en la Ribera i a la zona de la Muntanya no seria important fins al començament de la guerra civil. El seu líder més significat va ser el comte de Rodezno.

D'altra banda, existien sectors catòlics no relacionats amb el carlisme, d'orientació monàrquica "alfonsina" (partidaris d'Alfons XIII):
- Aquests estaven desorganitzats fins a la creació de la Unió Navarresa per Rafael Aizpún al juliol de 1933, que més tard s'integraria en la Confederació Espanyola de Dretes Autònomes (CEDA).
- El director de l'influent Diario de Navarra, l'alfonsí Raimundo García García "Garcilaso", com a independent, era una de les figures més destacades de les dretes navarreses.
- Per la seva banda, Acció Popular era el més important grup catòlic, i el nucli de la CEDA d'Espanya. Entre els seus dirigents estaven Ángel Herrera Oria, José María Gil-Robles y Quiñones, José María Valiente, Manuel Senante i José María Sagües Irujo.[31]
- Dins també d'aquesta orientació estava Renovación Española, un grup igualment monàrquic, fundat el gener de 1933 per Antonio Goicoechea i que va derivar cap a l'extrema dreta, seguint els postulats del legitimisme maurrasià francès, amb José Calvo Sotelo com a líder quan va tornar de França en 1934.[32]
- El Partit Nacionalista Espanyol fundat per José María Albiñana, va ser precedent de les organitzacions feixistes a Espanya. Va participar en la conspiració pel cop d'estat de José Sanjurjo de 1932. Faustino Escribano, que abans va pertànyer a Unión Patriótica, i Luis Pérez el van dirigir a Navarra. Es va fusionar amb Falange Espanyola.[33]
- La Falange Espanyola, fundada en 1933, per Julio Ruiz de Alda a Navarra, tenia implantació molt escassa, encara que aquesta es va ampliar lleugerament després de la fusió amb les JONS en 1934. Van tenir un petit arrelament a Estella, Pamplona i a la zona de la Ribera, gràcies en aquesta última al metge Aniceto Ruiz Castillejos. Poc abans del cop d'estat de 1936 tenia a Navarra set-cents afiliats, d'ells 160 a la capital. Van destacar a Pamplona Fermín Sanz Orrio, Alberto Artundo, Fermín Yzurdiaga[34]

### Evolució política

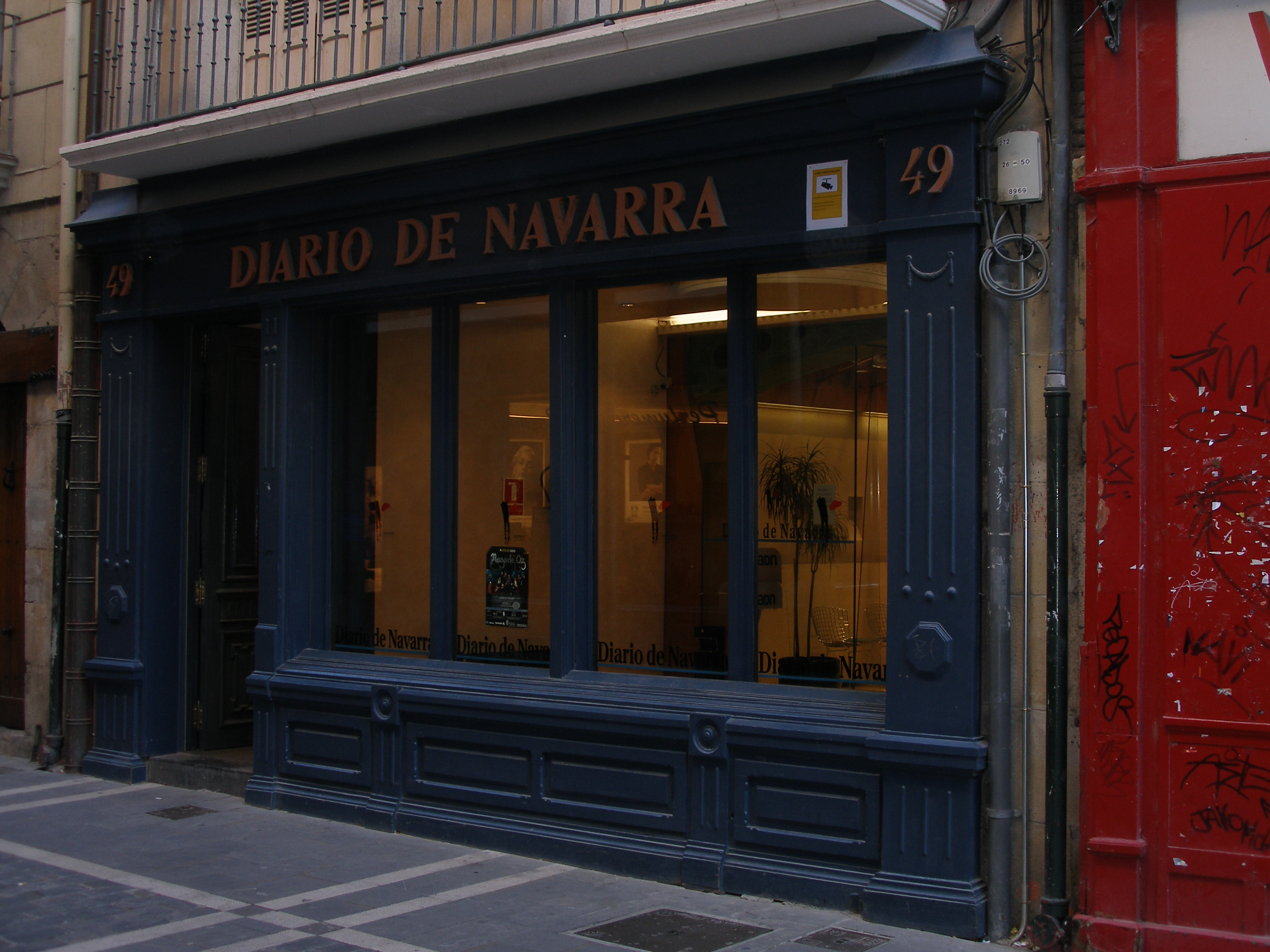
El Diario de Navarra,d'ideologia monàrquica, va ser part decisiva en la revolta que va donar origen a la Guerra Civil. En la fotografia les històriques oficines del periòdic conservador, que encara és avui el més influent de Navarra.

La proclamació de la Segona República Espanyola es va dur a terme a Pamplona amb gran entusiasme popular. En la nit del 13 d'abril va recórrer els carrers de Pamplona una manifestació republicana. Va ser derrocat el bust del general Sanjurjo i es van arrencar les plaques d'Avinguda d'Alfons XIII i de la Plaça de Primo de Rivera. L'endemà, 14 d'abril, el metge pamplonès Serafín Huder va hissar la bandera republicana des de la balconada de l'Ajuntament a les set de la tarda (encara que Pamplona havia estat una de les nou capitals de província on els republicano-socialistes no havien triomfat).
No obstant això, el mapa electoral de Navarra, ja des de les eleccions municipals espanyoles de 1931, va reflectir durant tota la república una àmplia i constant majoria del bloc de dretes. Aquesta va anar fins i tot incrementant-se en les diverses convocatòries electorals que es van dur a terme. Així, el vot de dretes va passar del 63,2% en 1931 (resultats obtinguts per la coalició catòlico-foralista, que agrupava a tota la dreta navarresa, incloent al PNB) al 71,6,% dels votants en 1936 (ja sense el PNB). L'hegemonia dretana només es veia alterada en la meitat sud de Navarra, sobretot als pobles de la Ribera. Ja en 1931 la Conjunció Republicano-Socialista estava ben implantada a tota la Ribera, Tafalla, Pamplona, Altsasu, Olazagutia, Esa, així com a les valls de Salazar i Roncal, encara que no sempre amb majoria. Només la Ribera era majoritàriament esquerrana.
Així, per exemple, les eleccions municipals celebrades el 12 d'abril van ser impugnades a Pamplona i la seva repetició el 31 de maig va tenir com a resultat el triomf, per escàs marge, de la Conjunció sobre la candidatura "Antirevolucionària" (a la qual va beneficiar la retirada de la candidatura nacionalista basca, que sí que s'havia presentat el 12 d'abril) sobre les dretes, de manera que el republicà Mariano Ansó va ser escollit alcalde. Tudela, la segona ciutat en població de Navarra, també havia quedat en mans de la conjunció. No obstant això, les eleccions del 12 d'abril havien suposat un rotund èxit de la dreta en el conjunt de Navarra, que va obtenir 765 regidors (77%) enfront dels 134 de l'esquerra (13%). La instauració de la República va portar també la dissolució de la Diputació Foral, nomenant el govern una gestora composta per republicans i socialistes.
Les eleccions a Corts Constituents de 1931 van suposar, seguint la línia dels resultats globals de les municipals, el triomf de les dretes (en la candidatura de les quals s'integrava, després de llargues negociacions, i el sacrifici del seu líder a Navarra, Manuel Aranzadi Irujo, el PNB, un esquema repetit també a les províncies basques), amb la denominació de Bloc Catòlic-Foralista, que gràcies a la nova legislació electoral van obtenir els cinc escons destinats a la majoria, deixant els dos de la minoria als republicà-socialistes, que renovaven la coalició de les municipals.
Dos serien els temes polítics principals a Navarra durant el bienni reformista (1931-1933): la qüestió religiosa i l'Estatut d'Autonomia Basco-Navarrès, amb una íntima relació entre tots dos.
La confrontació i utilització religiosa com a arma política va quedar palesa en la discussió sobre l'Estatut d'Autonomia per al País Basc-Navarra. A les poques setmanes d'instaurar-se la República, es van presentar dues propostes d'estatuts: un elaborat per la Societat d'Estudis Bascos i promogut per ajuntaments de les quatre províncies, en el qual el PNB era la força impulsora, i un altre de la comissió gestora de la Diputació de Navarra, que van ser similars. La dreta navarresa, amb a l'excepció del Diario de Navarra, donà suport al projecte, igual que l'esquerra encara que amb menys unanimitat i entusiasme. El projecte d'Estatut va ser aprovat a Estella-Lizarra el 14 de juny de 1931, abans que les Corts Constituents haguessin aprovat la Constitució, que no veuria la llum fins al 9 de desembre. No obstant això, en l'assemblea d'Estella-Lizarra s'hi van afegir dues esmenes que suposaven que l'autonomia resultant mantingués les seves pròpies relacions amb el Vaticà, al marge de l'Estat. Quan es va aprovar la Constitució, de caràcter laic i que reservava a l'Estat espanyol les relacions amb el Vaticà, l'Estatut no va arribar ni a discutir-se, la qual cosa va provocar l'abandó de les Corts per part de la "minoria basco-navarresa".

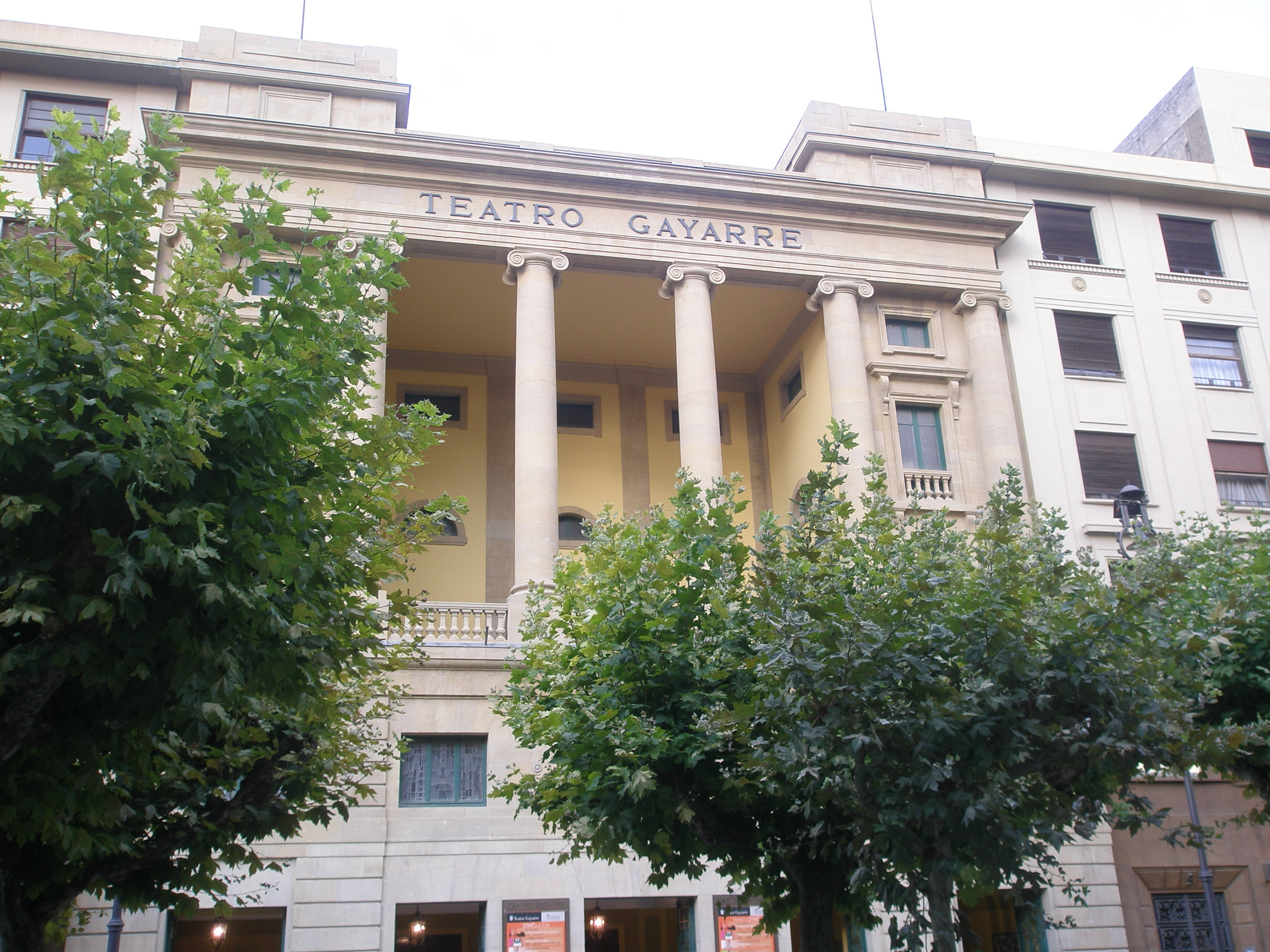
En el Teatro Gayarre es va donar la polèmica assemblea on finalment es va rebutjar l'Estatut Basco-Navarrès el 19 de juny de 1932

El rebuig a l'Estatut va forçar el reinici del procés autonòmic, el qual, d'acord amb la legislació aprovada per les Corts Espanyoles, havia de ser dirigit per les gestores de les diputacions provincials. No obstant això, la pràctica unanimitat que el primer projecte hi havia concitat va ser esquerdat amb celeritat. D'acord amb la legislació, cada província hauria d'aprovar, en assemblea dels municipis, si volia unir-se a un estatut conjunt o gaudir d'un estatut provincial. En l'assemblea del 31 de gener de 1932, el resultat va ser positiu, però tant l'actitud de Comunió Tradicionalista, que va deixar llibertat de vot als seus membres, com la d'un important sector de l'esquerra navarresa, encapçalada per Emilio Azarola, que s'oposava a l'estatut conjunt, va portar al fet que fins a un total de 69 ajuntaments de 229 s'oposessin a l'estatut conjunt. Més encara, Azarola va aconseguir aprovar una esmena que especificava que es requeriria un percentatge de dos terços del cos electoral per a l'aprovació de l'estatut conjunt a Navarra, tant dels ajuntaments que havien d'aprovar-lo abans de sotmetre el projecte d'estatut a plebiscit (que havien de representar els dos terços citats de població), com dels votants que havia d'aprovar-ho definitivament. El suport a l'Estatut va seguir disgregant-se en els mesos successius, de cara a la decisiva assemblea d'ajuntaments del 19 de juny de 1932. Els carlistes havien donat llibertat de vot (no sense que els seus regidors a Pamplona donessin suport al no, un dels factors que va portar al fet que la capital es pronunciés en contra de l'Estatut). El comte de Rodezno adoptava una postura ambigua, mentre que el diputat Joaquín Beunza Redín el recolzava amb entusiasme. El Diario de Navarra estava radicalment en contra, mentre que altres sectors dretans, com els representats per Rafael Aizpún Santafé i Miguel Gortari Errea, que posteriorment fundarien i dirigirien el grup cedista Unió Navarresa, recolzaven l'estatut, encara que amb reticències. Socialistes i republicans (amb excepció del diputat Mariano Ansó i alguns militants radicalsocialistes) també estaven en contra. Per la seva banda, el Partit Nacionalista Basc era el màxim representant del «Sí». La disgregació de forces va portar al fet que en la polèmica assemblea el 19 de juny de 1932 els ajuntaments navarresos no aprovessin l'Estatut comú. Es van pronunciar a favor 109 dels 267 municipis navarresos (que representaven cent trenta-cinc mil habitants, per una representació d'uns dos-cents quinze mil navarresos entre vots en contra i abstencions). Les xifres quedaven molt lluny no sols de la majoria simple, sinó dels dos terços del cens electoral exigits per l'esmena aprovada en l'assemblea gener de 1932. Fins i tot si, com va documentar en 1977 Jimeno Jurío, van existir coaccions i vots oposats que anaven en contra del mandat favorable atorgat per alguns ajuntaments, el rebuig de l'Estatut era fruit de la falta d'entusiasme del carlisme, una vegada que s'excloïa la qüestió religiosa i de la divisió que causava l'Estatut conjunt tant entre les dretes com en les esquerres (en general, la Ribera s'havia pronunciat en contra de l'Estatut). També va influir el caràcter més "centralista" del projecte de 1932, comparat amb el caràcter més "confederal" del de 1931, que donava més competències a cadascun de les províncies que formaven l'entitat conjunta i, per tant, a Navarra.
A partir de llavors, el Partit Nacionalista Basc va seguir promovent l'Estatut conjunt, amb el suport únicament d'alguns membres dels partits navarresos republicans i d'esquerres (que van formar una agrupació denominada "Acció Autonomista"), com Mariano Ansó, qui a les Corts, escollit per Guipúscoa, va seguir defensant aquesta aspiració però evitant "convertir Bascònia i Navarra en un vedat tancat de la reacció, on sigui impossible la convivència de les idees liberals".
Les dretes es van radicalitzar per la legislació en matèria religiosa de la República, considerada com anticatòlica, amb mesures com la dissolució de la Companyia de Jesús, eliminació dels pressupostos de culte i clergat, control de totes les congregacions religioses i prohibició d'aquestes d'exercir l'ensenyament.
El fallit cop d'estat monàrquic de José Sanjurjo del 10 d'agost de 1932 (la "Sanjurjada") va produir algunes detencions a Navarra i la suspensió, fins a l'11 de setembre, dels periòdics de dretes, tant els carlistes El Pensamiento Navarro i La Tradición Navarra, com el monàrquic Diario de Navarra.

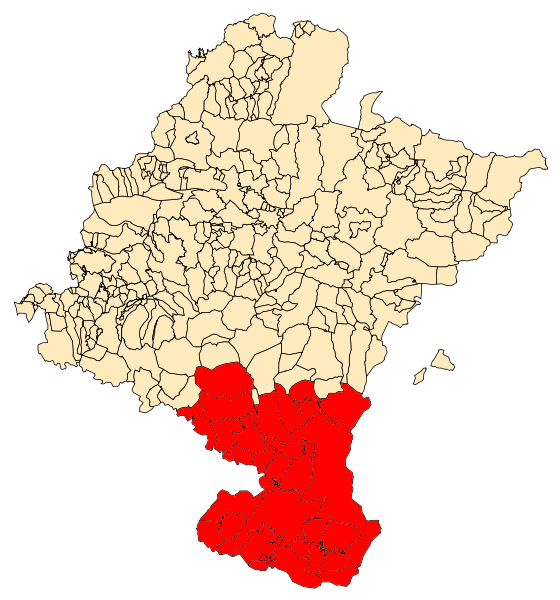
La zona de la Ribera comprèn la merindad de Tudela íntegrament i parcialment la d'Estella-Lizarra i la de Olite. És on es concentrava la problemàtica de la pagesia sense terres.

No obstant això el problema social de base es trobava entre els camperols i propietaris agrícoles pobres, fonamentalment en la Ribera. L'Església, enfront de la República, va prendre partit amb l'Associació de Propietaris i Terratinents de Navarra, controlada ideològicament pel carlisme. Amb això s'oposaven a la llei de Reforma Agrària de 1932. L'atur en el camp es va anar incrementant. Això va portar a amenaces de vagues al juny de 1933 i el 7 d'octubre a l'ocupació de finques en nombrosos pobles. Després del canvi de govern i la paralització de les mesures de reforma agrària, al juny de 1934 va tenir lloc una fallida vaga general camperola arreu d'Espanya promoguda per la FNTT de la UGT, que va tenir incidència en 49 pobles de la província. Malgrat el fracàs de la vaga en el camp, a l'octubre va esclatar la insurrecció contra el govern dretà que a Navarra es va caracteritzar per abundants destruccions de camps. La detenció del comitè revolucionari al costat d'altres detencions, la suspensió de premsa d'esquerres i la destitució dels regidors d'esquerres de més de trenta ajuntaments que van ser substituïts per gestors, van frenar la conflictivitat. Les irregularitats comeses en les suspensions d'alguns ajuntaments van ser denunciades en les Cortes per Manuel de Irujo, navarrès estellès però diputat per Guipúscoa.
La llei del 27 de desembre de 1934, quan Rafael Aizpún era ministre de Justícia, decretava l'elecció dels diputats forals pels representants dels ajuntaments en cada merindad. No obstant això, la suspensió ja referida de 32 ajuntaments en 1934, substituïts per gestores, sobretot a la Ribera, portaria al fet que el gener de 1935 l'elecció dels diputats provincials, tots de dretes, excepte un radical, fora contínuament qüestionada per l'esquerra, que exigia el canvi de la gestora de la Diputació Foral resultant.
La conflictivitat tornarà a ressorgir després de la victòria del Front Popular al febrer de 1936 a Espanya, en reclamar-se l'aplicació de la paralitzada Llei de Reforma Agrària i el canvi immediat de la Gestora provincial. A Navarra van tornar a guanyar les dretes, tots els representants en les eleccions de febrer de 1936 es van anar per al Bloc de Dretes (Carlistes, CEDA, el director del Diari de Navarra i suport de Renovación Española) amb el 71,6% dels vots. La resta es va repartir entre el 21,7% per al Front Popular i el 9,2% per al PNB.

### Violència política

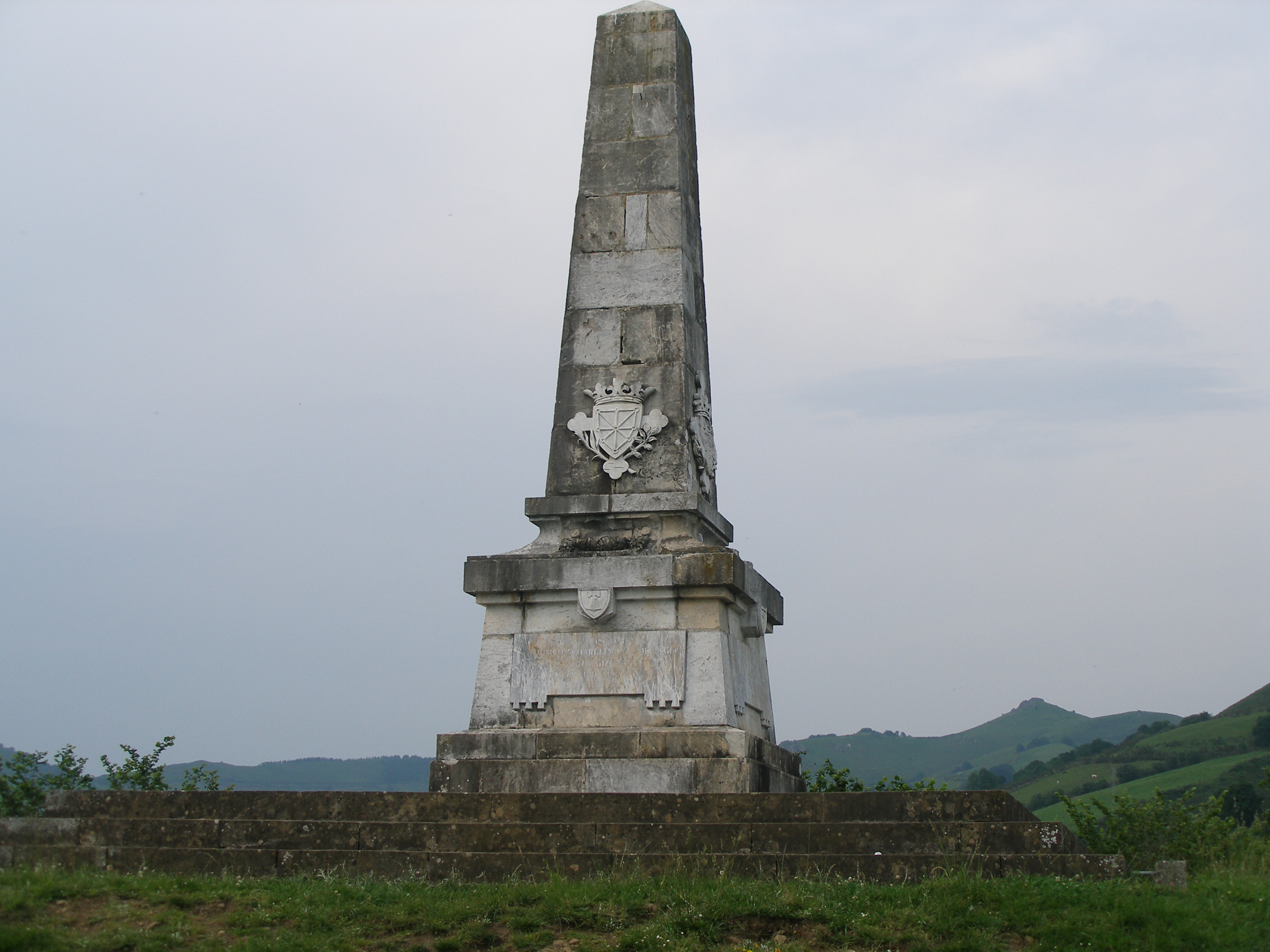
En 1931, durant el procés de ratificació de l'Estatut Basco-Navarrès, el monòlit en record als defensors de la independència de Navarra on va estar el Castell d'Amaiur, va ser destruït violentament. El monument contenia els escuts de les quatre províncies que s'integrarien en l'Estatut d'Estella. Va ser reconstruït en 1982.

La violència política va començar a Navarra poc després de la proclamació de la República. Alguns dels incidents van tenir gran repercussió política, com els esdevinguts el 14 de juny de 1931. Aquest dia tenien lloc dues concentracions massives a Navarra: a Estella-Lizarra tenia lloc l'assemblea en la qual representants dels municipis basco-navarresos, amb l'impuls primordial del PNB, aprovaven l'Estatut general de l'Estat Basc amb les esmenes religioses. El mateix dia els tradicionalistes duien a terme en Pamplona un acte d'"afirmació catòlico-foralista" (la seva celebració, de fet, va obligar al trasllat de l'assemblea de municipis de Pamplona, on s'havia previst inicialment, a Estella-Lizarra, amb el consegüent enuig del PNB). Quan tornaven a les seves cases, participants en tots dos mítings van ser atacats per partidaris de la República. Aquests incidents van tenir importants repercussions, ja que va ser un dels factors (l'altre va ser el projecte d'Estatut amb les esmenes confessionals) que van portar al PNB a integrar-se en la candidatura catòlico-foralista que promovien les dretes navarreses de cara a les eleccions a Corts Constituents que se celebrarien el 28 de juny (i que es van reproduir a les províncies basques), en les que aquesta candidatura va aconseguir la victòria a Navarra.
Després de les eleccions, i durant el procés de discussió per part dels ajuntaments de l'Estatut d'Estella, en la nit del 26 al 27 de juliol, el monòlit en homenatge als defensors del Castell d'Amaiur va ser dinamitat, sense que l'atemptat mai fos reivindicat. El monòlit s'havia construït en 1922 en homenatge als defensors del castell d'Amaiur, els últims defensors de la independència navarresa a la cambra centenària del setge. La seva erecció va ser l'objecte d'una agra polèmica, per la discrepància sobre el significat de la gesta (sent els defensors de la fortalesa patriotes per a uns i traïdors per a uns altres) i pel fet que apareguessin els escuts d'Àlaba, Guipúscoa i Biscaia (les diputacions de les quals havien ajudat a sufragar el monument), a més del de Navarra, i no el d'Espanya.
Els incidents van seguir durant aquests anys, amb enfrontaments als carrers fins i tot en relació amb actes estrictament religiosos, amb ferits i detinguts. Així va ocórrer en la festivitat de Sant Francesc Xavier, patró de Navarra, el 3 de desembre de 1931, quan la majoria de la corporació provincial es va negar a acudir a l'acte religiós, al seu torn cinc alcaldes de dretes van convocar a la resta dels municipis a acudir a Pamplona. La concentració va ser prohibida al·legant que la manifestació podia donar lloc a altercions de l'ordre públic. El governador va multar als convocants i va prohibir l'assistència als alcaldes. Però es va realitzar acabada la missa solemne amb posteriors manifestacions de grups amb invasió per part de joves carlistes i nacionalistes del Palau de la Diputació col·locant en el masteler la bandera de Navarra, sense posar la de la República, i foren aplaudits pel públic. Posteriorment un altre grup republicano-socialista va tirar al carrer l'ensenya i la va destrossar. Va haver-hi xocs amb grups republicans i d'esquerres, intervenció de la força pública i diversos detinguts. En aquests anys també es van produir disturbis amb altres esdeveniments religiosos com a inscripcions en registres civils, enterraments o matrimonis civils entre d'altres.
L'abril de 1932 uns socialistes van ser tirotejats a Uharte quan tornaven d'un míting a Agoitz, sense produir-se víctimes. Al diumenge següent, el 22 d'abril, uns joves tradicionalistes van colpejar un socialista a Pamplona i després d'això es van refugiar al seu "Cercle" de la plaça del Castillo. Seguidament un grup de persones es va concentrar en les proximitats de l'establiment, i es van produir sis trets de pistola caient morts un socialista i un jaumista. A la nit va caure mortalment ferit un altre jove socialista. El Cercle va ser clausurat, recollint-se armes als registres domiciliaris. Va haver-hi una crida de la UGT a la vaga general per al dilluns següent, en la qual es van produir incidents, amb un conat d'incendi a la casa dels Baleztena, al Passeig Sarasate i l'apedregada del "Cercle Radical-Socialista". La premsa socialista va acusar Jaime del Burgo d'estar darrere dels pistolers carlistes.
Dos mesos després, a Viana, un telegrafista i militant del PSOE va ser atacat per una quadrilla de joves carlistes. El militant socialista va arribar a treure una pistola, però el van agafar per darrere i li van clavar algunes ganivetades, morint set dies després.
Als inicis de 1934, ja en el bienni radical-cedista i dins de la conflictivitat en el camp ja referida, es van produir incendis en pallers, destrosses en propietats i corrals i rompudes il·legals de finques privades. Els incidents més greus van tenir lloc a Mendavia i a Cáseda. En febrer, també es produïren enfrontaments quan José María Gil-Robles y Quiñones anà a un míting a Pamplona.
El 17 d'abril de 1934 van ser assassinats a Pamplona el contractista d'obres Sr. Lorca i un empleat de l'empresa per un obrer que havia estat acomiadat. Posteriorment també es van produir alguns assalts a comerços, la qual cosa va portar al fet que l'"Associació Patronal" convoqués un tancament d'establiments comercials i industrials.

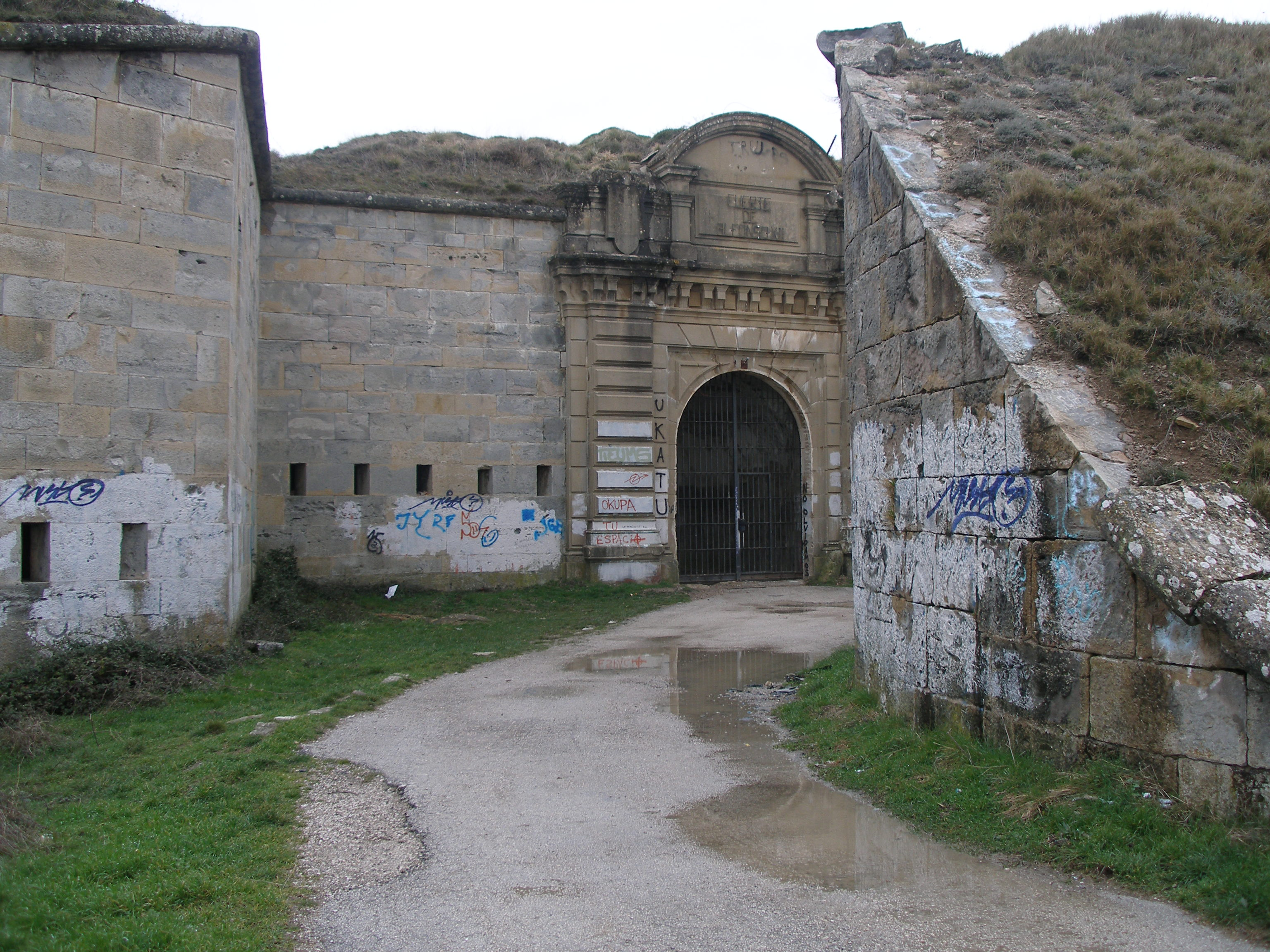
El Fuerte de San Cristóbal era ja utilitzat com a penal durant la República, i eren conegudes les penoses condicions dels presos. L'ajuntament i la població de Pamplona va demanar el seu tancament de forma reiterada

El 14 d'abril de 1935 es va celebrar a Berbinzana l'aniversari de la proclamació de la República amb normalitat. No obstant això en fer-se fosc un grup de dretans es va apropar al local de la UGT cridant "Viva el Fascio!", sortint els socialistes al carrer a contestar-los. No obstant això els primers estaven armats i feriren greument al germà de l'alcalde de diversos tirs i a un altre d'una punyalada. Després de recollir als ferits alguns esquerrans es van armar d'escopetes i es van creuar trets amb els feixistes que s'havien replegat al seu centre, i va caure mort un d'ells que estava apostat i armat. Van ser detinguts dos membres d'UGT que serien jutjats i un d'ells condemnat.
Sufocats els successos revolucionaris d'octubre de 1934, centenars de presoners (fonamentalment asturians i eibarresos) van ser tancats al Fuerte de San Cristóbal al costat d'altres presos comuns. Des del principi, la falta d'higiene i salubritat van ser objecte de denúncies, amb peticions de trasllat dels presos i del tancament de l'edificació com a penal. Aquesta penosa situació dels presos va ser portada diverses ocasions al ple de l'ajuntament de Pamplona, on estava domiciliat. El setembre del 1935 aquestes males condicions de reclusió van portar a la mort a un membre de la CNT de la província de Santander, la qual cosa va motivar aturs a Pamplona. La posició de l'ajuntament era unànime i es va sol·licitar la seva supressió al Ministeri de Justícia. Posteriorment la mort d'un altre pres va produir protestes a tot Espanya i un motí en el fort que va ser reprimit, mentre a Pamplona era secundat per un atur general l'11 d'octubre de 1935, sumant-se nombrosos ajuntaments a la sol·licitud de tancament del penal i el trasllat dels 750 presos a altres presons. Els trasllats es van iniciar de forma tímida al novembre.

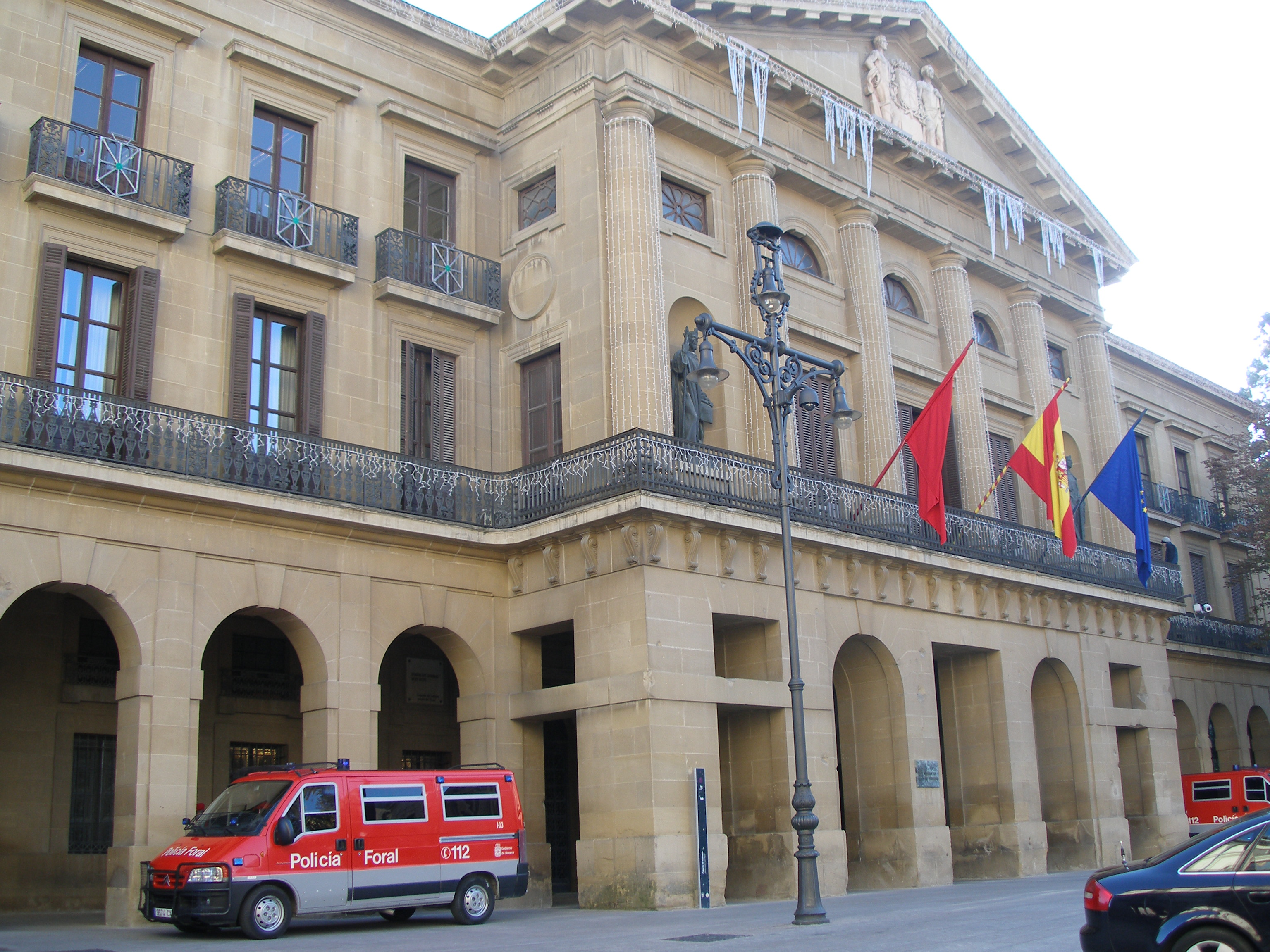
Palau de la Diputació, seu de la gestora que governava la Diputació Provincial. Aquí es va produir un tancament el 6 de març de 1936, al que li van seguir, després del desallotjament, una sèrie de disturbis a la tarda.

La campanya electoral de febrer de 1936, encara que tibant, no va ser escenari d'incidents importants a la província. No obstant això el dia de les eleccions va ser assassinat un militant d'IR a Belaskoain i va haver-hi agressions a interventors del Front Popular. Després del triomf del Front Popular es va decretar una amnistia per als presos polítics, dels quals 400 estaven en el fort Sant de Cristóbal. En sortir els presos van denunciar les condicions en les quals estaven i van responsabilitzar al ja exministre de Justícia Rafael Aizpún Santafé.
Un falangista es va enfrontar a Mendavia amb el seu alcalde i dos agutzils, resultant greument ferit i mort a Pamplona. El 27 de març es va fer l'enterrament, on van acudir requetés i falangistes uniformats i es produïren enfrontaments amb la Guàrdia d'Assalt. El governador va tancar el centre de Falange Espanyola al carrer Mayor i va empresonar-ne dotze afiliats.
Com s'ha indicat, la diputació en funcions havia estat triada al febrer de 1935, després d'una llei promulgada per Rafael Aizpún, llavors ministre de Justícia, i la destitució de tots els regidors esquerrans —els diputats havien de ser escollits pels regidors de cada merindad— al novembre de 1934 per part del govern radical-cedista per la seva suposada participació en els fets revolucionaris d'octubre de 1934, que no van tenir gaire repercussió a Navarra.
El Front Popular de Navarra, després de la victòria electoral de febrer de 1936, es va dirigir al Govern per al relleu de la gestora de la Diputació de Navarra, sense obtenir resposta. Davant això, un grup de joves socialistes i comunistes, encapçalats pel dirigent comunista Jesús Monzón, pistola en mà, van prendre la Diputació el 6 de març exigint el seu cessament. Va estar al seu poder durant una hora i mitja i en arribar la policia, els invasors van sortir per la porta de darrere, confonent-se amb la gent d'esquerres que havia acudit al lloc. Solament va ser fet pres Jesús Monzón. A la tarda el Front Popular va organitzar una manifestació de suport que va recórrer Pamplona mentre que Jesús Monzón estava detingut. S'escalfaren els ànims de tal forma que Ramón Bengaray d'IR i Tomás Áriz, del PCE, van tractar d'apaivagar als manifestants, es van produir trets i van morir una dona i un noi de 16 anys, a més de diversos ferits per arma de foc davant les oficines del Diario de Navarra. L'acusació de provocar els incidents va ser mútua entre els manifestants i el Diari. Segons algunes versions atacaren les oficines intentant cremar-les.
Organització del Requeté navarrès
Des del principi la República va estar marcada per la conspiració. Inicialment era un procés pluralista i indefinit en el qual van participar sectors de l'exèrcit, carlistes, falangistes i altres grups dretans. Els tradicionalistes a Navarra des de 1931, organitzades per Generoso Huarte van crear les "Decúries", la finalitat de les quals era la custòdia d'edificis religiosos i la vigilància de carrers i cercles durant la celebració de mítings i altres actes polítics. A partir d'aquests nuclis es va organitzar el Requeté, igual que en altres llocs d'Espanya. En 1933 va suposar un gran impuls del cos en aquest territori, amb el nomenament d'Antonio Lizarza com a delegat regional. Els requetés rebien instrucció a Ezcabarte, en la penya d'Izaga i en les serralades d'Andía i Urbasa. Al Cercle Carlista de Pamplona existia una acadèmia militar en la qual es preparaven els quadres de l'oficialitat, mitjançant les "Ordenances del Requeté". 
En la crisi interna del tradicionalisme en la primavera de 1934 es va resoldre amb un canvi en la Prefectura de la Comunió passant a liderar-la Manuel Fal Conde en substitució del Comte de Rodezno, Tomás Domínguez Arévalo que havia realitzat un acostament a les altres forces monàrquiques per formar un front comú davant la II República. No obstant això aquest relleu no va produir canvis quant a la continuïtat conspirativa, encara que el carlisme navarrès no compartirà tots els passos donats pels homes de Fal Conde en l'etapa conspirativa final, sent partidaris de fer consultes directament amb el pretendent Jaume de Borbó.
Es va dur a terme una expedició a Itàlia, amb una comissió que es va entrevistar amb Benito Mussolini on van aconseguir ajuda financera i una partida inicial d'armes. A aquesta li seguirien altres expedicions al mateix país i a altres països on compraven armes i s'entrenaven. Al març de 1935 comptava amb 5.394 homes, 3.000 d'ells van desfilar a Estella-Lizarra amb motiu de l'homenatge a Tomás de Zumalacárregui. Va haver-hi fàbriques clandestines de rudimentàries magranes de mà i magatzems que no van ser descoberts.
Al començament de 1936 Lizarza va nomenar a l'ex coronel Alejandro Utrilla, inspector regional del requeté a Navarra. Amb ell es va aconseguir arribar a 8.400 boines vermelles en 1936.
Menor implantació tenien els falangistes, introduïda per Julio Ruiz de Alda. El seu centre al carrer Mayor de Pamplona va ser clausurat després del triomf del Front Popular en 1936. En vespres de la revolta militar es van concentrar a Los Arcos uns 400 falangistes.

## La conspiració colpista

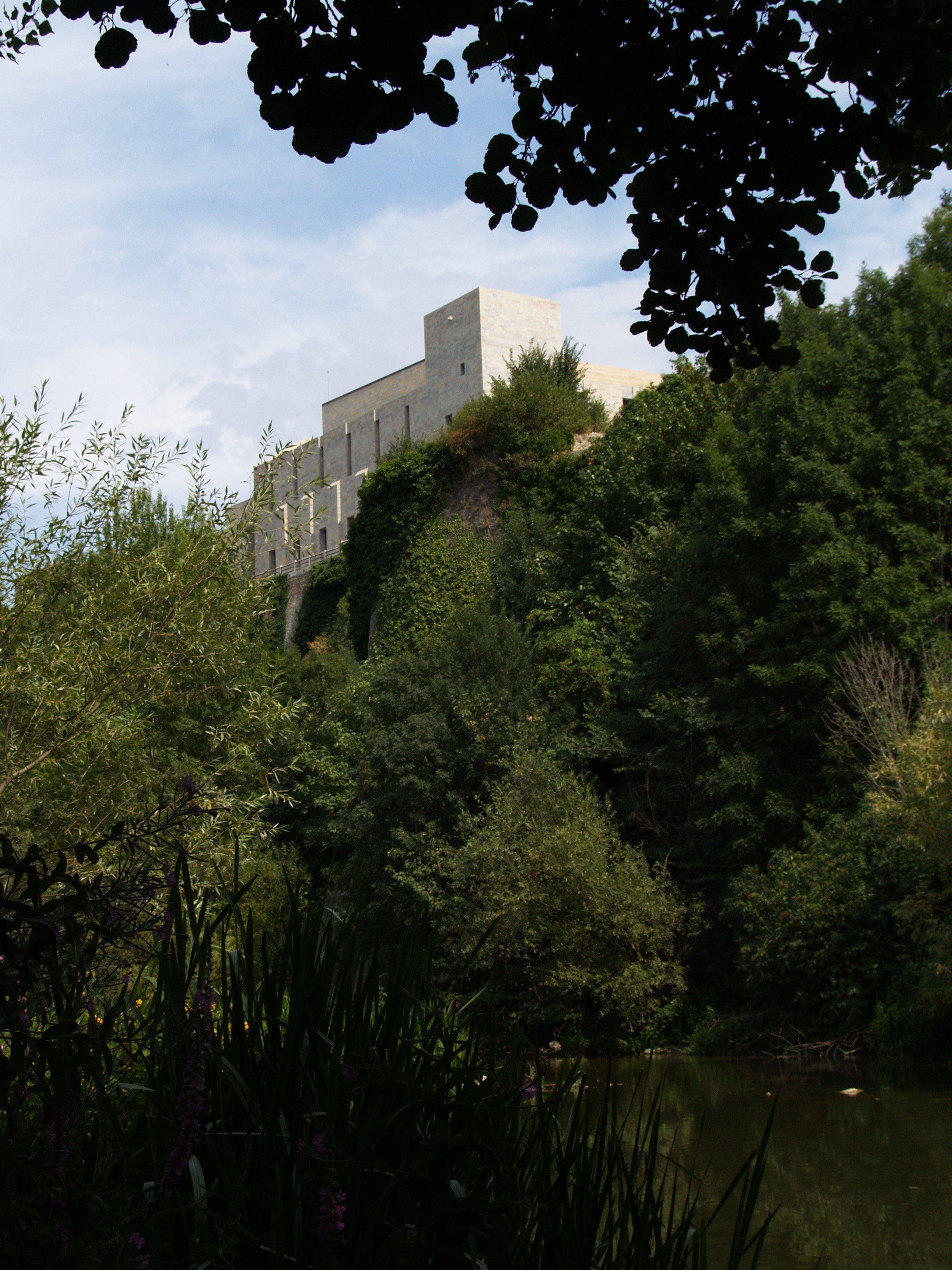
L'històric edifici del Palacio dels Reis de Navarra era la seu del Govern Militar i residència del general Emilio Mola

La conspiració que va estar present durant tota la vida de la Segona República es va accelerar a partir de la victòria del Front Popular en les eleccions de febrer de 1936. A Navarra, no obstant això, el Bloc de Dretes va tornar a utilitzar la tàctica que tan bé li havia funcionat en 1933 i va obtenir les 7 actes de diputat en joc. En l'elecció, que era nominal i no per llistes tancades, va aconseguir el Bloc de Dretes una mitjana de 71,6% dels vots. El Front Popular va obtenir el 21,7% i el PNB, que presentava a un únic candidat, Manuel de Irujo, el 9,2%. No obstant això a la Ribera (merindad de Tudela i part de les merindades d'Olite i d'Estella) i en alguns municipis com la capital, Tafalla, la Burunda, valls d'Aezkoa i Roncal el Front Popular va obtenir resultats per sobre de la mitjana provincial, aconseguint majoria en 15 municipis.
En la matinada del 16 al 17 de febrer, amb prou feines iniciat l'escrutini, que anava oferint un minso triomf del Front Popular en vots, el líder de la CEDA, José María Gil-Robles y Quiñones va intentar convèncer el president del Consell de Ministres i ministre de Governació Manuel Portela Valladares que declarés l'estat de guerra i tragués l'exèrcit al carrer, del que hauria d'encarregar-se Franco, Cap de l'Estat Major de l'Exèrcit, que es va dirigir en el mateix sentit, primer al director general de la Guàrdia Civil, el general Pozas i després, davant la seva negativa, al ministre de la Guerra, el general Nicolás Molero Lobo i al president de govern, amb la fi, segons deia, d'evitar pertorbacions de l'ordre públic. Malgrat la seva negativa, Franco va arribar a cursar ordres sobre la declaració de l'estat de guerra als governs militars, sent desautoritzat per Portela. No obstant això, la negativa de Portela a secundar-los i la lleialtat a la República de Pozas van fer fracassar aquests intents de Gil-Robles i Franco (als quals també es va unir Calvo Sotelo). Després de la dimissió de Portela i l'assumpció del govern per Manuel Azaña, Franco va ser destituït com a Cap de l'Estat Major.
Per la seva banda, les diverses conspiracions civils existents (carlistes, alfonsins i falangistes) buscaven atreure als militars descontents. No obstant això, solament els carlistes disposaven d'una organització armada amb entitat, el Requeté, encara que només comptava amb unes quantes armes curtes. Es calcula que el requeté disposava d'uns 30.000 homes, d'ells uns 8.000 a Navarra. D'altra banda, la vinculació d'importants militars amb el carlisme era evident, com la del general Sanjurjo, sent Navarra el bastió del tradicionalisme espanyol.
L'obert perill que, per tot això, molts caps militars suposaven per al govern del Front Popular va fer que el dia 21 de febrer, amb prou feines dos dies després de l'assumpció del govern per Azaña, el nou ministre de la Guerra, el general Masquelet, realitzés unes propostes de destinació que allunyaven a possibles conspiradors de la capital. Així, Franco era destinat a Canàries, Goded a Balears i Mola a Navarra. Altres alts comandaments quedaven en situació de disponibles. El canvi de destinació va fer que diversos militars d'alta graduació coincidissin en Madrid el 8 de març i allí acordessin preparar un pronunciament, que havia de coordinar una Junta Central, presidida des de l'exili per Sanjurjo i formada per militars d'alta graduació, mentre que designaven al general Mola com a cap per preparar la insurrecció (Mola va adoptar l'àlies d'«El Director» en els preparatius).
El general Mola va arribar a Navarra el 14 de març de 1936. Des de mitjan mes d'abril, coordinava activament la conspiració en l'exèrcit com a únic organitzador, dirigint "instruccions reservades" a les diverses Divisions i el paper de cadascuna d'elles. Així estava ultimat els preparatius militars amb els generals Queipo de Llano, Goded, Saliquet, Kindelán, Fanjul… i les diverses guarnicions espanyoles. Tenia un especial interès a arribar a acords amb el general Cabanellas, general en cap de la V Divisió Orgànica a Saragossa que no estava inicialment en la conspiració. El suport d'aquest últim general va quedar garantit a primers de juny.
Al maig, els plans de Mola eren ja clars quant a l'enèrgica i contundent acció a realitzar per al cop d'estat, com consta en la instrucció reservada n.º 1, signada per Mola a Madrid el 25 de maig de 1936 que deia:
| «                                                                   | Es tindrà en compte que l'acció ha de ser en extrem violenta per reduir al més aviat possible l'enemic, que és fort i ben organitzat. Per descomptat, seran empresonats tots els directius dels partits polítics, societats o sindicats no afectes al moviment, aplicant-los càstigs exemplars a aquests individus per escanyar els moviments de rebel·lia o vagues. | » |
| — Emilio Mola (recollida a Navarra 1936. De la esperanza al terror) | |   |

D'altra banda, per mitjà de Raimundo García García "Garcilaso", director del Diario de Navarra, els carlistes es van posar en contacte amb Mola al maig amb desacords inicials a pesar que Ignacio Baleztena, cap carlista de la merindad de Pamplona (germà del Cap de la Junta Central de Guerra de la Regió Navarra del Partit Carlista Joaquín Baleztena), li havia ofert la col·laboració de no menys de 5.000 requetés navarresos per marxar sobre Madrid. L'acord entre la direcció carlista i Mola no va avançar molt al llarg del mes de maig, fruit de les diferents visions sobre el règim posterior al cop d'estat. 
Raimundo García "Garcilaso" va viatjar a Lisboa el 30 de maig per entrevistar-se amb Sanjurjo qui va expressar el seu acord amb el pla conspiratiu de Mola. Els carlistes, ferms aliats de Sanjurjo, no sabien res de la relació entre Sanjurjo i Mola.
Al juny Lizarza, que va ser cridat per Mola, li va garantir 8.400 requetés organitzats, preparant així l'entrevista que es va dur a terme l'11 de juny a l'edifici de Capitania de Pamplona entre Mola i José Luis Zamanillo, Delegat Nacional de Requetés. Les condicions carlistes per participar en l'aixecament van sorprendre desagradablement Mola:
1. Dissolució de tots els partits polítics inclòs el carlista;
2. Dissolució de tots els Sindicats;
3. Proclamació d'una dictadura temporal i constitució d'unes Corts orgàniques o corporatives;
4. Direcció política a càrrec d'un Directori compost d'un militar i dos civils designats prèviament per Comunió Tradicionalista;
5. Preparació del règim foral;
6. Bandera monàrquica, o sigui, bicolor.

I a més verbalment li va aclarir que el president seria el general Sanjurjo. Aquesta reunió va ser denunciada al Governador per l'alcalde d'Estella, Fortunato Aguirre Luquin, que va sol·licitar permís per detenir als reunits.
Posteriorment, el dia 15, és el mateix Fal Conde el que conferència amb "El Director", en la cel·la del superior del monestir d'Iratxe. Mola li va lliurar la circular del dia 5 de juny, que establia un directori integrat per un President i quatre vocals militars. Aquesta falta d'entesa va deixar la negociació en un punt mort en el mes de juny.

La bandera bicolor que reclamaven els carlistes com a ensenya i que va ser utilitzada durant la Guerra Civil pel bàndol revoltat. Posteriorment es va modificar l'escut

L'1 de juliol va tenir lloc una altra entrevista a la que va acudir Zamanillo qui va lliurar a Mola una proposta que posava dues condicions ineludibles: acceptaven la presidència del general proposat, Sanjurjo, però havien d'estar dos consellers proposats per ells per a garantir "que la futura política respongui als dictats de la religió i escometi la reconstrucció política de l'estat sobre les bases socials i orgàniques per acabar amb el parlamentarisme i el sufragi universal". La segona condició va ser la bandera bicolor. Va finalitzar sense acord.
Va ser en els Sanfermines d'aquest any quan es va posar totalment a punt la conspiració, ja que sota el pretext d'acudir a les festes van arribar militars de totes les graduacions provinents de diferents punts d'Espanya. Sis dies abans de l'assassinat de José Calvo Sotelo (que va tenir lloc el 13 de juliol) el general Sanjurjo feia arribar una carta a Mola i a Fal Conde amb la proposta de presidir ell mateix un gabinet estrictament militar, amb assessorament d'"homes eminents", amb l'objectiu de posar fi al sistema liberal i parlamentari, evitant tota referència a la Monarquia o a un Estat corporatiu. En ella resolia el tema de la bandera deixant que els tradicionalistes usessin l'antiga, la bicolor. Aquesta carta, segons Lizarza, va ser del grat de Fal Conde, mentre que Mola, en principi, es va mostrar contrari a la proposta. La contrarietat de Mola per aquest estira-i-arronsa (a més, Mola procedia d'una estirp de militars liberals, que havien lluitat contra el carlisme en el camp de batalla) es va reflectir en les seves paraules:
| « | El tradicionalisme va a contribuir amb la seva intransigència de manera tan eficaç com el Front Popular al desastre espanyol.. | » |
| — Melchor Ferrer: Historia del Tradicionalismo español. (Tomo XXX, vol. I y II), vol 2, p. 99, documento 66. | |   |

Alhora el comte de Rodezno, Tomás Domínguez Arévalo, en aquell temps expresident de la Junta Suprema del Tradicionalisme, va aconsellar Mola tractar directament amb la Junta Regional Carlista de Navarra presidida per Joaquín Baleztena. Est, el 12 de juliol, va rebaixar les condicions de la cúpula carlista, comprometent-se a participar a canvi de l'ús de la bandera monàrquica i el control dels ajuntaments de Navarra per part dels carlistes. Aquest principi d'acord no era total, ja que Mola requeria l'aprovació de la Junta Suprema i del regent Javier de Borbó-Parma que estava instal·lat a l'altre costat de la frontera, a Donibane Lohitzune, al comandament de la Junta Militar carlista instaurada pel pretendent Alfons Carles de Borbó. Una comissió de Junta Regional Carlista de Navarra es va apropar a Sant Joan de Llum per aconseguir la mobilització dels requetés donant suport la revolta militar dirigida per Mola, ja que aquests no compartien les decisions de Fal Conde. Els dirigents navarresos, a més feien poc cas dels nomenaments del cap delegat, ja que el nomenament del cap regional de Navarra era una facultat potestativa del monarca.
El 14 de juliol, segurament per la influència de l'assassinat el dia anterior de Calvo Sotelo, la Comunió Tradicionalista, així com la Falange, que també plantejava els seus propis postulats, van donar el seu suport total a l'alçament.
Mola comptava sota el seu comandament amb el Regiment d'Infanteria Amèrica n. 14 (al comandament del coronel José Solchaga Zala, el Batalló de Muntanya Sicília n. 8, el Grup mixt de Sapadors i Minadores i a Estella, amb el Batalló de Muntanya Arapiles n.º 7. El general tenia pensat barrejar la tropa amb els requetés per neutralitzar als quals no estiguessin d'acord amb el cop d'estat. Sí que tenia la certesa del seguiment dels oficials, així com de les forces d'Ordre Públic de la província, amb els caps dels Carabiners i Guàrdies d'Assalt, policia governativa i policia municipal. Solament el comandant de la Guàrdia Civil José Rodríguez-Medel Briones va romandre lleial al govern republicà, a pesar que les seves alertes, comunicant personalment al president del Consell de Ministres Santiago Casares Quiroga la conspiració, no van tenir èxit, ja que es confiava en la lleialtat de Mola.
Una altra alerta que tampoc va tenir èxit va ser el dia 17 de juliol, quan per segona vegada l'alcalde d'Estella Fortunato Aguirre Luquin va sol·licitar per telèfon permís, aquesta vegada al president Casares Quiroga, per detenir al general Mola quan es trobava reunit amb el general Domènec Batet, cap de la divisió orgànica de Burgos, al monestir d'Iratxe. En aquest cas el general Batet intentava comprovar la fidelitat de Mola, que li va donar la paraula d'honor de no revoltar-se. No obstant això el Govern de Madrid seguia confiant en Mola.
Finalment, quan Diego Martínez Barrio va decidir negociar un acord amb Mola, en la matinada del 18 al 19 de juliol, oferint-li prendre part del seu govern, format només per elements republicans, amb la condició que deposessin les armes, el cop d'estat era un fet i ja s'havia iniciat.

## La sublevació militar a Navarra

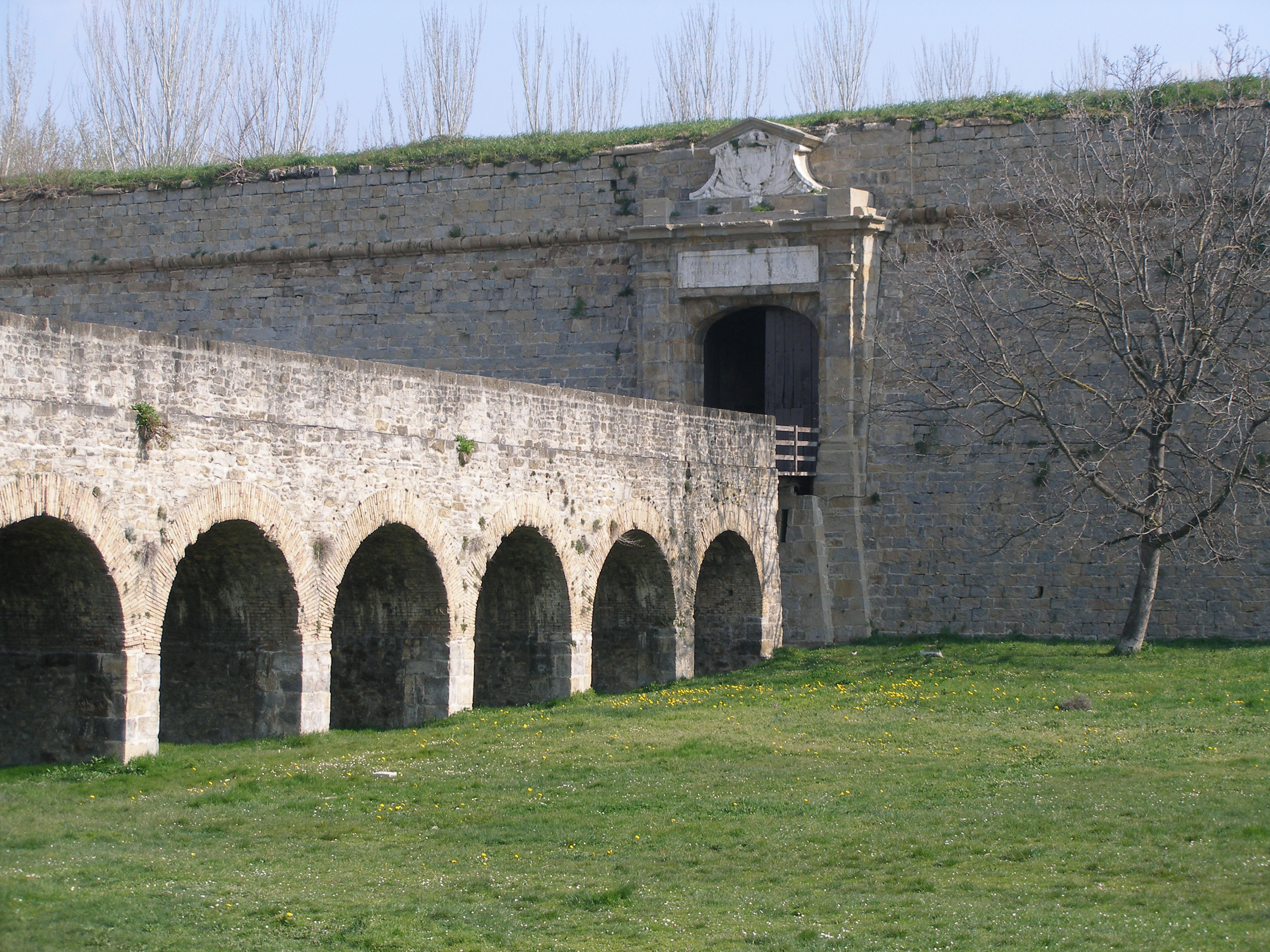
Lloc de la Ciutadella de Pamplona on, a l'alba, es produïen els afusellaments

La revolta militar estava prevista a Navarra per a les sis del matí del 19 de juliol. Era una de les pocs territoris on l'"Alçament" era fàcil i segur.
El 18 de juliol, els periòdics de Pamplona van sortir al carrer sense notícies de la revolta de l'exèrcit d'Àfrica que havia tingut lloc el dia anterior. Tot el dia va transcórrer amb gran tensió. S'havien reunit entorn de la Comandància Militar, situat al nucli antic, els partidaris de Mola; els del Front Popular al Govern Civil, en la Casa Doria. Amb el Governador Civil Mariano Menor Poblador van estar Ramón Bengaray i Aquiles Cuadra d'IR, Jesús Monzón, del PCE; el seu germà Carmelo i Constantino Salinas, del PSOE; Natalio Cayuela, secretari de l'Audiència; Tiburcio Osácar, director de Trabajadores; Antonio García Fresca, Salvador Goñi i Antonio García Larraeche, regidors.
El comandant Rodríguez-Medel Briones estava al comandament des del 4 de juny de la Comandància de la Guàrdia Civil que comptava amb quatre companyies (Estella, Tudela, Pamplona i Tafalla) i 76 llocs. Per a contrarestar el cop Rodríguez-Medel va concentrar els efectius a Tafalla. En la tarda del dia 18 va ser assassinat a Pamplona pels seus propis homes, que es van posar a les ordres de Mola amb el coronel Alfonso Beorlegui al comandament, sent considerat per alguns autors com la primera víctima de la guerra civil a la península Ibèrica, encara que ja s'estaven produint combats a Sevilla. Per la seva banda, la Comandància de Carabiners comptava amb cinc companyies (Bera, Elizondo, Pamplona, Burguete i Roncal), amb 57 llocs, la majoria propers a la frontera. En aquest cos va haver-hi més divisió en la seva lleialtat a la República. Els que el s'hi van mantenir van sofrir la depuració o van travessar la frontera per lluitar per ella.
Grups de gent armada recorrien els carrers de Pamplona. Es van ocupar centres oficials, es van tancar les societats del Front Popular i van ser posats en llibertat els presos dretans, entre altres el Cap Provincial de la Falange José Moreno. Mentrestant, de forma clandestina, s'imprimeix el ban de Mola decretant l'Estat de Guerra en els tallers del Diario de Navarra. L'endemà al matí Pamplona clareja amb una desfilada militar d'una companyia de fusells. Comencen a arribar els primers grups de requetés dels pobles de Navarra concentrant-se en la plaça del Castillo. S'assalten altres centres com el Cercle d'Esquerra Republicana, locals de sindicats i les oficines del PNB i els seus locals on s'imprimia La Voz de Navarra en el mateix diumenge 19 de juliol. L'1 d'agost s'imprimiria, en aquests locals, Arriba España, el "Primer Diari de Falange" (que després de la Guerra es traslladaria a Madrid, on es publicaria fins a 1975).
Els requetés es van apropar a les ribes de l'Arga i van desallotjar a les dones que "immoralment es banyaven nues".
A la tarda es van succeir les escaramusses, produint-se trets a la plaça del Castillo, als carrers Jarauta i Descalzos del nucli antic, i a l'Arrotxapea.
A Estella, el 18 a la tarda s'havia revoltat el tinent coronel Cayuela qui va detenir al capità de la Guàrdia Civil, Amer Mañon, que era home de confiança de Rodríguez-Medel, i el va tancar en la caserna del Puy. Rebia el suport del requetés (mil homes ben organitzats) i falangistes que van sortir al carrer i van prendre la ciutat. El Batalló Arapiles, amb els requetés i falangistes, va partir cap a la Ribera i una altra part cap a Altsasu.
A Tudela, el comandant de la Guàrdia Civil, després d'assabentar-se de la mort de Rodríguez-Medel es va posar del costat dels insurgents. Inicialment l'havia obeït i es dirigia cap a Tafalla, però després de la notícia es va tornar a Caparroso i va repartir armes als membres de la Falange. Va haver-hi trets a la plaça dels Fueros i als carrers propers, produint-se la primera víctima mortal. La presó de Tudela el dia 19 es va anar omplint de detinguts de la ciutat i dels pobles propers.
Es va tallar la línia del ferrocarril a Saragossa a Castejón. Va haver-hi focus de resistència sobretot en la Ribera, amb diversos morts a Corella. A Sangüesa es va intentar assaltar el Cercle Carlista, fet que va ser evitat per la Guàrdia Civil. Va haver-hi també incidents a Azagra, Lodosa i Mendavia. Així mateix va existir oposició en el vall de Roncal i a Altsasu. En cap d'aquests llocs les Forces de l'Ordre Públic i militars van fer costat als que es van enfrontar als revoltats, amb l'única excepció de Bera, on els carabiners van defensar la República.
L'executiva provincial del PNB a Navarra (Napar Buru Batzar) va fer públic el 20 de juliol un comunicat en què per la seva ideologia foralista i catòlica no s'unia al govern i no reconeixia la posició de l'executiva nacional del PNB. És possible que pesés molt en aquesta decisió el trobar-se en una de les places fortes de la insurrecció militar. L'actitud dels militants nacionalistes va ser de cautela i por. Posteriorment alguns es van incorporar a les files dels requetés, sent difícil valorar si va haver-hi convenciment per raons religioses o per por, mentre que altres van romandre fidels a la República. No obstant això, a mesura que la resistència en el front, sobretot en el de Guipúscoa, va anar augmentant, es va plantejar en una clara animositat cap a ells. Destacats militants del PNB a Navarra, com l'alcalde d'Estella, van ser assassinats.
En unes poques hores Navarra sencera havia caigut en mans dels revoltats, de tal forma que no va existir front de guerra. Les columnes militars de seguida es van dirigir cap a Àlaba, Guipúscoa i cap a La Rioja (a Alfaro la columna de García-Escámez procedent de Pamplona va haver de lluitar durant hores per vèncer la resistència de la ciutat).
La cruel repressió que es va abatre sobre Navarra immediatament no va tenir doncs res a veure amb les vicissituds de la contesa sinó amb una voluntat clara de «netejar la rereguarda». El 19 de juliol de 1936, iniciat el cop, deia també Mola en una reunió d'alcaldes de la zona propera a Pamplona:
| «                                                                   | Cal sembrar el terror... cal deixar la sensació de domini eliminant sense escrúpols ni vacil·lació a tots els que no pensin com nosaltres. | » |
| — Emilio Mola (recogida en Navarra 1936. De la esperanza al terror) | |   |

Un destacat líder, Joaquín Baleztena, cap regional carlista de Navarra va fer una crida als carlistes el 24 de juliol per evitar els afusellaments extrajudicials que s'estaven duent a terme a Navarra:
| «                                          | Els carlistes, soldats, fills, nets i besnets de soldats, no veuen enemics més que en el camp de batalla. Per tant, cap mobilitzat, voluntari ni afiliat a la nostra immortal comunió, ha d'exercir actes de violència i evitar que es cometin davant d'ells. Per a nosaltres no existeixen més actes de represàlia lícita que els que l'autoritat militar, sempre justa i ponderada, es cregui en el deure ordenar. | » |
| — Joaquín Baleztena. 24 de juliol de 1936. | |   |

Però llavors la "Junta Regional Carlista" havia estat relegada a l'ostracisme i en el seu lloc estava actuant la "Junta Central de Guerra", sorgida a instàncies del cap d'Ordre Públic, el coronel Alfonso Beorlegui, en la nit del 19 al 20 de juliol en el Palau de la Diputació. Aquesta reunió va ser presidida per José Martínez Berasain, encara que nominalment seguia figurant Baleztena com a president i la modificació va ser acceptada per les autoritats nacionals del partit, probablement a causa de l'equívoca actuació de la Junta Regional durant les negociacions amb el general Emilio Mola.

### L'Església Catòlica durant la Guerra civil

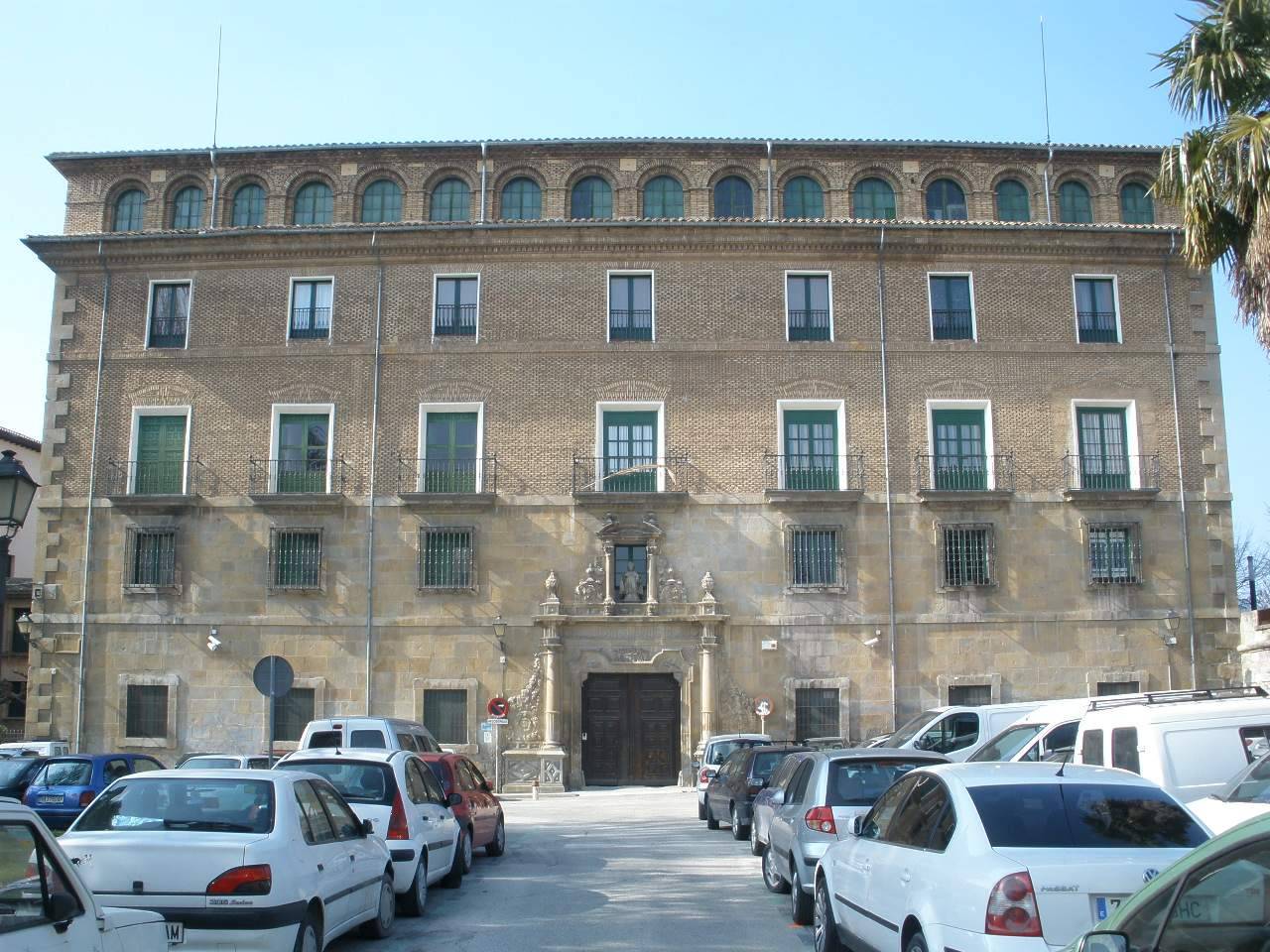
Palau Episcopal de Pamplona

#### La postura de les autoritats eclesiàstiques a Navarra
Als carlistes i als militars insurgents els irritava l'actitud dels prelats de Vitòria i Pamplona. A Pamplona, el bisbe Marcelino Olaechea va deplorar l'esclat de la guerra i es va negar a beneir incondicionalment a les tropes. A la fi de juliol, s'acusava Olaechea de socialista. Olaechea va evitar al principi les mostres d'adhesió als revoltats i fins i tot va excusar la seva assistència, al·legant malaltia, a la missa de campanya organitzada pel Diari de Navarra el dia 25 de juliol, festivitat de Santiago, per consagrar el requeté al Sagrat Cor de Jesús a la plaça del Castillo.
El cardenal primat d'Espanya, Isidre Gomà, que es trobava a Navarra per raons de salut des d'una mica abans de l'aixecament, encara que estava favorablement disposat cap als insurgents, també va evitar fer declaracions favorables a la revolta durant els primers dies.

##### La carta pastoral conjunta
El 6 d'agost —quan les notícies sobre les matances de religiosos a la zona republicana ja havien arribat a Navarra (el bisbe de Lleida, Salvi Huix i Miralpeix, havia estat assassinat el 5 d'agost)— es llegeix des de la ràdio de Vitòria una carta pastoral conjunta dels bisbes de Pamplona i Vitòria. Aquesta carta es refereix a la "col·laboració basc-comunista" i s'hi negava la licitud de "fraccionar les forces catòliques davant l'enemic comú", considerant enemic comú a "aquest monstre modern, el marxisme o comunisme, hidra de set caps, síntesis de tota heretgia" referint-se a la col·laboració dels nacionalistes bascos amb les forces republicanes.
No hi ha unanimitat quant a la redacció d'aquesta carta:
- Aquesta carta pastoral conjunta va ser redactada, segons alguns autors pel cardenal primat Isidre Gomà, i havien estat els mateixos Mateo Mújica Urrestarazu, bisbe de Vitòria (al que els nacionalistes titllaven de rojoseparatista) i Marcelino Olaechea els que havien acudit a Gomà per sol·licitar-li que elaborés un document "en el que es declarés la improcedència o il·licitud de la conducta del nacionalisme basc".[72]
- Per a Jackson, l'autor de la carta va ser Gomà. Amb la idea d'evitar una lluita fratricida entre catòlics, va insistir davant Múgica i Olaechea perquè redactessin la carta pastoral, condemnant l'oposició dels nacionalistes a l'alçament. Finalment la va redactar ell, enviant-la-hi als dos bisbes per a correccions. A Olaechea li va semblar molt forta, per la qual cosa va introduir alguns afegits i correccions. Múgica va voler consultar amb persones de la seva confiança de Bilbao abans d'aprovar la redacció de Gomà. Però la carta va ser llegida com a conjunta per la ràdio de Vitòria sense el beneplàcit de Múgica i sense les correccions i afegits d'Olaechea. Com a Bilbao es coneixien les circumstàncies d'aquesta carta, no va ser acceptada com una veritable pastoral, malgrat que Múgica declarés al setembre que no havia sofert cap pressió per a la seva redacció.[71]
- Poc després, el 10 de gener de 1937, el cardenal Gomà cita aquesta pastoral sense reconèixer-la com a obra seva.

| « | No és lícit —deien en el mateix els Excms. Srs. Bisbes de Vitòria i de Pamplona—, en cap forma, en cap terreny, i menys en la forma cruentíssima de la guerra, última raó que tenen els pobles per imposar la seva raó, fraccionar les forces catòliques davant el comú enemic... Menys lícit, millor, absolutament il·lícit és, després de dividir, sumar-se a l'enemic per combatre al germà, promisquant l'ideal de Crist amb el de Belial, entre els quals no hi ha componiment possible... Arriba la il·licitud a la monstruositat quan l'enemic és aquest monstre modern, el marxisme o comunisme, hidra de set caps, síntesis de tota heretgia, oposat diametralment al cristianisme en la seva doctrina religiosa, política, social i econòmica. | » |

##### El bisbe de Pamplona decideix donar suport a la Cruzada
El suport d'Olaechea als revoltats es va fer explícit a la fi d'agost quan convoca una "solemne processó de rogació" a la Mare de Déu del Rosari pel 23 d'agost amb aquestes paraules:
| « | Vivim una hora històrica en la qual es ventilen els sagrats interessos de la Religió i de la Pàtria [..] una contesa entre la civilització i la barbàrie. | » |

Aquest mateix dia, el bisbe Olaechea va publicar una exhortació pastoral en la que qualifica explícitament a la guerra de «Croada» (hi demanava almoines per als qui combatien «per la causa de Déu i per Espanya, perquè no és una guerra [..] és una Croada, i l'Església [..] no pot menys de posar quant té en favor dels seus croats»). Era el primer bisbe a qualificar-la així.
El 22 d'octubre, Falange va celebrar a Pamplona l'aniversari de la seva fundació, amb una missa de campanya davant les autoritats i milers d'assistents. En el sermó Olaechea va proclamar el seu «afecte» a Falange «per ser bisbe, per ser patriota i per ser amant l'obrer». La Falange havia passat dels set-cents afiliats de juny de 1936 a ser el partit majoritari en tan sols tres mesos. Aquesta concentració va ajuntar a 16.000 falangistes.
Durant tot l'estiu, desenes de sacerdots i seglars havien acudit al palau episcopal per demanar-li al bisbe que intercedís pels repressaliats. No obstant això, el bisbe va callar, com va citar en les seves memòries Marino Ayerra. Només pel novembre, quan els habitants d'un poble de Navarra linxaren 50 presos polítics, el bisbe Olaechea va demanar que cessessin les "saques", "passejos" i assassinats extrajudicials a Navarra. Així el dia 15 va dirigir un discurs, titulat "Ni una gota de sang de venjança", a uns dos-cents joves d'Acció Catòlica a la parròquia de San Agustín de Pamplona. En ella deia:
| « | No més sang que la que vulgui el Senyor que s'aboqui, intercessora als camps de batalla per salvar la nostra Pàtria, gloriosa i estripada. […] No més sang que la decretada pels Tribunals de Justícia, serena, llargament pensada, escrupolosament discutida, clara, sense dubtes, que mai serà amarga font de remordiments. | » |

No obstant això, durant els primers mesos de 1936 i primers de 1937 van ser molt pocs els assassinats que van passar per consells de guerra i tribunals militars. La repressió «legal», simbolitzada pels «Tribunals de Justícia» que reclamava Olaechea no va començar a imposar-se a la zona franquista fins a tardor de 1937.
Olaechea va ser un dels signants de la Carta colectiva de los obispos españoles a los obispos de todo el mundo con motivo de la guerra en España, l'1 de juliol de 1937 que defensava l'insurrecció franquista al nivell internacional.

#### El clergat
Els religiosos a Navarra van ser majoritàriament actius a favor de la revolta, no solament en els seus missatges, sinó que fins i tot alguns també van empunyar les armes.
El clergat navarrès va mostrar en la seva majoria el seu entusiasme per la revolta militar en el moment de produir-se. Segons afirma Julián Casanova, citant al sacerdot Marino Ayerra, que va arribar a Altsasu el 14 de juliol, i a Juan de Iturralde, molts seminaristes i sacerdots es van enrolar en el requeté en els primers dies de la revolta, animaven als seus paisans perquè fessin el mateix i col·laboraven en el reclutament. Era també freqüent veure a membres del clergat «amb el seu fusell també a l'espatlla, la seva pistola i la seva cartutxera sobre la negra sotana». El nombre de capellans al requeté en aquests primers dies era «tan gran que es destorbaven els uns als altres». El compromís amb el nou ordre va tenir un exemple paradigmàtic en Fermín Yzurdiaga, qui pel seu accentuat falangisme rebé el malnom del «capellà blau», i que arribaria a ser durant els primers anys de la dictadura Conseller Nacional del Moviment. Els casos d'oposició a la revolta o simple petició de clemència durant la repressió que es va abatre sobre Navarra van ser escassos: el sacerdot Marino Ayerra, el caputxí Gumersindo de Estella i alguns sacerdots que es van dirigir a l'arquebisbe de Pamplona sol·licitant la seva mediació i empara cap als represaliats.
La conducta del clergat navarrès no es va limitar a la simpatia per la revolta. A més de sacerdots i religiosos que van instar a alguns afusellaments i hi van estar presents, com consta en diversos d'ells, alguns van arribar a prendre les armes a favor dels revoltats, com és el cas de les tropes que van arribar a Azagra.
Esment a part, per excepcional, mereix el sacerdot peraltès Eladio Celaya, rector de Cáseda de 72 anys que no va fer cap concessió a la violència de Cáseda. Això va provocar primer que fos calumniat i després amenaçat. La Guàrdia Civil va anar a buscar-lo i va haver de sortir del poble, pel que sembla en direcció a Pamplona. El 12 de setembre de 1936 la parròquia de Peralta va tenir referència de la mort d'Eladio. El seu cadàver va arribar a Peralta en un taüt hermèticament tancat, no permetent veure al cadàver ni als seus familiars directes, cosa inhabitual. Els funerals es van celebrar amb normalitat, però amb això no es va poder dissipar la certesa del seu assassinat. També hi ha dubtes del que li va ocórrer al rector de Milagro Victoriano Aranguren, que havia sol·licitat clemència en alguna ocasió per als detinguts, i va clarejar mort al llit el 9 d'octubre de 1937. Es va parlar d'enverinament, encara que això mai va poder saber-se.

### Diputació Foral
La Diputació Foral estava constituïda pels vocals de la coalició de dretes, la gestora escollida el gener de 1935. Es va adherir en un comunicat emès el dia 21 de juliol amb al·lusions a la restauració de valors morals i materials de la província: la fe religiosa, la pau material i llibertats forals. En aquest últim sentit en el seu article 8è del bàndol de guerra deia que "Seguirà en tot el seu vigor l'actual règim foral de la província de Navarra." Va prendre mesures per garantir la recollida de les collites i a donar ajudes a les famílies dels combatents que tinguessin dificultats econòmiques. Va reposar el crucifix a les escoles, restablint l'educació catòlica restablint la Junta Superior d'Educació que desenvoluparia normes i greus sancions (vegeu Depuració del Magisteri). Entre altres mesures va restablir la Companyia de Jesús. La Junta de Guerra Central Carlista de Navarra operava des de la Diputació amb un poder gairebé absolut que interferia en molts dels assumptes.

### Els combatents

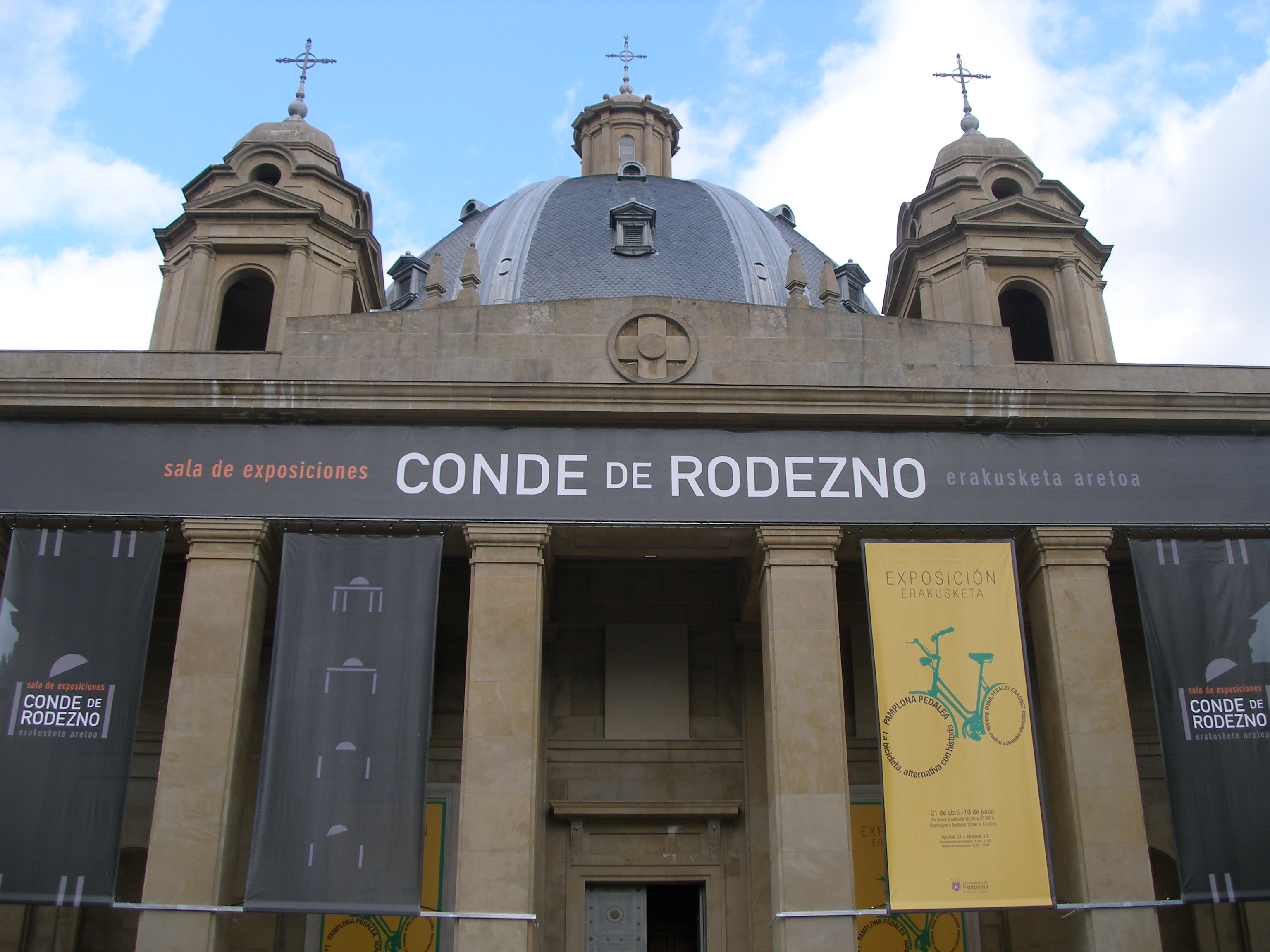
Vista frontal del monument als Caiguts o Navarra als seus Morts en la Croada, que és el nom oficial. Ocultant aquesta inscripció es troba col·locat un cartell amb la seva denominació actual, inicialment en honor del franquista Tomás Domínguez Arévalo, però des de març de 2009 és al comte de Rodezno de forma genèrica. En les parets del seu interior estan inscrits els noms de tots els "Caiguts per Déu i per Espanya" de Navarra, que avui també es troben ocults. En la seva cripta, tancada al públic, estan enterrats Mola i Sanjurjo.

Navarra va ser des de l'inici de la guerra un extraordinari centre de reclutament de voluntaris. En els primers dies de la guerra, van acudir a Pamplona més de deu mil voluntaris. Tant era l'entusiasme que la Junta Central Carlista de Guerra de Navarra va haver d'ordenar el 21 de juliol als voluntaris dels pobles que romanguessin «a les seves cases abans de ser cridats a files». No obstant això, en total, l'aportació en nombre d'homes de Navarra va ser semblant a la d'altres províncies espanyoles. Ni les condicions físiques, ni l'edat, van ser condicionants per al reclutament, amb constància de combatents de quinze anys i fins i tot d'una persona coixa d'ambdues cames.
Durant els tres anys de guerra van empunyar les armes pel bàndol nacional més de 16.000 requetés i uns 6.500 falangistes. A ells cal sumar els 18.000 navarresos que van ser cridats a files. En total es van formar 31 batallons de voluntaris, integrats per 24.000 homes. El regiment Amèrica va donar lloc a uns deu batallons, l'Arapiles va formar vuit i el Sicília sis.
Segons xifres oficials van morir en combat, segons fonts oscil·la entre 4.535 i 4.545 navarresos, que figuren nominalment en el llibre 1936-1939. Caiguts per Déu i per Espanya. Navarra, publicat per la prefectura Provincial del Moviment de Navarra al març de 1951, pel governador civil de Navarra Luis Valero Bermejo. D'ells, aproximadament 1.766 eren soldats, 1.700 requetés i 1.074 falangistes.
Jimeno Jurío encara que considera poc fiable aquesta llista nominal, reprodueix les seves xifres en la publicació realitzada en 1982, detallant per merindades els 4.535, que van morir en la seva majoria en el front del nord de Guipúscoa i Biscaia i en menor mesura, 1.700 combatents, una vegada conquerit aquest front en 1937:
Tanmateix molts d'ells, considerats voluntaris, foren allistats de forma obligatòria, com va passar amb els components de la Bandera General Sanjurjo. A falta d'estudis, és impossible saber quants dels suposats voluntaris ho foren realment.
D'altra banda, en l'estudio realitzat per Francisco Manuel Vargas Alonso s'estima que els navarresos que van lluitar a l'Exèrcit Popular de la República van ser uns 3.000, dels quals no hi ha xifres exactes dels caiguts. A l'Eusko Gudarostea es calcula que hi van lluitar entre 1.500 i 2.000 navarresos, dels quals hi ha una relació nominal, incompleta, de 125 morts. Procedien de tot el territori navarrès però fonamentalment, del més proper a Guipúscoa i a la frontera francesa, ja que els va donar temps a escapar. Se sap que només a Altsasu, una població ferroviària i industrial amb més socialistes que carlins, van marxar a lluitar per la República entre 450 i 500 veïns.

## Polèmic estudi de les xifres
Les dades de la repressió han anat evolucionant després de la fi de la dictadura. Les dades que van manejar els historiadors en l'etapa del franquisme es van basar en les inscripcions als jutjats. D'aquesta forma Jaime del Burgo (un significat requeté durant la Guerra Civil, i pare de Jaime Ignacio del Burgo) en el seu llibre de 1970 Conspiración y Guerra Civil, xifrava en 678 el nombre total de morts.
Hugh Thomas, per la seva banda, parla de 7.000 o 8.000, citant l'informe del Col·legi d'Advocats de Madrid publicat en Franco's Rule (United Editorial, London, 1938) i el càlcul de l'ex president de l'Adoració Nocturna de Pamplona, Eusebio Garecano, fet per al bisbe de Vitòria, Mateo Mújica Urrestarazu, i citat per l'historiador Juan de Iturralde.
No obstant això els estudis més significatius es van iniciar amb la Transició política entre la dictadura i l'actual sistema democràtic.
| 678 | 2.466 | 1.190* | 2.647 | 2.789 | 1.190 | 2.857 | 2.868 |

* Salas Larrázabal no compta els morts en la Fuga del Fuerte per considerar-los caiguts en combat.
El general Salas Larrazábal en el seu llibre Pérdidas de la Guerra al desembre de 1977, donava 948 represaliats a Navarra, excloent els morts en la fugida de San Cristóbal per considerar-los caiguts en combat. Estaven inscrites 492, efectuades abans de 1941 i com havia comprovat que en altres províncies les xifres s'havien anat elevant per inscripcions posteriors a aquest any, les va elevar fins a aquesta xifra presumible de 948. Així va analitzar i va fer un càlcul de 296.944 morts a conseqüència de la guerra civil per tot Espanya, incloent la posterior guerra de guerrilles del Maquis espanyol. D'elles, 165.764 ho fou per ferides de guerra en els combats, 73.297 per execucions i homicidis a la "zona governamental" i 57.883 per execucions i homicidis de la "zona nacional" que torna a reproduir en el llibre Los fusilamientos en Navarra en la Guerra de 1936, en 1983 (vegeu Mortalitat en la Guerra Civil espanyola, per inscripció en jutjats).
José María Jimeno Jurío va dur a terme un estudi més rigorós de la repressió a Navarra durant la Guerra Civil, publicat en la revista Punto y Hora de Euskal Herria al novembre de 1978, i que més endavant, en 1982, va concretar en la xifra de 2.466 assassinats (aquest i altres articles de l'època van ser recopilats en el llibre La Guerra Civil en Navarra (1936-1939), dins de les seves obres completes). En aquest punt de l'estudi Jimeno Jurío fou amenaçat de mort per l'organització Triple A (organització terrorista d'ultradreta amb col·laboració del SECED i que ja havia volat els tallers de la revista Punto y Hora de Euskal Herria) raó per la qual deixà les investigacions i entregà els materials a Altaffaylla Kultur Taldea. Després d'això, publicades les conclusions de Jimeno Jurío, el general Salas Larrazábal va tornar a investigar a diversos Registres Civils de Navarra, que va publicar en 1983 els seus resultats, en el llibre Los fusilados en Navarra en la guerra de 1936 (ISBN 84-398-0024-X). En ell feia tres afirmacions, que en el moment de reiterar-les ja s'estaven qüestionant i les posteriors recerques han comprovat errònies:
| « | 1a. Totes les morts ocasionades per la guerra van ser registrades un dia o un altre. 2a. Un nombre molt important d'elles es van inscriure amb demora, després d'acabada la guerra. 3a. Les inscripcions es van fer sempre de forma correcta. No es van produir fraus en les certificacions registrades, que no van tractar mai d'encobrir el fet que va produir la defunció. | » |

Utilitzant aquestes hipòtesis, que considerava confirmades, Salas Larrazábal basava el seu estudi en els inscrits en els registres civils. L'autor, que va lluitar en el bàndol franquista, sempre va considerar que la infravaloració procediria del costat republicà i per a ell, Navarra s'havia convertit en regió "testimoni" del seu estudi per diverses consideracions fonamentals:
| «                                                                        | Primera.- Perquè a la participació de Navarra en l'Alçament havia dedicat anteriors treballs, un d'ells publicat amb el títol Como ganó Navarra la Cruz Laureada de San Fernando. Segona.- Perquè Navarra va estar íntegrament en territori nacional des dels primers dies del Moviment i va ser base fonamental dels seus promotors. Tercera.- Perquè tots els testimoniatges coincideixen a afirmar que el meu càlcul sobre l'abast de la repressió a Navarra era enormement defectuós. Quarta- Perquè a causa de tot l'anterior era la província on existien majors probabilitats que els fets s'apartessin de les meves presumpcions. | » |
| — Ramón Salas Larrazábal. Los fusilados en Navarra en la Guerra de 1936. | |   |

D'aquesta forma encara que refereix que 
| « | Mai vaig tenir la pretensió d'arribar a determinar amb fixesa el nombre de víctimes de la guerra ni a Navarra ni fora d'ella. Inevitablement tots han d'anar apropant-se a les meves xifres, que encara que incorrectes, són, sens dubte, les més properes a la veritat | » |

Per a això en aquest últim llibre va analitzar els registres de 43 municipis més poblats de Navarra, que suposava percentatges superiors al 40% de la població de llavors, a totes les merindades. I analitzant totes les localitats urbanes, considerant les de més de 2.000 habitants i per tant, on la repressió va ser més intensa. No va poder visitar tres de les localitats programades (Marcilla, Lesaka i Arguedas) En la seva conclusió sobre Navarra escriu:
| «                                                                        | A Navarra es va matar a prop de 1.100 persones, de les quals uns 900 eren fills de la província i 200 forasters. Que fora d'ella van morir un altre centenar de navarresos i que en zona republicana van caure diversos centenars de fills d'aquesta terra que es van unir en el seu sacrifici als 4.500 que van caure en els fronts de combat o van morir als hospitals de sang | » |
| — Ramón Salas Larrazábal. Los fusilados en Navarra en la Guerra de 1936. | |   |

En 1984 en el llibre No, general! Fueron más de tres mil los asesinados de José Arana i el col·lectiu AFAN (editorial Minztoa), es va ratificar i va ampliar l'estudi de Jimeno Jurío.
Mentre que Jimeno Jurío primer, i posteriorment el grup Altaffaylla, amb els investigadors i coordinadors Mari José Ruiz Vila, José Mari Esparza Zabalegui i Juan Carlos Berrio Zaratiegui amb l'Associació de Familiars d'Assassinats Navarresos i multitud de col·laboradors —10 col·laboradors directes en l'edició, 3 agrupacions més, altres 177 persones que figuren en un llistat nominal i un llarg etcètera de col·laboradors anònims— van analitzar poble a poble, recollint tots els noms i comprovant les seves circumstàncies, filiacions, etc., arribant a les conclusions publicades a Navarra 1936. De la esperanza al terror. Es van realitzar centenars d'entrevistes a testimonis i víctimes, i es van analitzar les partides de defunció de 168 jutjats navarresos, en lloc dels 43 consultats per Salas Larrazábal.
En paraules de Francisco Moreno, en el llibre Víctimas de la Guerra Civil, aquest llibre va constituir «una anellada» per proporcionar unes xifres que gairebé triplicaven les del general Sales Larrazábal. La seva metodologia, que combinava el treball d'arxiu i enquesta a peu de carrer va ser també pionera i va servir de model a treballs similars arreu d'Espanya. El llibre a més va llançar importants conclusions per a l'estudi de la repressió efectuada pel "bàndol nacional" durant la Guerra Civil. Primer, que els registres han de consultar-se no solament per al termini que es desitja analitzar, sinó fins a, almenys, 1981, quan es va produir l'últim repunt d'inscripcions amb motiu de la concessió de pensions de guerra. Segon, que molts dels "passejats" mai van ser inscrits i que cal acudir a fonts addicionals, sobretot els testimoniatges orals.
Les conclusions de Navarra 1936. De la esperanza al terror no han estat rebatudes assenyalant algun defecte en la metodologia emprada. El llibre, no obstant això, ha estat ignorat per altres autors. Així José Andrés Gallego en la Gran Enciclopedia Navarra en 1990 va insistir de nou en les xifres del general Salas Larrazábal. Més endavant, amb motiu de l'aprovació, per part del Parlament de Navarra en 2003, d'una declaració a favor del reconeixement i reparació moral de tots els navarresos afusellats arran del cop d'estat de 1936, Pío Moa va desqualificar les troballes de Navarra 1936. De la esperanza al terror:
| « | ...hi ha un llibre molt important de Ramón Salas Larrazábal, que és una recerca molt a fons del cas. Segons Salas, el nombre dels afusellats està entorn dels 900, bastant lluny de la xifra que està manejant el Parlament Navarrès. Aquest llibre, Los fusilados en Navarra en la guerra de 1936, està completament oblidat quan és l'estudi més detallat que s'ha fet. | » |

Una de les poques afirmacions contingudes en el llibre que ha estat obertament qüestionada ha estat la relativa a Jaime del Burgo. Del Burgo va ser acusat, en la setena edició de Navarra 1936. De la Esperanza al Terror d'haver assassinat a una persona el 19 de juliol de 1939. En el llibre, Francisco Inza Goñi relata com el seu pare Francisco Inza Arbizu li havia explicat que va ser testimoni de l'assassinat d'algú que anomenaven Lozano per part de Del Burgo:
| «                                                                | El meu pare es deia Francisco Inza Arbizu i era interventor de la Vasconia. Era republicà i va ser depurat per això. Sempre contava que en el primer dia de l'Alçament anava pel carrer Aralar un que anomenaven Lozano, una persona una mica parada, d'una família molt coneguda a Pamplona. Anava xiulant a l'altura de la gossera municipal quan li van dir l'alto. Sembla que no es va adonar i va seguir xiulant fins que Del Burgo li va deixar anar un tret i el va matar allí mateix. El meu pare ho va veure. Hi havia més testimonis i sempre va ser de domini públic a Pamplona com i qui va matar a Lozano. | » |
| — Francisco Inza Goñi. a Navarra 1936. De la Esperanza al Terror | |   |

En el relat de Pamplona dels fets publicada a Navarra 1936. De la Esperanza al Terror es troba Tomás Lozano Ochoa, industrial, de 37 anys, que va morir el 19 de juliol de 1936, dia de l'"alçament" a Navarra.
Tanmateix, aquest testimoni indirecte ha estat desqualificat per Manuel Martorell, periodista i historiador navarrès, autor de Jesús Monzón: el líder comunista olvidado por la Historia i coautor de El exilio republicano navarro de 1939 (que per altra banda, qualifica Navarra 1936. De la Esperanza al Terror com a "ingent obra documental [que constitueix la] obra més completa i detallada sobre els crims comesos a Navarra").
Segons Martorell, el testimoniatge d'Inza és inversemblant per diverses raons: perquè Tomás Lozano (no "el Lozano") va ser portat a l'hospital després de ser tirotejat al no detenir-se en ser-li donat l'alto; perquè, tot i que suposadament la participació de Del Burgo fou tan notòrua, la seva implicació no aparegué fins a la setena edició del llibre, i no en una de les primeres; i perquè el tiroteig de Tomás Lozano, que va ser recollit per la premsa l'endemà, va tenir lloc no a l'indret consignat per Inza, sinó en l'altre extrem de la ciutat, a una hora en la qual Del Burgo es trobava aquarterat per unir-se de forma imminent a la columna de García-Escámez, que va partir en la nit del 19 de juliol cap al sud en direcció a Madrid (prenent al seu pas Alfaro, Logronyo i Sòria). Martorell també recull les manifestacions de Del Burgo, en el sentit que mai havia matat a ningú fora del camp de batalla, així com el fet que no denunciés coneguts dirigents esquerrans com Jesús Monzón, quan el va veure amagar-se el 19 de juliol de 1936 o com va permetre que s'allistessin en la seva companyia a militants esquerrans, per evitar que fossin detinguts.
| Salas Larrazábal | 43  | 176.809 | 51,11 | 893   | 1.486 | 60,09 |
| Grup Altaffaylla | 168 | 305.366 | 88,28 | 1.410 | 2.449 | 57,57 |

En aquest quadre estan exclosos els inscrits en jutjats de fora de Navarra. Sent aquesta la diferència entre els 2.857 afusellats reals i el dels 2.449. La diferència de 2,52 entre els percentatges donades per Salas (57,57%) i Altafaylla (60,09%) es deu a la no inclusió de forasters portats a Navarra per a la seva execució com de La Rioja, alabesos i guipuscoans i ferides traumàtiques degudes a causes fortuïtes. Les diferències més significades es donen pel que concerneix la Bandera General Sanjurjo, on el general Salss Larrázabal donava un nombre aproximat entre 21 i 30, mentre que Altafaylla ha detectat 218 navarresos assassinats, dels quals existeixen ja 94 inscripcions expresses en els jutjats.

## Les xifres mortals de la repressió

Escut de Navarra amb la Creu Llorejada de Sant Ferran, concedida per Franco el 9 de novembre de 1937 a Navarra per l'esforç realitzat per la causa. El Parlament de Navarra la va retirar de l'escut el 1981.

La repressió a Navarra es va iniciar immediatament després de la presa de control de la província pels revoltats, i en menor mesura es va prologar en la postguerra, amb la depuració de funcionaris, penes de reclusió i treballs forçats, la repressió econòmica i un saldo de 2.868 morts violentes, que s'han pogut comptabilitzar fins a l'any 2008. Aquests s'han aconseguit registrar amb noms i cognoms i han estat publicat en el llibre Navarra 1936. De la esperanza al terror, amb la col·laboració del col·lectiu AFAN (Associació de Familiars d'Assassinats Navarresos). La primera edició del llibre es va publicar en 1986 i fins a 2008 es van editar set reimpressions, que van ser incrementant el nombre de víctimes.
D'aquestes morts va haver-hi 232 execucions que van ser ordenades per la justícia militar entre 1936 i 1939.
A aquestes xifres, fruit directe de la repressió, cal sumar els 305 morts per malalties i males condicions de reclusió en el Fort de San Cristóbal de Pamplona, comptabilitzades de l'1 de gener de 1937 al 6 de juliol de 1945, data del tancament del mateix com a penal.
La proporció d'afusellats sobre el total de la població va ser de 8,17 per mil. La immensa majoria dels mateixos ho va anar durant els primers mesos de la guerra. De juliol a desembre de 1936 es va executar al 96,2% del total, destacant el mes d'agost amb més d'un 32% dels assassinats. La repressió es va encebar en els membres dels partits d'esquerres, especialment en els sindicalistes socialistes. Quant als càrrecs socialistes, el 80% dels seus alcaldes, el 75% dels seus regidors i el 60% dels seus directius van ser afusellats. En paraules de l'historiador Julián Casanova:
| « | Republicans i sobretot, socialistes, s'havien passat aquells anys trenta de conflicte i esperança reclamant la devolució de les corralizas i les terres del comunal «usurpades al poble». No tots eren carlistes i de dretes per aquelles terres. Aquell «arravatament místic-guerrer» necessitava també sang. Fins a tres mil vides es va endur aquella purificació, aquella amputació de la part infidel i malalta de Navarra. | » |

Segons l'afiliació política dels executats, el 37,4% correspon a persones genèricament de esquerras o sense afiliació política, el 36,1% de la UGT, el 8,9% de FAI/CNT, el 7,2% d'IR, el 7,1% del PCE, el 4,1% del PSOE, el 3,1% de les Joventuts Socialistes Unificades, el 0,8% nacionalistes bascos (PNB i ANV) i el 0,3% de dreta.

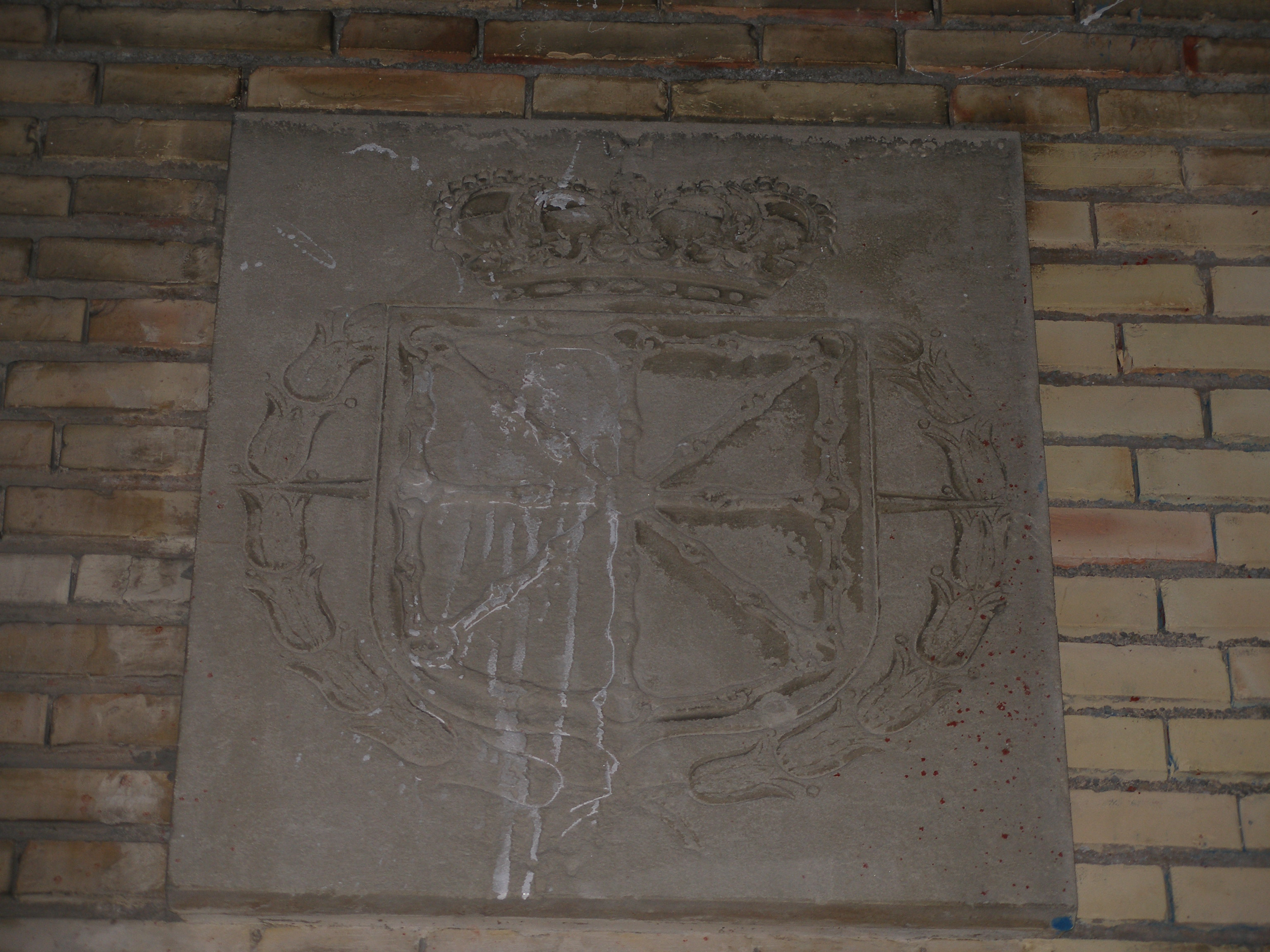
Escut de Navarra amb els ornaments concedits per Franco a la façana del Conservatori navarrès Pablo Sarasate.

D'altra banda, la classificació per activitat laboral de les víctimes mortals, un 37% eren jornalers o peons; 16% pagesos; 13% artesans o autònoms; 10% de professió desconeguda; 9% obrers; 7% funcionaris; 3,3% propietaris o comerciants; 2,45% professionals liberals i 1% mestres.
Respecte als executors de la repressió, d'acord amb els testimoniatges recollits en els quals s'esmenta expressament la filiació política dels piquets d'execució, descomptant el terme genèric "feixistes", de 83 localitats, en 35 són requetés els responsables i en 48 falangistes.

### Distribució geogràfica
La mortalitat a Navarra per la repressió es va apropar a l'1% de la població. No obstant això la distribució no va ser homogènia, sent de forma significativa la zona de la Ribera Navarresa, la de major implantació esquerrana, la més castigada. Seguidament es desglossen les dades per merindades, amb esment especial als alcaldes i ex alcaldes afusellats, per ser el representant màxim democràtic de cada poble i als regidors de les principals ciutats (no s'inclou la llista de regidors i d'altres càrrecs destacats en tots els pobles perquè seria força prolixa). S'indica també el percentatge d'inscrits en els jutjats entre parèntesis i, per tant, reconeguts oficialment, la qual cosa demostra l'àrdua labor de recerca (es pot veure el llistat complet per localitats i en aquesta, la comparació amb els registrats en els jutjats a Víctimes de la Guerra Civil a Navarra, detall per localitats).
A aquestes xifres cal afegir els 225 morts d'entre els 795 presos que es van escapolir del Fuerte Sant Cristóbal al maig de 1938, data en la qual en el fort estaven recloses 2.487 persones.
Merindad d'Estella
A la merindad d'Estella va haver-hi 761 assassinats, dels quals 406 (53,4%) estan inscrits en els jutjats. Correspon a una taxa de 10,41 per mil habitants.
A la ciutat d'Estella-Lizarra (5.972 habitants en el cens de 1930) va haver-hi 39 assassinats, entre ells l'alcalde, Fortunato Aguirre Luquin (PNB).
Foren assassinats els alcaldes o ex alcaldes d'Allo, Eusebio Gainza Íñigo (IR), ex alcalde; Azagra, Francisco Castro Berisa (PSOE); Cárcar, Lucio Gutiérrez Hernández (UGT); Falces, Eduardo Biurrun Napal (PSOE), ex alcalde; Lodosa, Luis Martínez Echavarri (AI); Mendavia, Dionisio Salcedo Sádaba (UGT); San Adrián, Daniel Munilla Cristóbal (UGT) i Sartaguda, Eustaquio Mangado Urbiola (UGT).
Merindad d'Olite

Merindades de Navarra (Estella, blau; Olite, marró fosc; Pamplona, verd; Sangüesa, rosat; i Tudela, marró clar)

Va haver-hi 502 assassinats, dels quals es troben inscrits en el jutjat 256 (50,9%). Correspon a una taxa de 10,66 per mil habitants.
A la ciutat de Tafalla (5.870 habitants en cens de 1930) va haver-hi 33 assassinats. Entre ells tres regidors: Saturio García Zaratiegui, Pedro Martinena Intxauspe i Cipriano Sola Ozcariz, tots del PSOE. A la ciutat d'Olite (2.785 habitants en cens de 1930) hi hagué 45 assassinats. Entre ells els regidors Juan García Lacalle (tinent d'alcalde), Salvador Eraso Azcárate i Julio Pérez García, els tres de la UGT.
Foren assassinats els alcaldes de Murillo el Cuende, Jesús Ederra Aranguren (PNV); Pitillas, Antonio Cabrero Santamaría (UGT); Santacara, José María Sanz de Acedo Echávarri (UGT); Villafranca, Agustín Arana Aranda (ex-alcalde, IR).
Merindad de Pamplona
Hi hagué 709 assassinats, dels quals eren inscrits al jutjat 518 (73,7%).
A Pamplona (42.259 habitants en cens de 1930) van tenir lloc 303 assassinats. Correspon a una taxa 6,76 per mil. Entre ells, sis regidors o ex regidors de la ciutat, alguns d'ells capturats en altres indrets d'Espanya i duts a Pamplona per al seu afusellament, com Florencio Alfaro Zabalegui (IR), Gregorio Angulo Martinena (president del PSOE), Corpus Dorronsoro Arteta (PSOE), Victorino García Enciso (IR), Mariano Sáez Morilla (PSOE) i Ignacio Sampedro Chocolonea (PSOE); o el dirigent socialista Tiburcio Osácar.
A la resta de la merindad s'han comptat 179, el que correspon a una taxa de 2,37 per mil habitants. També foren assassinats l'alcalde d'Arakil, Silverio Astiz Lakunza (UGT) i l'ex alcalde d'Altsasu, Antonio Goicoechea Otegui (IR).
A la fuga del Fuerte San Cristóbal, segons la mateixa documentació oficial, van morir 225 persones, dels quals, 24 corresponen a cadàvers no «identificats», 14 a afusellats a Pamplona i 187 abatuts a les muntanyes.
Merindad de Sangüesa
Va haver-hi 188 assassinats, sent inscrits al jutjat 87 (46,5%). Correspon a una taxa de 3,47 per mil habitants.
A la ciutat de Sangüesa (3.749 en el cens de 1930) va haver-hi 45 assassinats. Entre ells l'alcalde Isaac Indurain Oronoz (IR).
Van ser assassinats els alcaldes d'Aibar, Javier Iziz Ribera (IR); Aoiz, Aurelio León Inda (IR) i Yesa, Santos Orduña Les (UGT).
Merindad de Tudela
Va haver-hi 705 assassinats, dels quals es va inscriure en el jutjat a 373 (52,9%), la qual cosa correspon a una taxa d'11,83 per mil habitants, la més gran de tota Navarra. La zona de la Ribera era l'única de predomini esquerrà de tota Navarra.
A la ciutat de Tudela (11.248 en el cens de 1930) va haver-hi 65 assassinats. Tudela era una de les poques localitats de Navarra en les quals havia vençut la candidatura del Front Popular en les eleccions de febrer de 1936. Entre els afusellats estaven set dels quinze membres de la corporació municipal: l'alcalde Domingo Burgaleta Pérez de Laborda (IR) i els regidors Aquiles Cuadra de Miguel (IR, ex alcalde), Francisco Jaraba Grima (PSOE), Joaquín Meler Mur (UGT), Juan Navarro Anguiano (PSOE), Eugenio Tutor Lozano (PSOE) i Francisco Ucar Liñan (IR).
També foren assassinats els alcaldes de Buñuel, Alfonso Marquina Vicente (UGT); Cadreita, Emilio Sánchez Jiménez (UGT) i l'ex-alcalde Benito Burgaleta Pérez; Caparroso, Juan Bozal Uriz (IR); Cascante, José Eleuterio Romano Ullate (IR); Castejón, Valentín Plaza Martín (PSOE); Corella, Antonio Moreno López, Fitero, Jacinto Yanguas Fernández, Valtierra, Moisés Bobadilla Navaz (IR) i Cintruénigo, l'ex-alcalde Victoriano Navascués Chivite (IR).

## Episodis repressius més significatius
La repressió es va abatre sobre Navarra des del moment mateix de la revolta. Republicans i, sobretot, socialistes van ser el blanc preferit, encara que com a tot Espanya, independentment de la zona en la qual es trobessin, les rivalitats i venjances personals van ser també causa de no poques morts. Els episodis més significatius de la repressió a Navarra es mostren a continuació.

### Les localitats més afectades

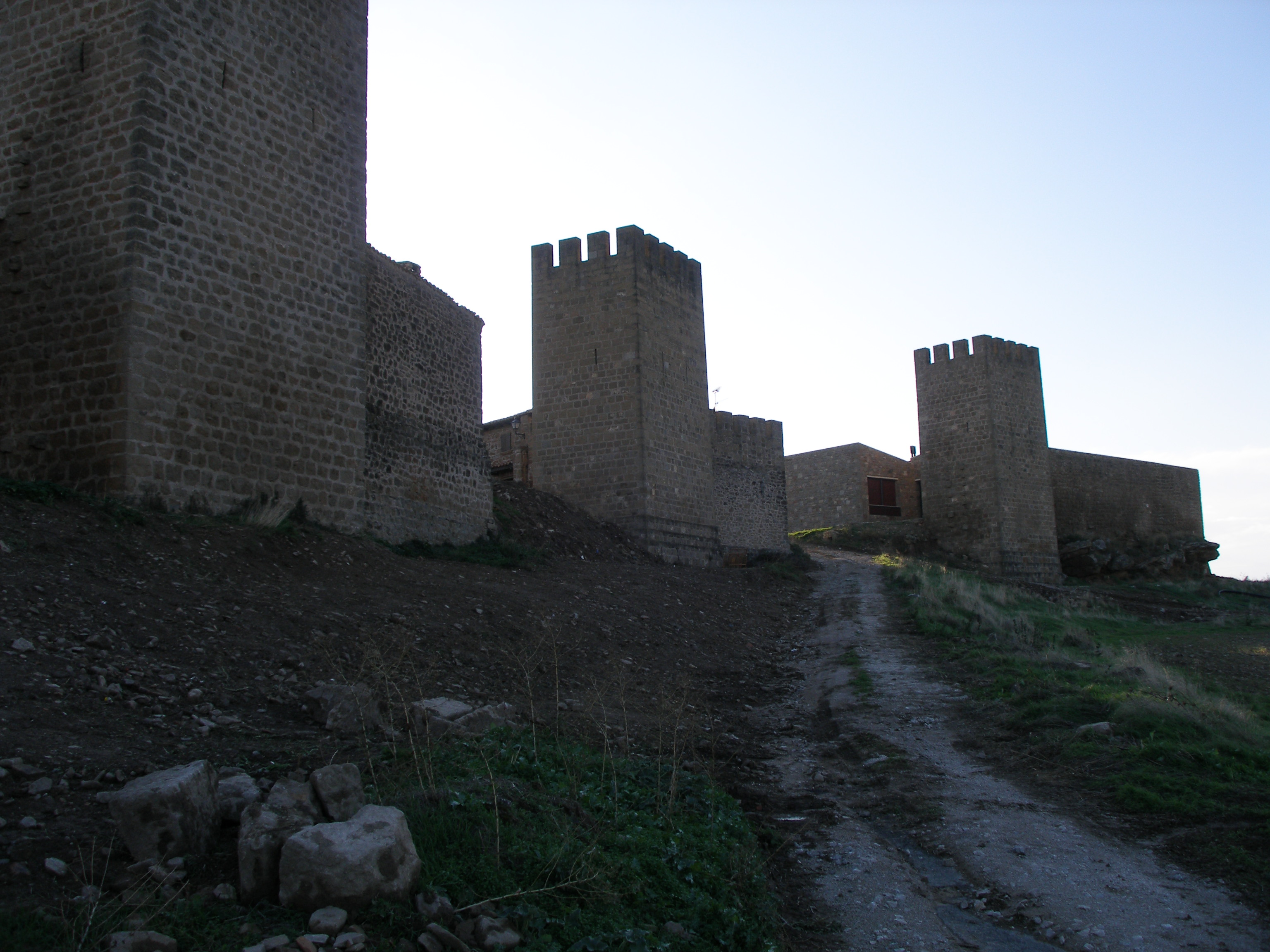
A la històrica vila d'Artajona els propis veïns i les seves autoritats van evitar que es vessés sang dels seus conciutadans.

Com s'ha indicat la incidència de la violència va ser desigual d'unes merindades a d'altres, amb major incidència en pobles de la Ribera. En tot cas en algunes destaca l'especial virulència emprada i el nombre de morts amb relació a la seva població. Així ocorre amb els 303 assassinats a la ciutat de Pamplona, els 133 en la vila de Lodosa, els 99 de la vila de Mendavia, 89 en la vila d'Azkoien, 87 a la ciutat de Corella, els 84 de la vila de Sartaguda, els 78 en la vila de Milagro i els 71 en la vila d'Azagra, per nomenar els llocs amb més morts.
No obstant això també cal assenyalar que va haver-hi pobles on els seus habitants van evitar les agressions als seus conveïns de diferent ideologia, quan van acudir esquadres a fer la "neteja".
És el cas d'Artajona, que llavors era un bastió carlista. Quan en diverses ocasions van arribar els esquadrons amb una llista preparada, les autoritats carlistes, els sacerdots i els mateixos voluntaris dels fronts es van negar rotundament a permetre els afusellaments. Al contrari de molts altres llocs, l'apassionament polític de l'època no va encegar del tot als artajonesos, que no van tacar la seva història amb la sang dels seus veïns.
El crim de Gaztelu

Aquest episodi, encara que no respon a un acte repressiu directe, impulsat des de comandaments polítics o militars, sí constitueix un exemple d'impunitat, que va portar a un crim esborronador contra persones sense cap mena de rellevància política o social. Es va produir a Gaztelu i va afectar una família, la que havien format Pedro Antonio Sagardia i la seva esposa Juana Josefa Goñi, amb vuit fills, José Martín, Joaquín, Francisco Javier, Antonio, Pedro Julián, Martina, José María i Asunción.

Es desconeixen els motius pels quals el pare, de 46 anys, i el fill gran, de 17, van anar al front, però hi ha testimoniatges que van ser obligats. Es van quedar a casa la mare de 38 anys amb els altres set fills entre 16 i l'any i quatre mesos de la petita. Al principi els veïns van ajudar la família, però en la mesura en què la guerra feia augmentar les necessitats, se'ls acusava de realitzar petits furts als horts. Van ser denunciats a la caserna de la Guàrdia Civil de Doneztebe, però allí se'ls va donar a entendre que ho solucionessin a la seva manera. L'endemà uns veïns van fer traslladar-se la mare amb els nens a una barraca, d'on van desaparèixer sense deixar rastre. Pel que sembla van ser llançats a un avenc profund. La barraca on van estar va ser cremada.

El general Sagardía, emparentat amb la família, va iniciar una recerca. Els bombers no van poder arribar al fons de l'avenc i el rastreig dels soldats tampoc va trobar rastres. Van ser detinguts uns veïns que van ser posats en llibertat provisional. Posteriorment el general Sagardía, aconsellat pels seus superiors, va interrompre les recerques i l'episodi va ser oblidat convertint-se en tabú.

El pare va tornar de la guerra i va morir poc després. El germà gran va marxar del poble emigrant a la Baixa Navarra, a Iparralde.
Ni en els llibres de difunts de la parròquia, ni en el jutjat es van registrar aquestes morts. Com si aquesta família no hagués existit mai.

### "Saques" a la presó d'Estella-Lizarra
Al setembre les execucions als pobles ja havien disminuït. No obstant això, les presons estaven plenes. La d'Estella-Lizarra comptava el 13 d'agost amb 147 presos procedents de 22 pobles diferents, segons l'última relació de reclusos existent, emesa per la Comandància Militar de la plaça. Des del 5 de setembre es va iniciar una planificada eliminació dels detinguts. Van ser afusellats en diversos llocs, relacionats amb el seu origen, en diferents dates. Va ser coneguda per les autoritats d'Estella, tant militars com civils, i fins i tot religioses, per mitjà dels confessors. carrer va ser motiu de comentaris. Segons els registres civils, eclesiàstics de defuncions i testimoniatges personals, es pot concloure que van ser 81 els assassinats. Un membre de la CNT va sobreviure al seu afusellament. La presó va quedar pràcticament buida.
La cronologia i ubicació de les "saques" i posterior assassinat són les següents:
- 5 de setembre: 22 afusellats (Los Arcos, 10; Dicastillo, 7; Allo, 4; Villatuerta, 1)
- 6 de setembre: 13 afusellats (Lodosa, 12; Galdeano, 1).
- 7 de setembre: 17 afusellats (Andosilla, 7; Mendavia, 4; Mués, 3; Lerín, 3).
- 8 de setembre: 13 afusellats(Alcanadre, 9; Cárcar, 2; Mendaza, 1; Sansol 1).
- 9 de setembre: 7 afusellats (Zúñiga, 4; Galbarra, 1; Iturgoien, 1; Arróniz, 1).
- 12 de setembre: 7 afusellats (Estella-Lizarra).
- 24 de setembre: 3 afusellats (Muniain).

### "Saca" de la presó de Tafalla
A la presó de Tafalla hi havia presos 100 homes i una desena de dones. Els dies 17, 19 i 22 de setembre de 1936 van ser afusellats 16 dels presos. No obstant això, arran de la mort al front del tinent de requetés Julián Castiella i el seu massiu funeral, que es va realitzar el 18 d'octubre, es va organitzar una manifestació, en contra de l'opinió dels familiars del difunt, encaminada a linxar els presos, que va ser impedida per la Guàrdia Civil. Immediatament s'organitzaria una comissió de veïns de Tafalla, formada per carlistes en la seva majoria, per aconseguir els permisos per als afusellaments. El 21 d'octubre membres del Terç Mòbil de Pamplona, dels requetés, van arribar a la presó. Van llegir la llista dels setanta que anaven a ser traslladats, on no es va obviar a cap amb responsabilitats polítiques, que van ser portats a la "Tejeria de Monreal", a uns 25 quilòmetres, on van ser afusellats. El requeté que va donar els trets de gràcia va ser Luis Fernández Magaña, coadjutor de la parròquia de Murtxante, i administrador del comte de Rodezno, Tomás Domínguez Arévalo. Van ser afusellades en total 86 persones.
La cronologia i ubicació de les "saques" i posterior assassinat és la següent:
- 17 de novembre: 4 d'Aos.
- 19 de novembre: 11 dAoiz.
- 22 de novembre: 1 d'Aoiz.
- 21 de novembre: 27 de Tafalla, 15 d'Azkoien, 12 de Berbinzana, 3 de Gallipienzo, 2 de Cáseda, 2 de Murillo el Cuende, 1 de Caparroso, 1 de San Martín de Unx, 5 d'Azkoien i 1 de Pamplona.

### Afusellaments massius en la bandera General Sanjurjo de la Legió
També cal tenir en compte que una part dels reclutats de forma "voluntària" van ser forçats. És el cas dels enviats a la bandera Sanjurjo de la Legió Espanyola, que va estar formada per tres companyies de fusells, una de metralladores i els seus serveis auxiliars, amb un total de 700 homes.
Després de ser entrenats durant un mes en l'Acadèmia General Militar de Saragossa, el dia 1 d'octubre, la bandera va ser enviada a Almudévar i abans d'entrar en combat els seus integrants van ser portats de tornada en camions a Saragossa, on se'ls va desarmar. L'Estat Major de Saragossa tenia la confidència que la bandera en ple, o part d'ella, s'anava a passar a les files republicanes. El que va ocórrer posteriorment sembla que pot estar detallat en els arxius del Regiment Valladolid, aquarterat a Jaca. De moment solament es pot inferir pels testimoniatges i documentació dels pobles afectats. Les autoritats militars fins i tot van negar l'existència d'aquesta bandera, quan els familiars van reclamar les restes mortals. No hi ha dades de la matança ni en el registre del cementiri de Torrero ni en el jutjat de Saragossa.
El dia 2 d'octubre, després de ser desarmats, van ser tancats en els seus barracons. Van ser trets en petits grups a la part posterior de l'Acadèmia on eren metrallats. Els afusellaments van persistir fins al dia 10. Diversos oficials i suboficials es van responsabilitzar d'un petit grup d'homes, evitant el seu afusellament. Els morts van ser portats al cementiri de Torrero i enterrats en una fossa comuna.
Algunes fonts, com José Borras Cascarosa, arriben a parlar de 604 morts, però aquesta xifra és qüestionada. La xifra en tot cas, és superior a 300, i bona part d'ells eren navarresos. José María Jimeno Jurío va considerar els navarresos van ser 203, mentre que el general Ramón Salas Larrazábal, que sí que confirma els fets negats per l'exèrcit, redueix la xifra a menys de 30. En aquests moments hi ha constància de 218 navarresos de 22 pobles (2 d'Ablitas, 16 d'Andosilla, 1 d'Arróniz, 6 de Cadreita, 19 de Cárcar, 7 de Carcastillo, 1 d'Estella-Lizarra, 5 de Funes, 1 de Lerín, 21 de Lodosa, 13 de Marcilla, 16 de Mélida, 1 de Mendavia, 3 de Monteagudo, 12 de Murillo el Fruto, 13 d'Olite, 1 d'Azkoien, 13 de Pitillas, 14 de Sangüesa, 4 de Santacara, 44 de Sartaguda i 5 d'Ujué), dels quals només el 43% (94) estan inscrits en 14 jutjats navarresos amb el lloc i la data de la seva mort, amb l'excepció de sis de Mélida que consten com morts en la bandera a Ayerbe, el 24 de setembre de 1936.
En la relació de "Caiguts per Déu i per Espanya" solament consten 26 dels navarresos d'Ablitas, Andosilla, Arróniz i Carcastillo, sense data de defunció. En aquesta relació sí que apareixen els supervivents de la massacre morts posteriorment en els fronts.
Al febrer de 1979 es van exhumar del cementiri de Torrero els cossos de 16 de La Rioja i 163 navarresos que pertanyien als 13 pobles que ho van sol·licitar. Els serveis municipals informaven:
| «                                                                                                   | Va caldre obrir diversos tastos al llarg de 250 metres del andador del matí 4, fins a donar amb les restes de la bandera Sanjurjo... sortien les restes sense fèretre i foren indubtablement identificats per diversos objectes personals com a tabaqueres, navalles d'afaitar, dentadures i fins a una cama trencada i cosit l'os amb filferro... És de ressaltar que la bandera Sanjurjo no està inscrita en els llibres diaris. | » |
| — Serveis municipals del cementiri de Torrero. Recogido en Navarra, 1936. De la Esperanza al Terror | |   |

### Fuga massiva del Fort San Cristóbal

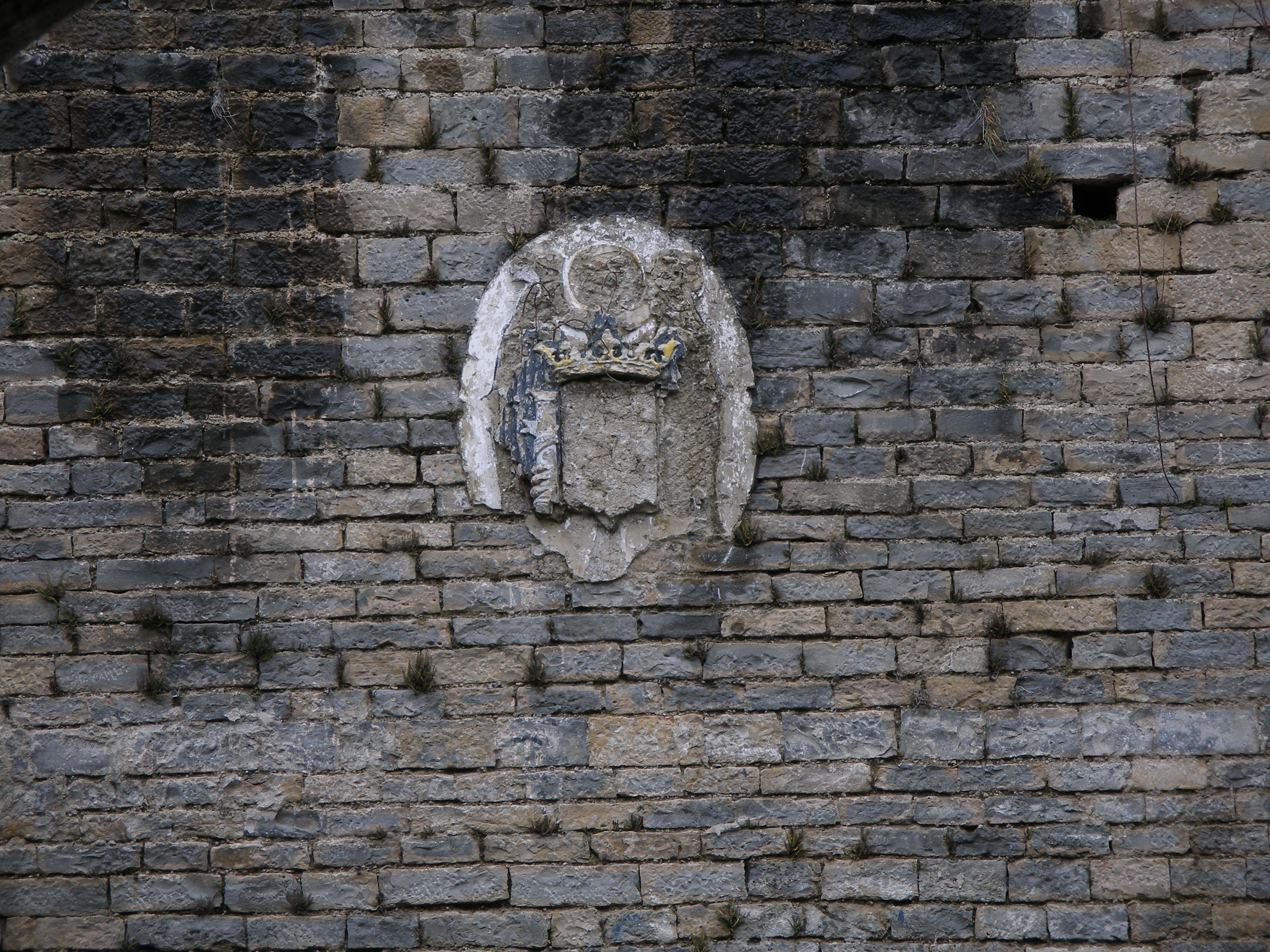
Detall de l'escut franquista a l'entrada del fort San Cristóbal

El fort de San Cristóbal es troba a la part alta del mont Ezkaba, a un quilòmetre de Pamplona. El 22 de maig de 1938 es va produir en aquest lloc una de les evasions més significades d'arreu del món, tant pel nombre d'escapolits com per les morts produïdes posteriorment. Prèviament a aquesta fugida sembla que també es van produir "saques", com sembla demostrar el fet que es produís l'1 de novembre de 1936, la mort de 21 persones per "traumatisme".
En 1938 hi havia 2.487 persones detingudes, en la seva majoria dirigents polítics i sindicals i militants revolucionaris i republicans. Uns trenta presos van preparar una fugida que es va iniciar a l'hora del sopar, moment en què hi havia més dispersió dels guardians. Aquests entraven armats però amb la pistola al cinturó quan portaven el menjar. En diferents grups van desarmar-ne alguns i després d'agafar el seu armament es van dirigir on estava sopant la companyia de soldats de guàrdia. Un soldat que va oposar resistència, va morir com a conseqüència d'un cop amb una barra. Posteriorment van rendir també als soldats de les garites. En una mitja hora el fort va ser pres pels reclusos, que van sortir a l'exterior.
Un soldat que tornava de Pamplona es va advertir del que estava ocorrent i va baixar a la ciutat a donar la veu d'alarma. A més, un pres, el falangista Ángel Alcázar de Velasco, empresonat després dels successos d'abril de 1937 a Salamanca, també va córrer muntanya avall per avisar.
Quan els camions dels militars amb grans reflectors es van apropar cap al fort, alguns dels presos van desistir en la seva fugida, de tal forma que van ser comptabilitzats, a dos quarts de tres de la matinada, 1.692 presos que van ser deixats nus al pati durant hores. Es van escapolir 795 dels detinguts, mal calçats i vestits, desnodrits, amb escassos fusells i en desbandada, sense organitzar un pla de fugida. Se'n va iniciar immediatament la seva cacera i van ser abatuts i detinguts sense gairebé resistència. Consta que el mateix dia 23 van detenir 259 evadits, el dia 24 ja eren 445 i els dies successius grups menors. L'últim va ser capturat el 14 d'agost, tres mesos després, sent sobrenomenat "Tarzán", per aguantar tant temps sol a la muntanya.
Dels 795 escapolits en van ser detinguts 585, passant solament la frontera francesa tres d'ells, i identificant 187 cadàvers als quals cal afegir 24 morts més sense identificar. Això dona, segons la comptabilitat del fort, quatre més que podrien haver fugit de la repressió en la rereguarda i que foren trobats després de les intenses perquisicions desenvolupades per capturar als escapolits del fort. Encara que la major part dels que van morir va ser a Ezcabarte, a la cara nord de la muntanya, a Oláibar i a Baztan, la majoria estan registrats a Ansoáin, en la falda sud de la muntanya. En total, 211 assassinats durant la captura dels escapolits. Dels capturats, setze van ser sotmesos a judici acusats de ser capitosts, un va ser internat al manicomi de Pamplona i catorze d'ells van ser condemnats a mort. Aquests van ser afusellats en la Volta del Castell, darrere de la ciutadella, el 8 de setembre d'aquest mateix any.
En les posteriors diligències apareix el delator falangista Ángel Alcázar de Velasco, que va veure reduïda la seva pena. Amb la reducció de penes també es van veure agraciats uns altres 60 interns, per col·laborar. El director de l'establiment, Alfonso de Rojas, va ser destituït del seu càrrec.

### Increment de suïcidis
Moltes de les morts apareixien en la premsa, Diario de Navarra i El Pensamiento Navarro, com a "suïcidis". Se'n refereixen 58 intents, la majoria consumats en dos anys, xifra molt superior a l'habitual. Amb una concentració molt significativa: 42 en els nou primers mesos des de la revolta. Molts dels casos en realitat van ser assassinats encoberts, en altres hi ha dubtes que ho fossin. No obstant això, sí que va haver-hi realment en relació amb la por extrema i altres propiciats per la violenta ruptura de la vida familiar i social, el continu sofriment per les vexacions i per la pèrdua de sers estimats.

### Depuració del Magisteri

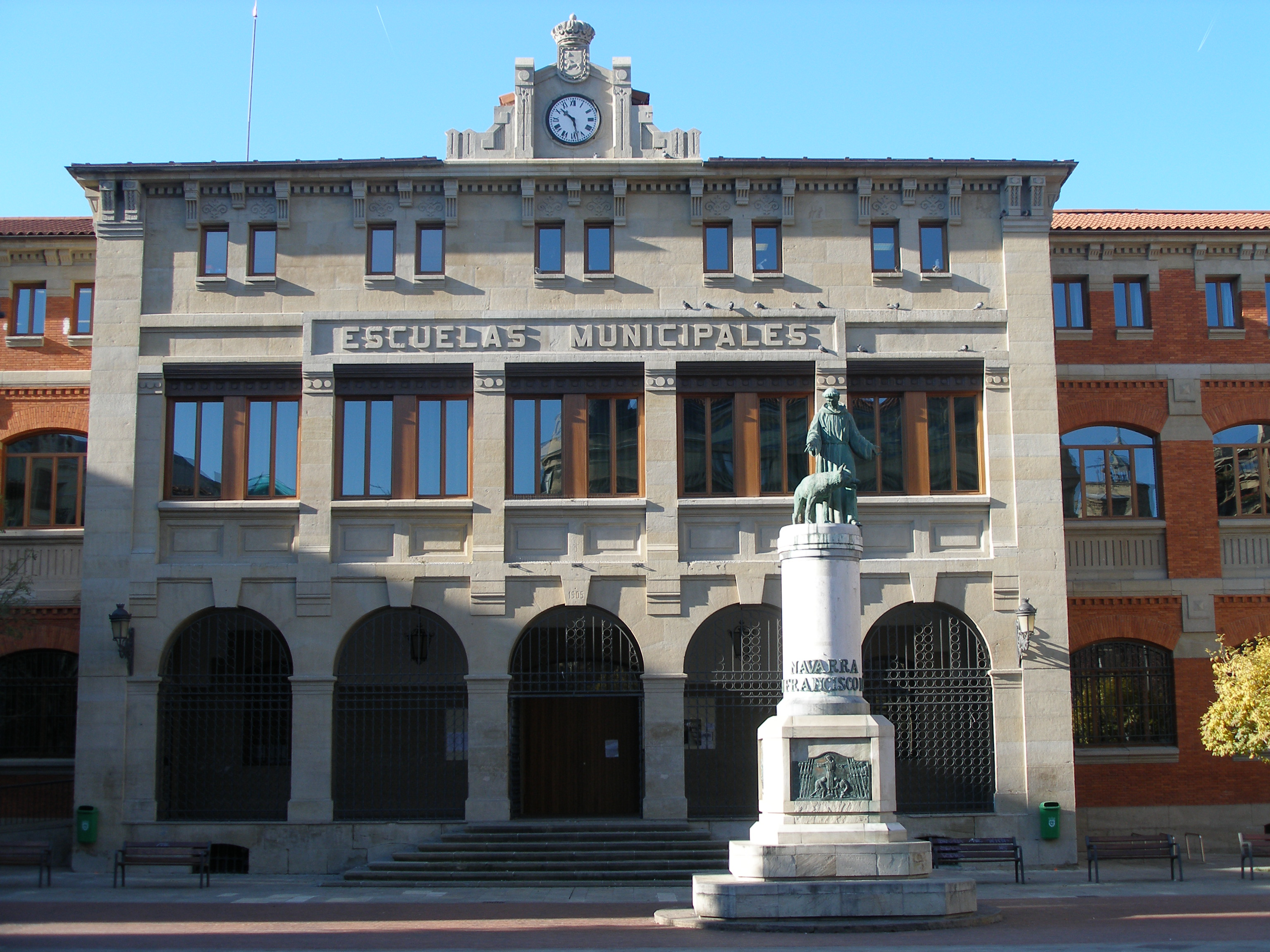
Els mestres van patir una estricta assumpció dels postulats religiosos i dretans. En la fotografia les Escoles Municipals de San Francisco a Pamplona.

Especial va ser la repressió soferta pels mestres navarresos. Gairebé una trentena van ser assassinats durant la contesa. A més, d'això, ja el dia 27 de juliol la Diputació (que ja el 21 de juliol havia realitzat la primera proclama de suport als revoltats) va promulgar les primeres disposicions per adequar l'educació al nou ordre:
1. Que tots els Ajuntaments on no s'hagi fet encara -ja se n'havia donat ordre el dia 21- procedeixin a col·locar el crucifix en lloc preferent a les aules.
2. Restablir l'ensenyament catòlic en totes les escoles.
3. No es consentirà cap ensenyament oposat a la doctrina catòlica, ni a la unitat de la Pàtria, ni al principi d'autoritat.
4. Es tornaran a obrir tots els col·legis i escoles dirigits per ordes religiosos que haguessin estat clausurats.
5. Es prohibeix la coeducació.
6. Es revisaran tots els nomenaments de mestres.[116]

El juliol del 1936 hi havia a la província, segons la mateixa Junta, 1.087 mestres. Els càstigs van afectar igualment els professors de l'Institut, de l'Escola normal i als membres de la Inspecció. En total van ser sancionats prop del 22%, el 29% en el cas dels homes i el 15% en el de les mestres. La destitució en el cas de 69 mestres, la separació de l'ocupació entre un i dos anys per 35 i fins a arribar als 229 amb una o diverses d'altres sancions com trasllats, multes econòmiques i ratificació del "Manifiesto de Adhesión Patriótica".
El text introductori de la Junta Superior d'Educació a les sancions deia:
| «                                                                                            | ...Continuant la labor depuradora el personal del Magisteri que, com a primera tasca es va imposar aquesta Junta a fi de rescatar l'ensenyament d'ofensives sectàries i antipatriòtiques, fàcils d'encobrir davant l'ambient i situació presents, aquest organisme, a part de la inclusió d'altres membres del Magisteri en anàloga sanció que els compresos en llistes anteriors, estableix per a aquells que, sense declarar-se profundament sectaris, s'han manifestat tebis i propicis a claudicacions que diuen molt poc en favor de la fermesa de conviccions respecte al que ha de ser un mestre catòlic i patriota, sancions de caràcter econòmic i trasllats amb caràcter provisional en quantia i forma respectivament adequades a la responsabilitat de les actuacions del sancionats i que queden especificats en les següents sancions... | » |
| — Junta Superior d'Educació de Navarra. Recollida a Navarra 1936, De la Esperanza al Terror. | |   |

### Les altres purgues
La mort no era l'únic càstig utilitzat en la repressió. Es van dur a terme ingressos a la presó, cessaments en ocupació i sou de funcionaris, com el ja referit dels mestres i en altres treballadors que els produiria clares dificultats econòmiques i, per tant, a l'exclusió social. També es van aplicar expulsions dels pobles, multes, així com càstigs denigrants, com el clàssic tall de pèl i la ingesta d'oli de ricí, que foren àmpliament utilitzats. En molts llocs el saqueig a les vídues i familiars dels afusellats va ser total, amb collites requisades, així com dels animals, deixant a les famílies en la més extrema pobresa.
Alguns exemples es troben en a l'ajuntament de Pamplona, en què van ser destituïts 59 funcionaris i sancionats uns altres 28 o a Estella, ciutat de la que van ser enviats a presó 91 persones, d'elles 23 afusellades, i a més van ser acomiadats del seu ajuntament 11 funcionaris, dels quals 2 van ser afusellats.
Les tallades de pèl es van realitzar a les dones. Algunes de les que van sofrir el càstig i que consten de forma nominal són: 44 dones de Cárcar, 17 de Cascante, 17 de Cáseda, 16 de Cortes, 17 de Falces, 27 de Lodosa, 29 de Los Arcos, 18 de Miranda de Arga, 63 d'Azkoien, 15 de Ribaforada, 19 de Sangüesa, 30 de Sartaguda, 22 de Valtierra, 33 de Villafranca.
En els missatges transmesos a la població no hi havia moltes contemplacions, transmetent un autèntic terror als quals no demostraven fidelitat al nou règim, com ho expressava el Comandant militar de Falces:
| «                                                    | Ordeno i Mano: Article 1: Tot element extremista que en donar-li el crit de VIVA ESPANYA, no contesti d'igual forma, serà executat passat per les armes en l'acte. Article 2: En presentar-se les autoritats als voltants dels seus domicilis i no surti el personal que hi hagi dins del mateix abans de l'arribada de la força amb els braços oberts en alt cridant VIVA ESPANYA seran passats per les armes en l'acte. Article 3: Tot el personal extremista, sense distinció de sexe, que es trobi dins de la localitat o al camp, sense portar braçalet blanc en el braç esquerre i un volant que serà lliurat a l'Ajuntament, serà passat per les armes en l'acte. Article 4: Tots els edificis o pisos habitats per elements extremistes, tindran durant els dies que duri l'estat de guerra, i a partir de les vuit del matí fins a les set de la tarda, obertes les portes i finestres, amb les cortines llevades, per ser vists per la força, el que no compleixi l'ordenat, es farà foc sobre l'edifici o persona que en el mateix es trobi major de 16 anys. Article 5: En els registres domiciliaris que efectuï el personal a les meves ordres, als edificis habitats per personal de dretes i s'hi trobi amagat algun element extremista, aquest serà passat per les armes en l'acte, i l'amo de l'edifici se li aplicarà com a encobridor el que marca el Codi de Justícia Militar. Article 6: Tot individu extremista, totes les vegades que surti i entri del camp es presentarà a l'Ajuntament, a la seva sortida per recollir el volant i a la seva entrada per lliurar-ho, advertint que aquell que no ho efectuï i se li trobi en el camp serà passat per les armes. Article 7: S'adverteix al personal de dretes, que si algun individu s'interna al seu domicili violentament, ben perseguit per l'Autoritat o per qualsevol altra circumstància, si no ho posa immediatament en coneixement de les Autoritats, se li aplicarà el que marca el Codi de Justícia Militar, com a còmplice o encobridor. Falces, 11 d'agost de 1936. El Excm. Sr. Comandant militar de la plaça. | » |
| — Recollit a Navarra 1936. De la Esperanza al Terror | |   |

## Víctimes dels bombardejos republicans sobre Navarra

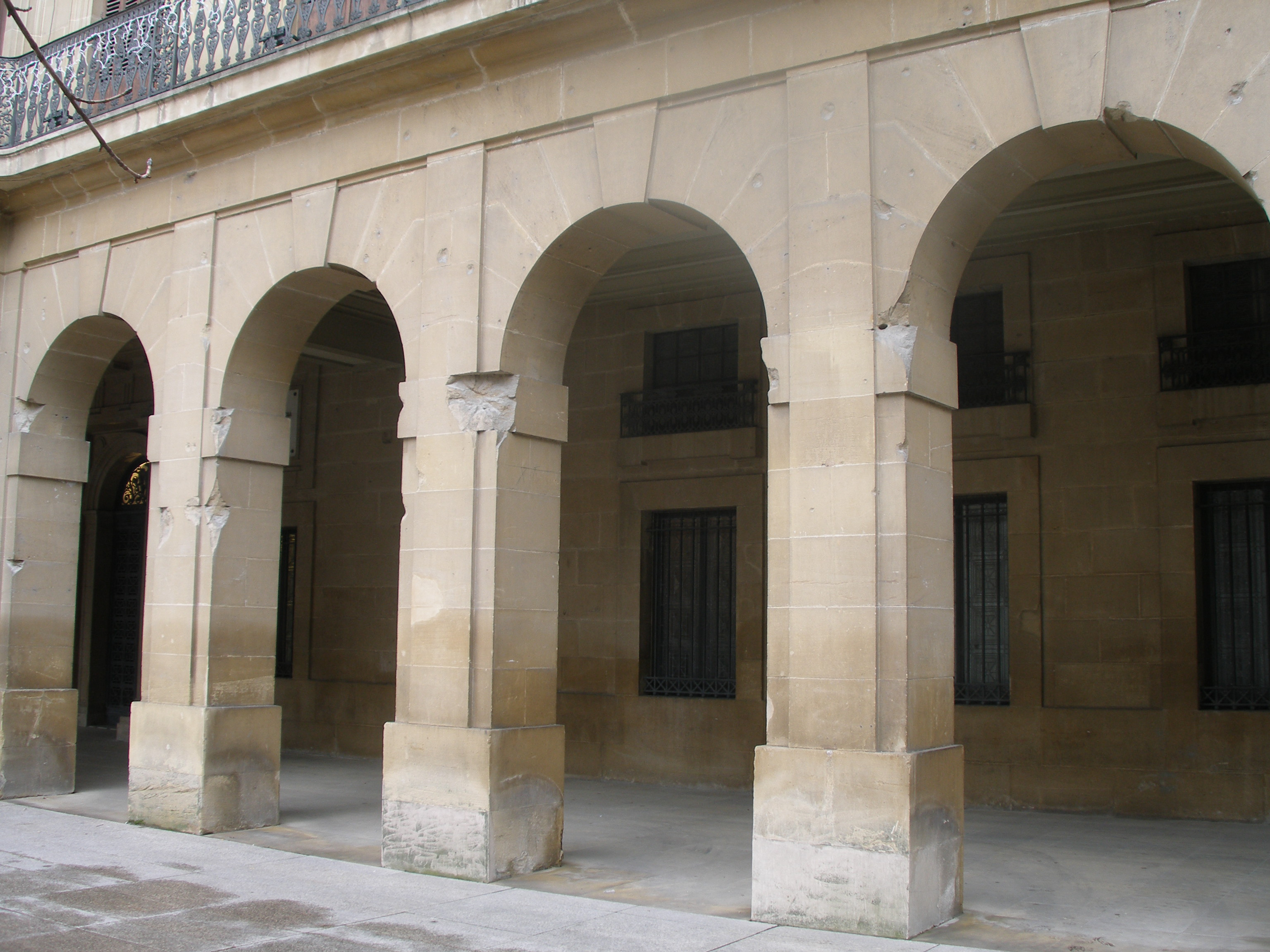
Detall dels impactes de metralla al Palau de la Diputació per les bombes caigudes el dia 12 de novembre de 1937.

En total va haver-hi 38 víctimes mortals per bombardejos de l'aviació republicana sobre Navarra, segons la professora Vázquez de Prada. Salas Larrazábal comptabilitza 29 en els registres civils, i no refereix cap registre al bombardeig de Lumbier.
Pamplona va ser bombardejada en tres ocasions. La primera va ser el 22 de maig de 1937 sent l'objectiu, pel que sembla, el Govern Militar, on residia el general Mola. Les bombes van caure en les proximitats del Portal de França, causant la mort d'11 persones, entre elles cinc dones i tres nens, per ser un lloc de jocs, a més de produir-se 25 ferits. El segon bombardeig va ser el 12 de novembre, i va afectar l'Estació d'Autobusos i a la Diputació. També van caure unes 35 bombes extramurs que van produir 7 morts i bastants ferits. L'últim bombardeig va ser el 18 de gener de 1938 que va causar un mort.
El bombardeig de Tudela el 13 d'agost de 1937 va produir 13 morts i 23 ferits. Es va produir a la tarda, entorn de les 18 hores, per mitjà de tres avions Tupolev SB2 que van deixar anar nou bombes de 25 quilos cadascuna, els objectius dels quals era la central elèctrica, la de telèfons, la caserna de la Guàrdia Civil i el pont que creua l'Ebre. Objectius que no van ser assolits. De forma immediata es van produir 10 morts i els dies següents van morir els altres tres. Aquests 10 morts són els que descriu Salas Larrazábal en el seu estudi.
La vila de Lumbier, que no arribava a mil habitants, va ser atacada per aire el 25 de setembre morint 6 persones i produint 3 ferits. Va haver-hi també altres dos bombardejos en les carreteres, en el pont d'Endarlaza prop de Bera i en un altre pont en la carretera entre Etxarri-Aranatz i Sant Sebastià, tots dos sense víctimes.

## Exhumacions
Una vegada iniciada la Transició, a la fi de la dècada de 1970 i principis de la de 1980 van tenir lloc nombroses exhumacions. En aquests anys va sorgir un fort moviment polític i associatiu que va promoure l'exhumació de nombroses fosses comunes. Una de les de major repercussió va ser la de Sartaguda, en 1977. També es va realitzar una altra en 1979, fora de Navarra, al cementiri de Torrero, proper a Saragossa, per investigar els afusellats de la bandera General Sanjurjo, que no eren reconeguts per l'exèrcit. Els arxius militars on estan registrats aquests fets segueixen tancats. D'aquesta forma, la Transició va veure l'erecció de monòlits i tombes col·lectives en els cementiris en els que, fins llavors, solament hi havia tombes dedicades als Caiguts en la Croada. Després d'aquesta onada, va seguir un període d'inactivitat, perquè, igual que en altres parts de la resta d'Espanya, en els últims anys estigui tenint lloc una nova onada d'exhumacions d'afusellats i assassinats en la guerra civil espanyola que es va iniciar el 28 d'octubre de l'any 2000 a Priaranza del Bierzo (Lleó), utilitzant ja noves tècniques d'identificació com l'ADN.
Les exhumacions requereixen uns complexos tràmits administratius i la presència d'arqueòlegs i experts que han de datar i identificar els cossos, ja sigui mitjançant la prova de l'ADN o per identificació d'objectes personals. Tot aquest procés comporta una forta càrrega emocional per als seus familiars.
A Navarra l'última tanda d'exhumacions es va iniciar en 2003 en les localitats d'Azketa (aquesta fallida) i Lantz. En 2005, l'Associació de Familiars d'Afusellats de Navarra havia rebut més de 30 sol·licituds de localització de cossos per part de familiars, calculant-se llavors que les restes d'unes cinc-centes persones encara no havien aparegut. Una de les exhumacions i la seva corresponent anàlisi va tenir lloc a l'octubre de 2005 en una fossa comuna de Fustiñana on es trobaven les restes de set persones veïns de Murchante, i va ser realitzada per la Societat de Ciències Aranzadi amb el metge forense Francisco Etxeberria Gabilondo i l'antropòloga Lourdes Herrasti. Unes altres tres fosses van ser detectades amb georadar a l'octubre de 2008 en el terme de Fustiñana, on poden trobar-se les restes de tres persones, en el de Tudela, sense detectar quantes es poden trobar i al de Magallón (Saragossa). En aquesta última se suposa que van ser enterrats 26 veïns de Buñuel assassinats el 26 d'agost de 1936 i on se suposa que pot haver-hi 86 persones.
D'altra banda, des de setembre de 2007 la Societat de Ciències Aranzadi,8 Societat Cultural Txinparta juntament amb l'Associació de Familiars d'Afusellats de Navarra estan exhumant cadàvers en una zona propera al fort de San Cristóbal. Aquest lloc havia estat referenciat com la possible localització del cementiri del fort per José María Jimeno Jurío. Les restes enterrades en aquest lloc són de 131 persones que van morir en aquest recinte carcerari a causa de diverses malalties respiratòries com tuberculosi o pneumònia entre 1941 i 1945, data de tancament d'aquell (abans d'aquesta data, els afusellats en el fort eren enterrats en fosses comunes en els cementiris de la zona, a la cendea d'Ansoáin). D'antuvi es procedirà a l'exhumació d'uns 25 cossos enterrats en aquest lloc. Les restes òssies oposades fins ara presentaven a l'altura dels genolls una ampolla i en el seu interior dades personals del mort. No obstant això els suros que les tapaven s'han deteriorat en gran part d'elles i s'ha perdut la informació.
El 2008 les associacions consideren que poden haver-hi 30 o 40 fosses comunes en camps, avencs i voreres repartides per la geografia foral sense ubicació concreta. Atesa l'absència de registres dels afusellaments, l'ocultació de la informació i la desaparició de possibles informants per causa dels anys transcorreguts des de 1936-39 fa pràcticament impossible localitzar-les.

## Testimoniatges contemporanis
Existeixen pocs testimoniatges contemporanis sobre la repressió a Navarra durant els anys de la Guerra Civil, els quals, de forma òbvia, no van poder ser publicats a Espanya durant la dictadura, si bé molts han conegut reimpressions en els últims anys. Dos d'ells es deuen a religiosos.
El sacerdot caputxí Gumersindo de Estella escriví les memòries Fusilados en Zaragoza (1936-1939). Tres años de asistencia espiritual a los reos. Encara que la major part del seu llibre descriu la seva labor com a capellà de la presó de Torrero (vegeu Afusellaments a Saragossa), a Saragossa, en el seu llibre proporciona detalls de la situació a Navarra abans que fos traslladat, de forma forçosa, des del seu convent de Pamplona a Saragossa l'11 de setembre de 1936, per la seva proximitat al nacionalisme basc. Un dia abans, José Martínez Berasáin, dirigent de la Junta Central Carlista de Guerra, li havia comunicat al superior del pare Gumersindo que no era «grat a les forces carlistes»:
| « | Entretant continuaven les matances. Jo sortia a predicar gairebé tots els diumenges a diversos pobles de la província. I em vaig adonar de l'hecatombe. Se'n parlava en públic i s'explicava el nombre de morts que anaven sent enterrats a les muntanyes, als marges de les carreteres... El dia 8 de setembre vaig predicar a Uterga. Vaig fer un viatge de retorn a peu. Vaig traslladar la serra del Perdó. I vaig quedar aterrit en veure a banda i banda de la carretera i a l'interior de la forest tolls de sang i munts de terra que cobrien cadàvers, alguns dels quals tenien els peus a flor de terra i a la vista...Vaig arribar al convent amb impressions fortes que sacsejaven el meu esperit i durant la nit copejaven el meu cervell. Què anava a fer sinó expressar el meu estat d'ànim? No ho podia remeiar. | » |

Les memòries del pare Gumersindo van ser redactades en 1945, a partir dels diaris que havia escrit durant la guerra i reescrites en 1950. Posteriorment van ser enviades clandestinament a l'Argentina, per ser publicades per l'editorial Ekin, però la diplomàcia espanyola va aconseguir evitar-ho, amb la col·laboració de l'Església Catòlica argentina. Les memòries van romandre inèdites, encara que van ser citades o publicades parcialment després de la Transició (és citat profusament per Julián Casanova en La Iglesia de Franco). Finalment, en 2003 foren editades pels historiadors caputxins Tarsicio de Azcona i José Angel Echevarría, amb el títol Fusilados en Zaragoza (1936-1939). Tres años de asistencia espiritual a los reos.
Un altre sacerdot, Marino Ayerra, rector a Altsasu (bastió socialista) durant la Guerra Civil, és l'autor d'un llibre en el qual va descriure el seu ministeri a Altsasu. En acabar la guerra, i en profund desacord amb la situació política espanyola, va sol·licitar continuar el seu ministeri a Uruguai. Allí, a la ciutat de Salto, va romandre uns mesos fins que en 1940 va sol·licitar la secularització i es va traslladar a l'Argentina. A Argentina es va guanyar la vida com a traductor i va escriure un únic llibre, No me avergoncé del Evangelio (desde mi parroquia), que va ser publicat a Buenos Aires per l'editorial Periplo en 1958. El llibre, en el qual descrivia la repressió a Navarra durant la Guerra Civil, fou un gran èxit de vendes i va tenir almenys tres edicions:
| «                                         | Ens trobàvem per tota Navarra […] en el règim planificat i sistematitzat del pànic; en la rude labor de prèvia i indispensable rompuda del terreny per a les grans sembres del ressorgiment d'Espanya; en l'obra, en fi, de metòdic i complet extermini de l'oposició en els de dalt, i de freda adaptació obligada pel terror a la terra roturada i esmicolada de la pobra gent de baix. | » |
| — No me avergüenzo del Evangelio, pg. 51. | |   |

El llibre d'Ayerra fou reimprès en 2002 per l'editorial Mintzoa amb el títol ¡Malditos seáis! No me avergoncé del Evangelio.
La seva neboda, la cineasta Helena Taberna, va realitzar dues pel·lícules adaptant el llibre d'Ayerra: un documental, Alsasua 1936, i una pel·lícula de ficció, La buena nueva, que s'estrenà el 14 de novembre de 2008. Aquesta última és la seva tercera pel·lícula i en ella queda reflectit el paper de botxí, a més de víctima, de l'Església en la guerra espanyola.
Un altre testimoniatge contemporani als fets és Los culpables. Pamplona 1936, escrit en 1942 pel sindicalista pamplonès de la CNT Galo Vierge. En el seu llibre, Vierge, que va ser empresonat després de l'inici de la guerra, però va aconseguir salvar la seva vida, adona de les activitats dels centres repressius de Pamplona durant els primers mesos de la contesa. El llibre va ser publicat en 1991 i reimprès en 2006.

## Reconeixement actual a les víctimes de la repressió

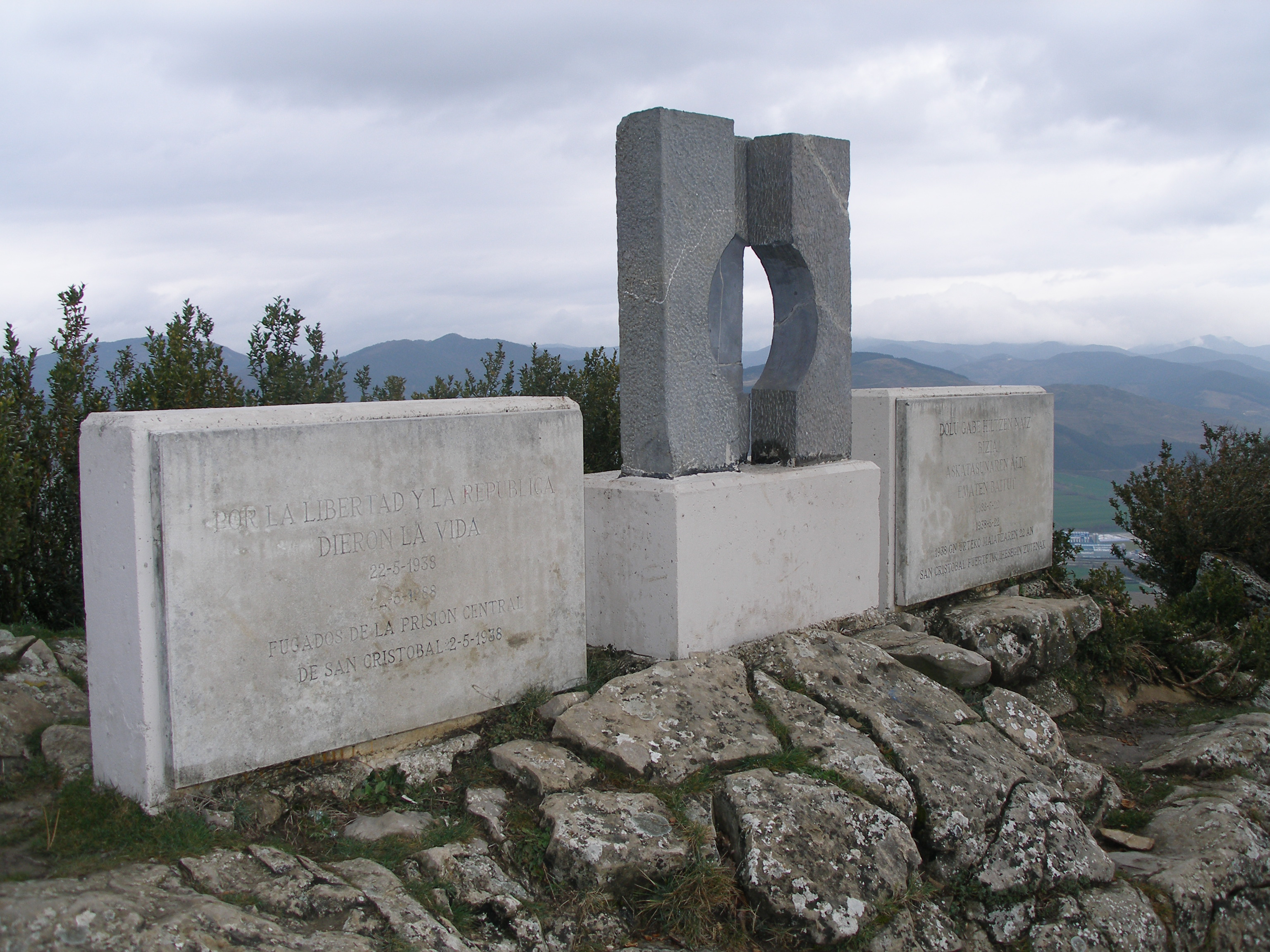
Monument erigit en la muntanya Ezkaba, en homenatge als caiguts per la Llibertat i la República. Inaugurat en 1988. Atacat en tres ocasions, l'última a l'agost de 2009.

Monument d'homenatge a la muntanya Ezkaba
En 1988, amb motiu del 50 aniversari de l'intent de fugida del fort, es va erigir un monument en homenatge als escapolits, «caiguts per la Llibertat i la República», que es troba, amagat entre la mala herba, en el cim, en un tram descendent del muntanya Ezkaba. Va ser atacat en tres ocasions, l'última vegada va ser destruït a cops de mall l'agost de 2009 per membres de l'extrema dreta.
Declaració del Parlament de Navarra en 2003
El 10 de març de 2003, el Parlament de Navarra va realitzar una declaració a favor del reconeixement i reparació moral de tots els navarresos afusellats arran del cop d'estat de 1936 a proposta per l'Associació de Familiars d'Afusellats, Assassinats i Desapareguts a Navarra en 1936. Rebé el suport de 28 parlamentaris (11 de PSN-PSOE, 8 d'Euskal Herritarrok, 3 d'IUN-NEB, 3 de CDN i 3 d'EA-PNB), amb l'abstenció dels 22 parlamentaris d'UPN. El líder d'UPN i president de Navarra, Miguel Sanz Sesma va argumentar la seva abstenció en la negativa a votar "al costat dels botxins de les víctimes de la violència terrorista", en referència als parlamentaris d'EH (UPN havia intentat, sense èxit, incloure en el text de la declaració el reconeixement a les víctimes d'ETA), expressant no obstant això el seu "reconeixement personal i polític […] a l'Associació de familiars d'afusellats i repressaliats del 36". A més, tant CDN (que va votar a favor), com a UPN, que es va abstenir, van mostrar les seves objeccions a l'al·lusió a la participació directa de l'Església Catòlica en la repressió.
El text aprovat va ser el següent:

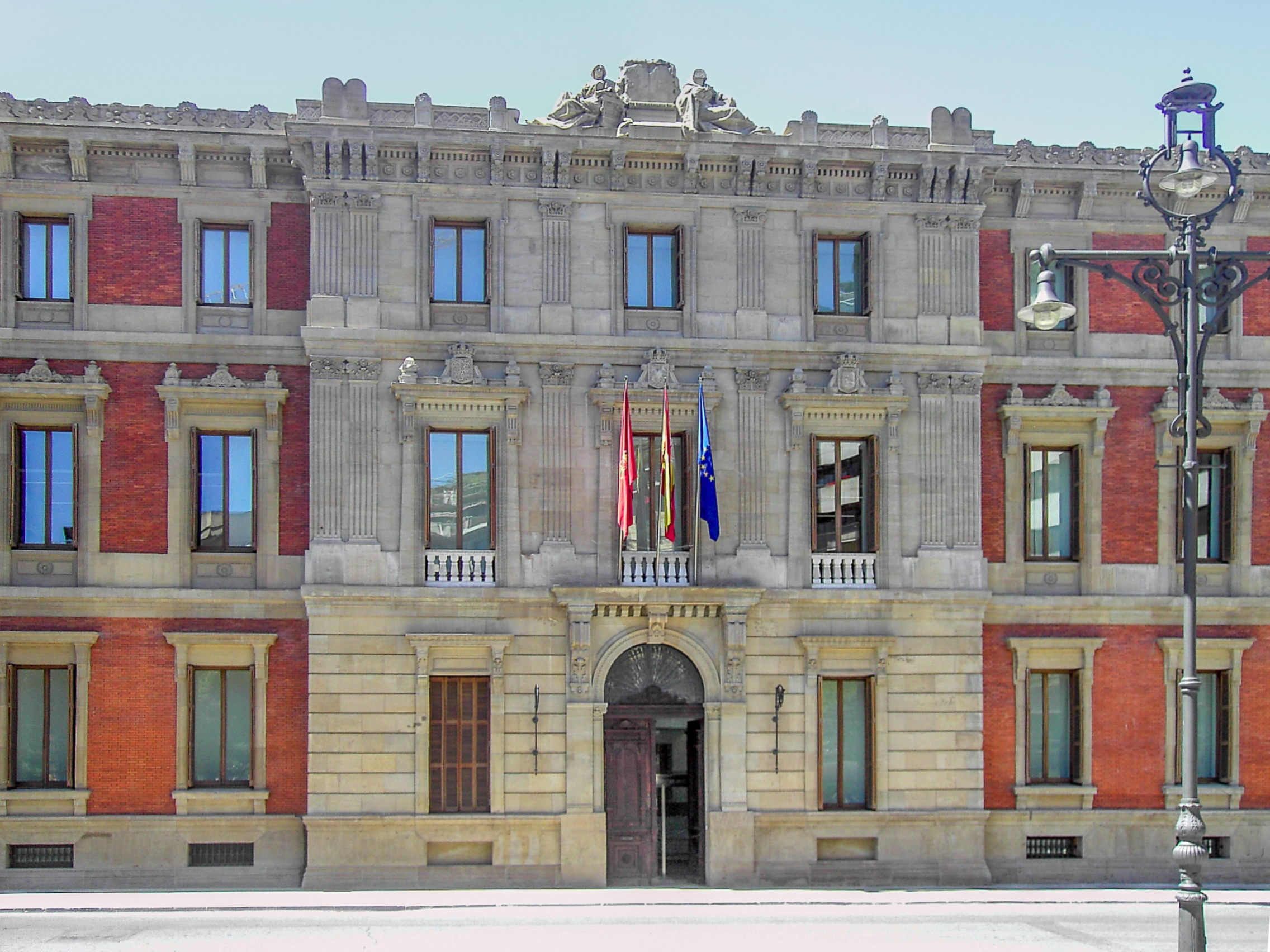
Edifici del Parlament Foral de Navarra.

| «                                             | És públic i notori que a Navarra, un dels llocs on es va gestar el cop militar contra la República democràticament constituïda, no es va desenvolupar en 1936 cap enfrontament bèl·lic, i, no obstant això, unes tres mil persones van ser assassinades per ser considerades afins a la República o simplement per les seves idees. Els assassinats es van dur a terme per partides organitzades amb aquesta fi pels revoltats, dirigits per les seves juntes de guerra, i sense intervenir cap besllum de legalitat ni cap formalisme. Aquests actes criminals es van dur a terme no solament amb el beneplàcit de la jerarquia eclesiàstica de l'Església catòlica, manifestada públicament a favor de l'anomenat “Alçament”, sinó en alguns casos amb la seva participació directa. Els familiars van haver de sumar al drama de la pèrdua d'un ser estimat, tota la injustícia derivada d'una guerra i la dictadura imposada: el dolor i la situació d'incertesa davant les persones desaparegudes, la disgregació dels nuclis familiars per les penes de presó i desterrament, les seqüeles psíquiques que moltes persones no van poder superar mai i van pagar amb la malaltia i la mort prematura, la penúria econòmica (molts van sofrir l'espoli de les seves propietats), i l'horror quotidià dels afronts públics (talls de pèl i passejos...), els greuges i insults (llançats des de totes les instàncies oficials i mitjans de comunicació de la dictadura o, en alguns casos, des dels púlpits de les esglésies, i continuats al carrer a l'empara d'aquestes entitats), la persecució brutal de l'euskara i de la cultura euskaldun, la proscripció oficial, la marginació social i la indefensió més completa. Després de la mort del dictador Franco, en molts casos els familiars i amics dels assassinats van desenterrar els cadàvers de cunetes, descampats i tàpies. Ho van fer a plena llum, amb l'afecte i la dignitat dels seus afins, però sense el reconeixement oficial. Cap de les institucions de Navarra implicades en el cop militar o en la dictadura van reconèixer els seus gravíssims actes ni van demanar perdó públicament. Tampoc ho ha fet fins avui la jerarquia de l'Església catòlica. A bastants llocs del món en concloure les dictadures o períodes nefasts del passat i carregats de crims polítics es creen “comissions de la veritat”, s'obren espais públics des de les més altes institucions per debatre, per esclarir i en el fons perquè hi hagi una catarsi que permeti restablir la veritat, reparar amb justícia a les persones i tancar les ferides del passat. El atstat, no obstant això, encara que dolorós i fort, permet establir un punt de partida millor que quan s'obvia el tema i s'actua com si aquests fets, que van marcar tan profundament la societat —a tota ella, a les víctimes i als repressors—, no haguessin existit. A la nostra benvolguda terra un vel de silenci cobreix aquests esdeveniments, malgrat afectar directament a diverses desenes de milers de ciutadanes i ciutadans navarresos que en la intimitat i no sense temor transmeten de generació en generació aquella horrible tragèdia. No és bo que la societat navarresa continuï ajupint el cap, pugues i ha de saldar aquella tragèdia amb si mateixa i satisfer aquest buit de justícia. Amb aquest reconeixement tardà es pretén realitzar un acte de justícia. Actuar així estendrà acta d'una societat en convivència més justa i respectuosa de totes les idees i, igualment, d'una democràcia més profunda. En aquest sentit és conseqüent que les Institucions de Navarra posin les condicions per eliminar aquells elements simbòlics contraris a la llibertat i representatius d'aquest passat que desitgem superar. A partir d'aquí la ciutadania d'avui i les futures generacions podrem encarar el futur sense aquest baldó misteriós del que ningú en parla en públic i sabrem extreure els corresponents ensenyaments de la memòria històrica. Especialment destacarem una: cap idea pot justificar aquestes barbaritats que deshumanitzen la persona fins al seu límit màxim —la mort—, que assolen de dolor als seus éssers més estimats, que degraden fins al més baix als executors i que deixen un llegat marcat per sofriments i odis molt negatius i profunds a les generacions futures. Així doncs, mai més i per a ningú aquells horrors. Per tot això, el Parlament de Navarra declara que aquells homes i dones van ser vilment assassinats sense judici, sense res que ho justifiqui, abans al contrari van defensar amb les seves vides la llibertat, el progrés i la justícia social. Per això, no dubtem a proclamar que formen part de la selecta plèiade de navarresos i navarreses que majors aportacions ha realitzat a favor del ben comú de la nostra terra. Van morir per la llibertat i la justícia social i des del Parlament de Navarra els rendim el nostre més sincer reconeixement i homenatge. | » |
| — Parlament de Navarra el 10 de març del 2003 | |   |

A més es van afegir uns punts en el qual es declarava que "ningú pot utilitzar la violència amb la finalitat d'imposar les seves conviccions polítiques i establir règims totalitaris". Un altre en el qual es recolzava a l'ajuntament de Sartaguda per erigir un monument en la seva memòria. I finalment instava a totes les administracions i organismes a col·laborar i fer pública tota la informació que es tingués sobre aquells fets.
El text, que s'havia aprovat prèviament en la Junta de Portaveus, contenia acusacions directes a la jerarquia catòlica del moment, amb l'esment que les execucions "es van dur a terme no solament amb el beneplàcit de la Jerarquia eclesiàstica de l'Església catòlica, manifestada públicament a favor de l'anomenat «Alçament», sinó en alguns casos amb la seva participació directa". Això va portar al fet que l'arquebisbe de Pamplona Fernando Sebastián escrivís una carta al parlament en la qual demanava que s'eliminessin del text les al·lusions a l'Església Catòlica "per no ser veritables i resultar greument injurioses per a l'Església i per als catòlics navarresos, de llavors i d'ara" La petició de l'arquebisbe no va ser atesa, a pesar que tant CDN, que va demanar una votació separada per a aquest punt, com a UPN, rebutjaven també aquestes al·lusions.
Parcs de la Memòria

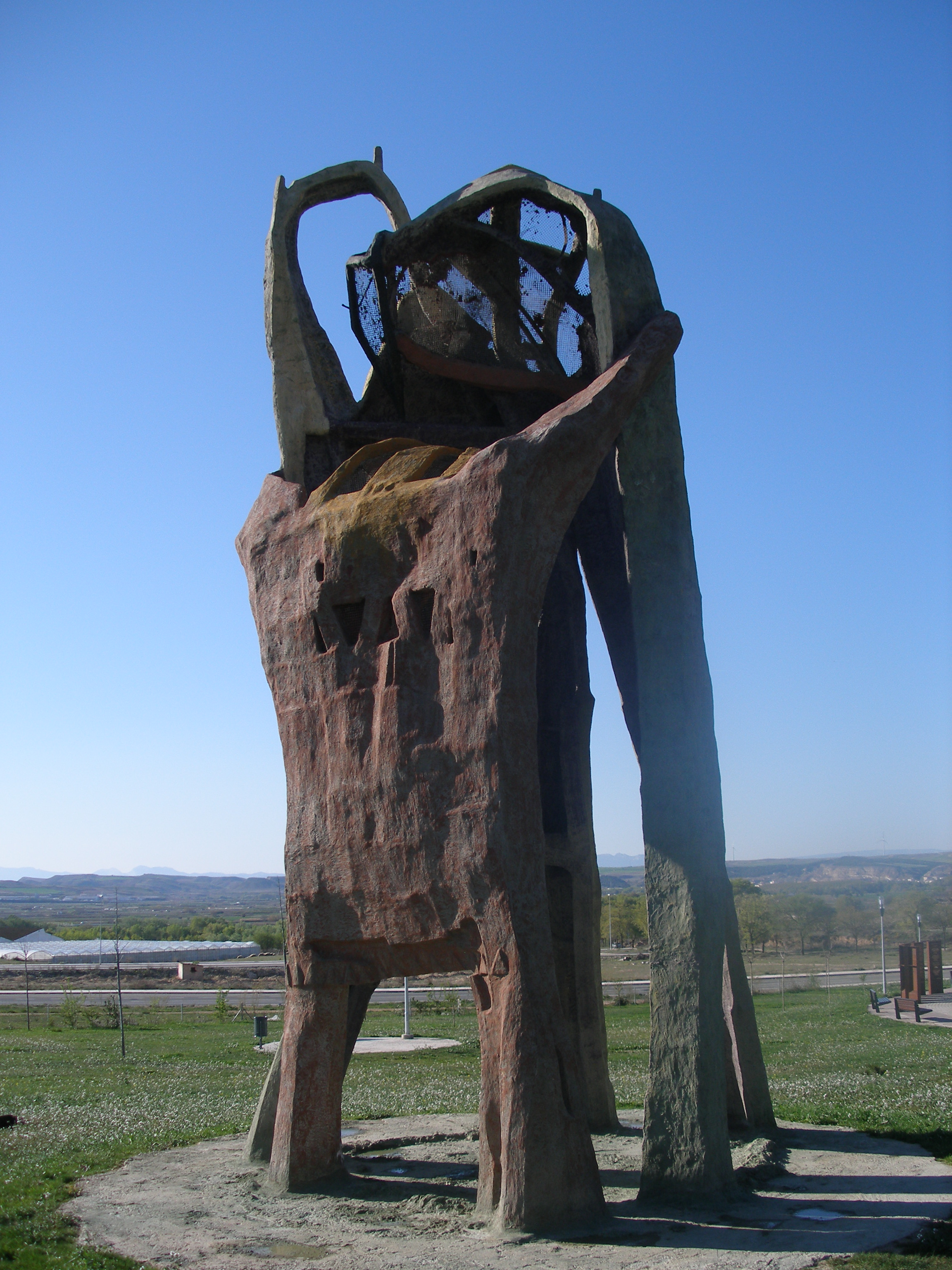
L'obra de Joxe Ulibarrena al Parc de la Memòria. Representa tres joves que moren afusellats fosos en una abraçada. El record de l'artista que el presencià a Pamplona en 1936.

- El Parc de la Memòria de Sartaguda és un parc de 6000 metres quadrats, creat per l'impuls del col·lectiu Pueblo de las Viudas que va sorgir en 2002 en aquesta localitat, amb l'objectiu de servir d'homenatge a les víctimes de la repressió franquista a Navarra durant la Guerra Civil.[144] Aquest col·lectiu juntament amb l'Associació de Familiars d'Afusellats de Navarra, va promoure la recollida de fons per dur-ho a terme, i ha rebut aportacions econòmiques del Parlament de Navarra[145][146] i 85 ajuntaments[143] de la Comunitat Foral, el Ministeri de la Presidència del Govern d'Espanya[147] i donacions de particulars.

Aquestes ajudes han estat laborioses en la seva recollida, ja que Unió del Poble Navarrès (UPN) es va mostrar generalment reticent a l'aprovació d'aquestes ajudes. Per exemple l'Ajuntament de Pamplona es va negar a fer-ne cap aportació durant la legislatura 2003-2007 en la qual el govern municipal estava sustentat per UPN i CDN, amb majoria absoluta. Després de les eleccions de 2007 CDN va perdre la seva representació municipal i UPN la majoria absoluta, encara que va mantenir l'alcaldia. El 21 de setembre de 2007, el ple de l'Ajuntament, en el qual la resta dels partits Nafarroa Bai (NaBai), Partit Socialista de Navarra (PSN-PSOE) i Acció Nacionalista Basca (ANV) tenien majoria, va aprovar una moció del PSN en la qual es recorda a les víctimes de la guerra. UPN es va abstenir al no aconseguir treure la seva proposta en la qual d'acord amb la seva interpretació es reconeixia a totes les víctimes de la Guerra Civil (ja aprovada en la legislatura anterior). A més d'aquest reconeixement es va aprovar una partida econòmica de 30.000 euros per finançar el projecte del Parc de la Memòria a Sartaguda, així com, a proposta de NaBai, col·locar una placa commemorativa en la Volta del Castillo, prop de la Ciutadella de Pamplona, al costat del lloc on van ser afusellades moltes de les víctimes a la ciutat. En altres ajuntaments, com el de Tudela, UPN dinà suprot a les aportacions al Parc de la Memòria.
L'obra central del Parc de Sartaguda és un mur de 7 metres on es recullen els noms de 3.444 víctimes de la repressió en o de Navarra. Els noms recullen els dels 2.724 veïns afusellats en les seves localitats, els dels 567 que van morir en el Fort de San Cristóbal, els dels navarresos morts al camp de concentració de Mauthausen d'Alemanya i els dels que van perdre la vida en els treballs forçats imposats com a càstig pel franquisme.
Compta amb obres de Joxe Ulibarrena, de José Ramón Anda i de Néstor Basterretxea Arzadun, així com un mural on es recullen els noms dels assassinats i altres plaques amb escrits de Pablo Antoñana, Bernardo Atxaga, Castillo Suárez, Jokin Muñoz, Montxo Armendáriz i José María Jimeno Jurío.
Es va inaugurar el dia 10 de maig de 2008 amb presència de milers de persones, molts d'ells familiars dels afusellats i de persones conegudes de l'àmbit acadèmic i cultural i de tots els partits polítics, amb l'excepció d'UPN i de CDN.
- El Parc de la Memòria de Larraga on es troba un monòlit en memòria dels 47 raguesos morts pel règim franquista. Fou inaugurat el 28 d'abril de 2012.[152]

Altres homenatges
- A Allo hi ha un panteó amb la llista de noms, edat i una inscripció "En memoria a los asesinados en 1936".
- A Obanos el 17 de novembre de 2007 es posà una placa al cementiri en record de 14 afusellats a la localitat, 13 d'ells veïns i un altre veí de Pamplona. Eren membres de la UGT i fundadors de la Casa del Pueblo de la localitat.[153]

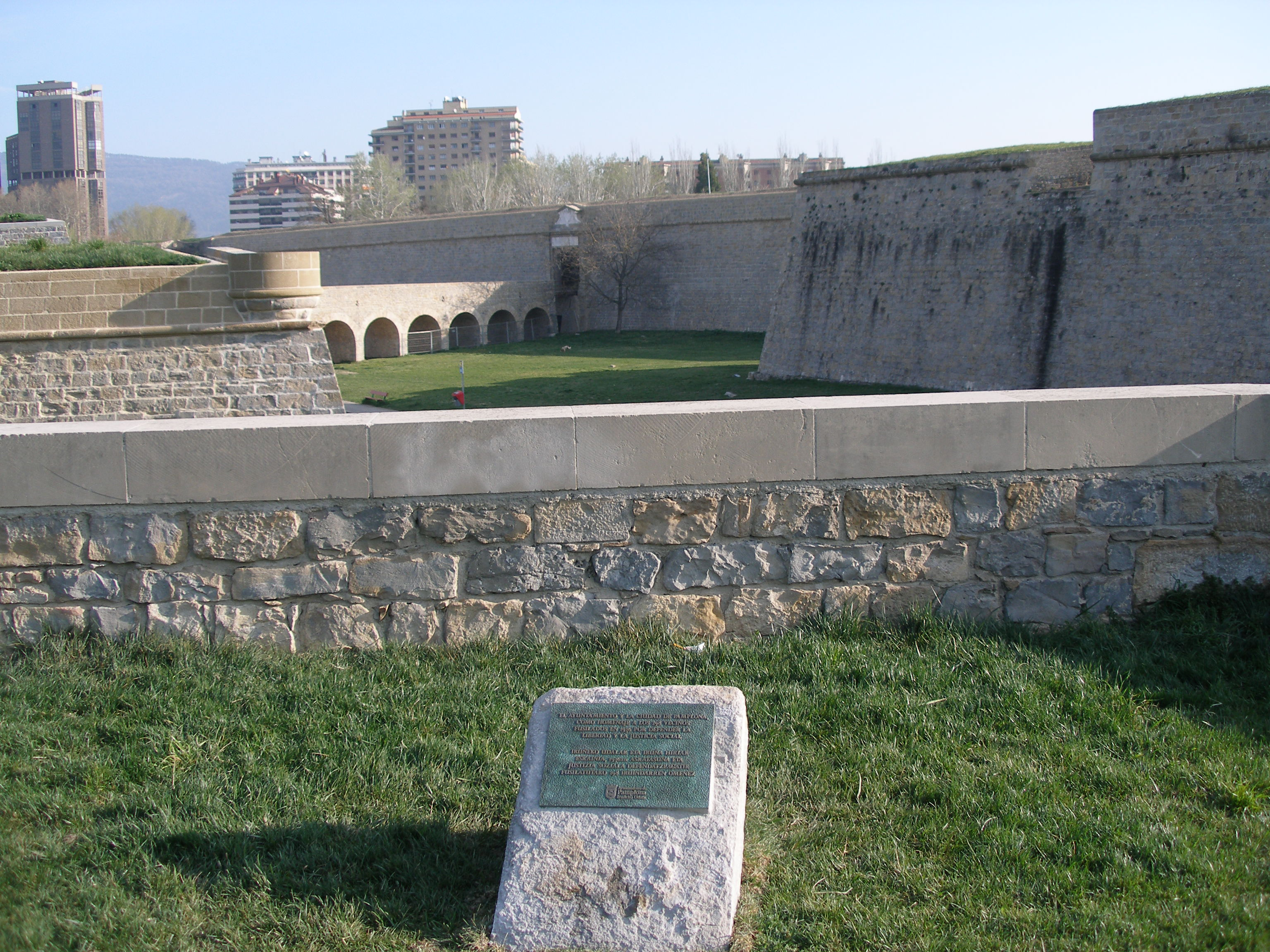
Monòlit posat en març de 2012 en homenatge als afusellats a Pamplona durant la Guerra Civil.

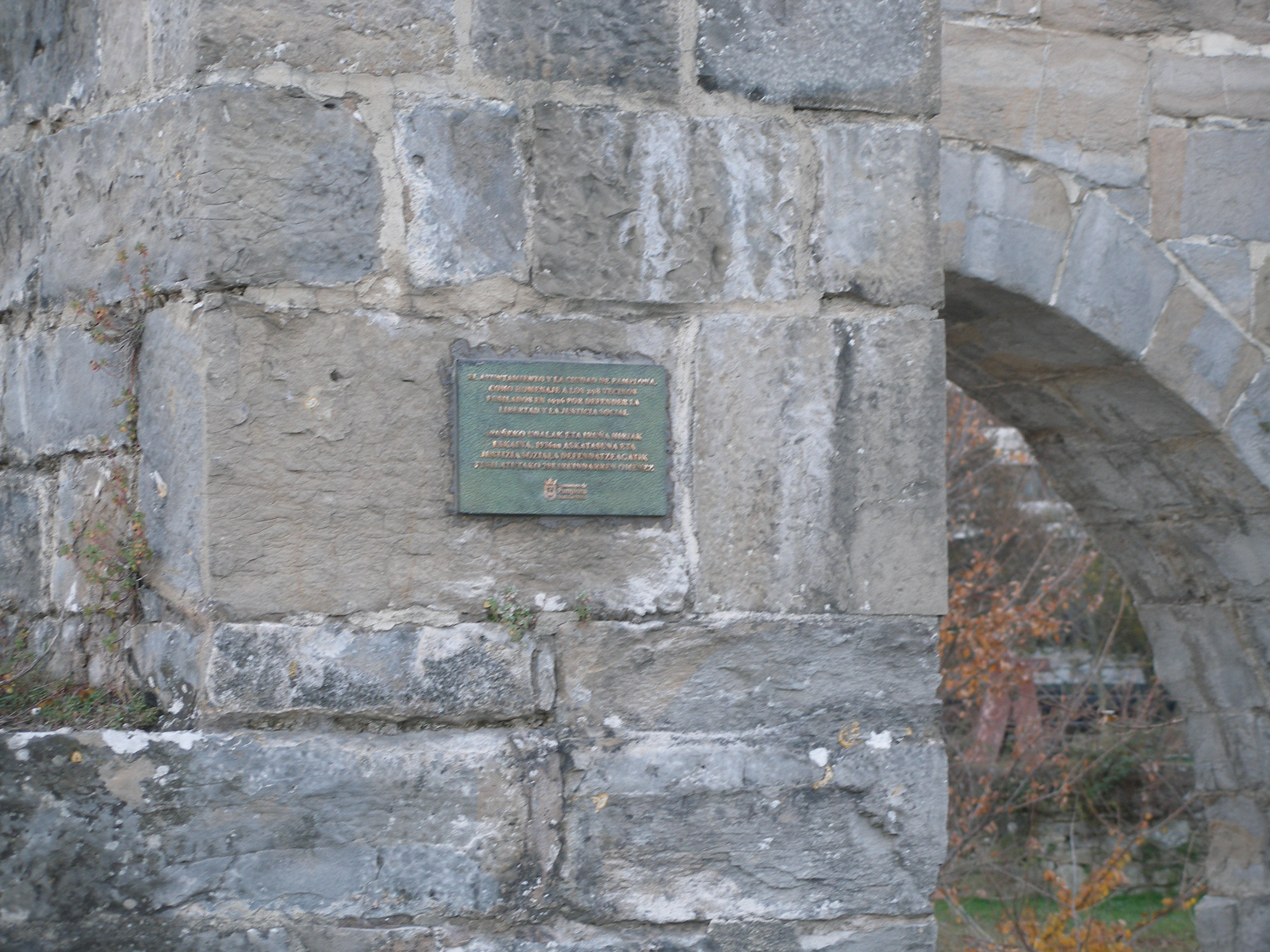
Placa a la Puerta del Socorro de la ciutadella de Pamplona en record als afusellats allí, posada el 24 de novembre del 2007. Retirada en posar el monòlit.

- A Pamplona, complint la resolució del ple de l'ajuntament de Pamplona del 21 de setembre de 2007, que va ser proposada per *Na *Bai i recolzada pel PSN i ANV, amb l'oposició de l'equip de govern d'UPN que es trobava en minoria, es va col·locar una petita placa el 24 de novembre del mateix any en la part interior de la porta del Socors de la ciutadella de Pamplona en record als afusellats en aquest lloc en la guerra civil. Es va posar sense realitzar cap notificació pública i sense fer cap cerimònia. El text en castellà i basc diu el següent:[154]

| « | L'ajuntament de la ciutat i la ciutat de Pamplona com a homenatge als 298 veïns afusellats en 1936 per defensar la llibertat i la justícia social | » |

.
El març de 2012 va ser substituïda per un monòlit amb el mateix text a la zona dels fossats propera a la Puerta del Socorro, retirant la placa.
En el vestíbul de l'ajuntament de Pamplona es va inaugurar el 17 de juny de 2012 una placa en record als regidors i treballadors municipals morts i represaliats. S'acomplia així la moció aprovada el setembre de 2011 per NaBai, PSN, Bildu i Izquierda-Ezkerra.
- A Larraga el 26 d'octubre de 2008 per iniciativa d'Ahaztuak 1936-1977 (Oblidats 1936-1977 en basc) es va realitzar un homenatge als 46 afusellats al poble per part de centenars de persones. Destacant l'homenatge a Maravillas Lamberto que tenia 14 anys quan no va voler deixar sol al seu pare quan van anar a buscar-lo. La van violar i van matar a l'ajuntament, igual que al pare. Per això, en el seu record es va posar una placa en la façana de l'Auzolan Elkartea. També Fermin Balentzia va cantar la cançó que té dedicada en la seva memòria.[157] Por la seva part l'ajuntament no va fer cap homenatge i negà la possibilitat de dedicar un carrer a la nena Maravillas Lamberto.[158] Anys després, el 28 d'abril de 2012, la germana de Maravillas, Josefina, descobrí una placa en la casa on nasqué i que dona nom a un tram d'aquest carrer de Larraga.[152]
- A Sartaguda el 28 de març de 2009 es va col·locar una placa en l'entrada de l'ajuntament de Sartaguda en record a l'alcalde, els cinc regidors i els veïns assassinats en 1936.[159]
- En homenatge a les 205 víctimes mortals del fort de San Cristóbal, que es té constància el seu enterrament en diversos cementiris de les proximitats a la muntanya Ezkaba, s'estan col·locant 12 plaques amb els seus noms des de maig de 2009. A Aizoáin amb el nom de deu presos; a Ansoáin, 20 noms; a Añezcar, 15; a Artica, 17; a Ballariain, 12; a Berrioplano, 14; a Berriosuso, 13; a Berriozar, 47; a Elcarte, 17; a Larragueta, 12; a Pisa, 15; a Oteiza, 13.[160] En el cas d'Artica i Anzoáin foren destruïdes per atacs de l'extrema dreta.[161]
- A Dicastillo el 10 de novembre de 2012 s'inaugurà un monòlit al cementiri del poble en homenatge als 16 veïns i altres que foren afusellats a Dicastillo procedents de Miranda de Arga (9), Lodosa (3) i Mendavia (3).[162]
- El 3 d'octubre de 2015 el Govern de Navarra presidit per Uxue Barkos va retre un reconeixement oficial, al Palau de Navarra, als 33 funcionaris de la Diputació Foral assassinats. Es va instal·lar una placa a l'entrada principal en basc i castellà on hi figuren els noms de les víctimes, en resposta a l'aprovació pel Parlament de Navarra de la Llei Foral «Ley de Reconocimiento y Reparación Moral» el 26 de novembre de 2013. A l'acte van ser presents representants de tots els partits polítics navarresos amb l'excepció del Partit Popular de Navarra.[163]